# TOHOシネマズ

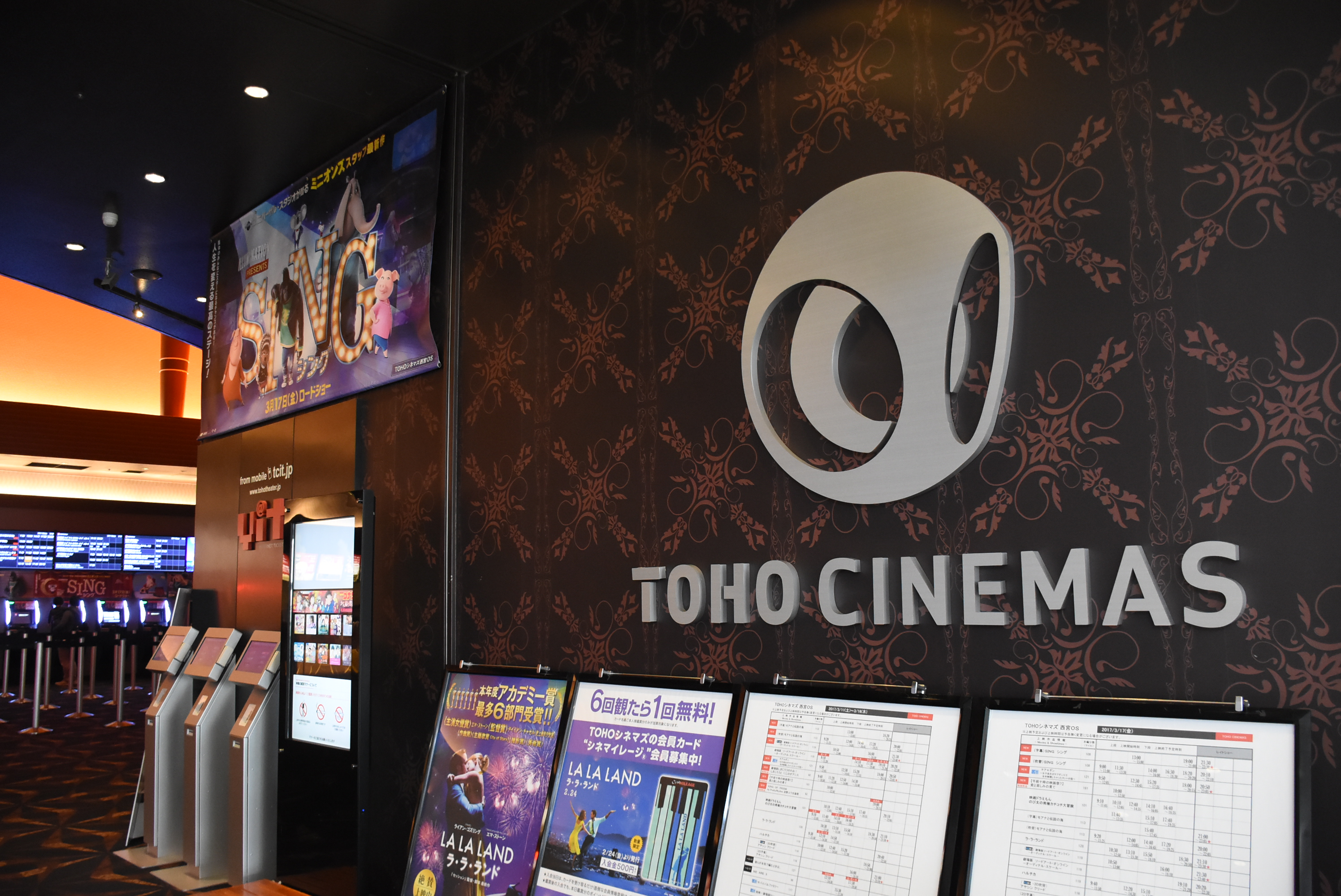
TOHOシネマズ西宮OS

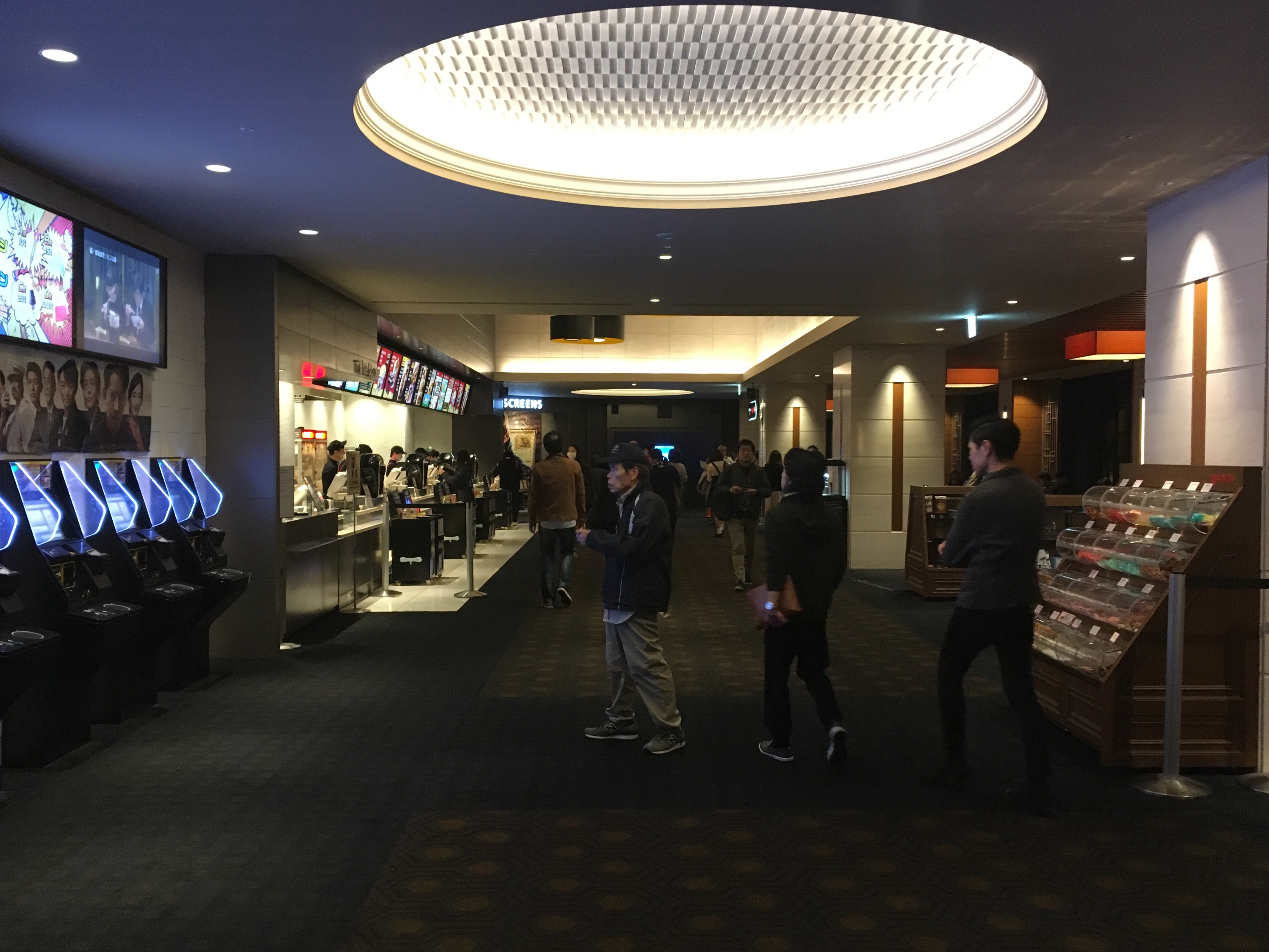
TOHOシネマズ日本橋

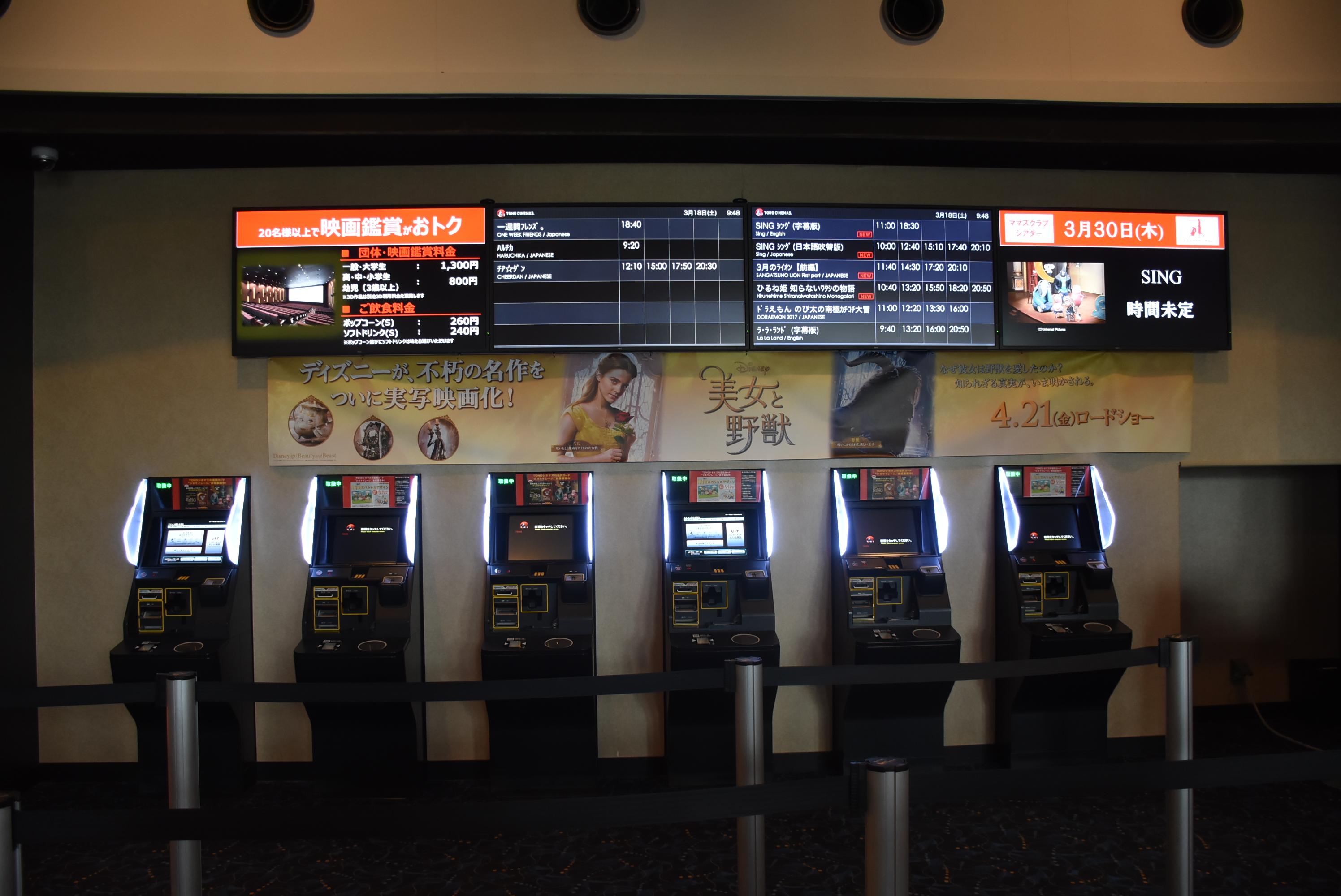
券売機と上映スケジュールの様子（TOHOシネマズ伊丹にて撮影）

TOHOシネマズ（トウホウシネマズ）は、東宝株式会社（以下、東宝）が子会社・関係会社を通じて同名称で全国各地で展開・運営しているシネマコンプレックスおよび東宝系のチェーン映画館である。阪急阪神東宝グループ（旧阪急東宝グループ）に属する。スクリーン数はイオンシネマに次いで業界2位。
本項では東京都千代田区有楽町（日比谷地区）に本社を置くTOHOシネマズ株式会社と同社が経営に関わる映画館、および東宝グループの他社が経営するTOHOシネマズ名称の映画館について扱う。

## 概要
シネマコンプレックスと従来館を合わせ50サイト以上が存在する。運営主体は東宝の完全子会社であるTOHOシネマズ株式会社が担うが、東宝グループの他社が経営している劇場も存在する。
TOHOシネマズ株式会社の前身は外資系のヴァージンシネマズ・ジャパン株式会社である。日系アメリカ人の実業家・山本マーク豪が、イギリスのヴァージン・グループから出資を受け、1997年9月12日に設立した。1999年4月23日にヴァージンシネマズの1号店として、「ヴァージンシネマズトリアス久山」を福岡県にオープン。2002年末には8サイト81スクリーンを経営するまでに成長し、日本国内で第6位の映画興行会社となった。
2003年4月4日、東宝に103億円で買収され、社名・館名共にTOHOシネマズに変更された。以降、親会社の東宝や他のグループ会社もTOHOシネマズブランドでのシネマコンプレックスを展開するようになる。また、東宝グループが従来から運営していたシネマコンプレックスの多くは、リニューアルの際にTOHOシネマズに改称。発券システムやポイントカードを統合した。今後も館名変更やサービスの一本化が進む予定である。
経営効率化を目的とした東宝グループの映画興行部門再編により、同社の映画興行事業を担う完全子会社に位置づけられ、2006年10月1日にはTOHOシネマズが親会社である東宝の映画興行部門を承継。次の段階として2008年3月1日付で、東宝の連結子会社である東宝東日本興行、中部東宝、東宝関西興行、九州東宝の4社をTOHOシネマズに合併統合した。
元々はシネマコンプレックスを経営する企業であったが、再編により「TOHOシネマズシャンテ」を始めとする従来館も少数ながら経営している。また、「シネマメディアージュ」といった従来名称のまま営業を行うシネマコンプレックスも存在した（現在は全て閉館かTOHOシネマズに名称変更）。なお、当社が経営に関わる別名称の映画館とも懸賞イベント等で歩調を合わせているが、発券システムなどに違いが見られる。2013年7月現在、日本国内ではイオンエンターテイメント（旧：ワーナー・マイカル、現：イオンシネマ）に次ぎ、2番目に多くの映画館を経営・運営する興行会社となっている。
2015年5月からは、リクエストの多かった映画を映画館で上映するサービスであるドリパスの運営も行っていたが、2021年12月をもって株式会社インコムへ事業譲渡した。

## 沿革
詳細はTOHOシネマズの沿革を参照。

### 「ヴァージンシネマズ・ジャパン」株式会社
- 1997年
  - 9月12日 - ヴァージンシネマズ・ジャパン株式会社設立。
- 1999年
  - 4月23日 - 1号店のヴァージンシネマズトリアス久山を開館。
  - 11月23日 - 2号店のヴァージンシネマズ名古屋ベイシティを開館。
  - 11月27日 - 3号店のヴァージンシネマズ市川コルトンプラザを開館。
- 2000年
  - 11月20日 - 4号店のヴァージンシネマズ浜松を開館。
  - 12月8日 - 5号店のヴァージンシネマズ泉北を開館。
- 2001年
  - 12月22日 - 6号店のヴァージンシネマズ南大沢を開館。
- 2002年
  - 4月19日 - 7号店のヴァージンシネマズ海老名を開館。
  - 12月20日 - 8号店のヴァージンシネマズ小田原を開館。
- 2003年
  - 4月4日 - 東宝に103億円で買収され、東宝グループの傘下に入る。
  - 4月25日 - 東宝傘下として初となる9号店のヴァージンシネマズ六本木ヒルズが開館。

### 「TOHOシネマズ」株式会社
- 2003年
  - 4月7日 - TOHOシネマズ株式会社に社名変更に伴い、既存のヴァージンシネマズが「TOHOシネマズ」に運営・経営が移管。
  - 9月30日 - ヴァージンシネマズ・ジャパン創業者の山本マーク豪が社長を退任。
  - 11月15日 - ヴァージンシネマズ浜松が「TOHOシネマズ浜松」に改称。
- 2004年
  - 1月31日 - ヴァージンシネマズトリアス久山が「TOHOシネマズトリアス久山」に改称。
  - 2月7日 - ヴァージンシネマズ名古屋ベイシティが「TOHOシネマズ名古屋ベイシティ」に改称。
  - 2月21日 - ヴァージンシネマズ泉北が「TOHOシネマズ泉北」に改称。
  - 2月28日 - 上記以外のヴァージンシネマズ（市川コルトンプラザ、南大沢、海老名、小田原）が「TOHOシネマズ」に改称。
- 2006年
  - 10月1日 - 東宝の映画興行部門を統合し、東宝直営館（八千代緑が丘など）の経営を継承する。また、東宝サービスセンター、東宝ビル管理から劇場運営を移管。
- 2007年
  - 3月1日 - 株式会社渋谷文化劇場を吸収合併し、渋東シネタワー3の経営を継承する。
  - 3月12日 - 流山おおたかの森の開館に伴い、先行してスカラ座・みゆき座が導入していた新発券システムを導入。以降、順次各劇場に導入。
- 2008年
  - 3月1日 - 東宝東日本興行、中部東宝、東宝関西興行、九州東宝の4社を吸収合併し、4社が経営していた劇場の経営および運営を継承する。
- 2010年
  - 1月19日 - 携帯電話上でのチケット販売（vit）をピンポイントで座席指定できるようにリニューアル。
  - 4月1日 - プリペイドカード式のTOHOシネマズ ギフトカードの販売を開始。
  - 5月10日 - 村上主税が社長を退任し監査役に就任。東宝専務取締役の中川敬が社長に就任。
- 2011年
  - 4月5日 - 一部の映画館で、今までの割引サービスから新料金制度に変更した（詳しくは、割引サービス及び料金体系の項で述べる）[7]。
  - 12月1日 - 新料金制度に変更した映画館の料金を他の映画館と同じ料金制度に変更。（高校生料金と会員料金を除く）[8]
- 2012年
  - 5月9日 - 中川敬が社長を退任。新社長に東宝取締役の瀬田一彦が就任。
  - 8月31日 - 1号店のトリアス久山が閉館。
- 2013年
  - 11月22日 - 移転オープンしたららぽーと船橋に日本の映画館としては初となる「ドルビーアトモス」を導入。また同社の独自規格スクリーンである「TCX」を初導入。
- 2015年
  - 4月10日 - 開業したららぽーと富士見に同社かつ日本初となる「MX4D」を導入。
  - 4月17日 - 開業した新宿に同社初の「IMAXデジタルシアター」を導入。
  - 5月1日 - ドリパスをヤフーから譲渡[9]。
- 2020年
  - 11月30日 - 2号店の名古屋ベイシティが閉館。
- 2023年
  - 4月17日 - 開業したららぽーと門真に同社初の「Dolby Cinema®」を初導入。
  - 11月30日 - すすきのを開業

## プレミアムラージフォーマット

### 共通フォーマット（2024年3月現在）
| 設備名           | 備考 |
| ---------------- | --- |
| IMAX             | - 設備概要や導入劇場についてはリンク先参照 - 9館に導入 - 2D上映における追加料金は600~700円となっている（劇場により異なる） |
| ドルビーシネマ   | - 設備概要や導入劇場についてはリンク先参照 - 2館に導入 - 2D上映における追加料金は600円となっている |
| ドルビーアトモス | - 設備概要や導入劇場についてはリンク先参照 - 15館に導入（ドルビーシネマ2館含む） - 2013年11月22日に移転オープンしたららぽーと船橋に国内初導入された - 2D上映における追加料金は100~200円となっている（劇場により異なる） |
| MX4D             | - 設備概要や導入劇場についてはリンク先参照 - 2015年4月10日に開業した「ららぽーと富士見」に国内初導入された - 最盛期は17館存在したが、設備更新に伴い徐々に廃止されている - 2D上映における追加料金は1,100~1,300円となっている（劇場により異なる） |
| ScreenX          | - 設備概要や導入劇場についてはリンク先参照 - TOHOシネマズでは2館に導入 - 追加料金は600～700円となっている（劇場により異なる） |
| DTS:X            | - 設備概要についてはリンク先参照 - TOHOシネマズでは「熊本サクラマチ」のみに導入 - 2D上映における追加料金は100円となっている |
| デジタル3D上映   | - シャンテを除く全ての劇場でデジタル3D上映を導入している - 3D方式は基本的に円偏光フィルター方式を採用している - 主にMasterImage 3D、一部にSony Digital Cinema、RealDが使用される - 追加料金は500円となっている - いずれの劇場でもオリジナルの「TOHOシネマズ 3Dメガネ」が入場時に配布される - 2014年時点ではメガネが持ち帰りが可能で次回以降持参すれば料金は100円引きとなる - 但し、セブンパーク天美とららぽーと福岡では液晶シャッター方式のXpanDを採用している - その為、メガネは専用のものを使用し、持ち帰りはできず、割引もない |

### 独自規格フォーマット（2024年3月現在）
| 設備名             | 備考 |
| ------------------ | --- |
| TCX                | 設備概要や導入スクリーンについてはリンク先参照 |
| プレミアムシアター | 設備概要や導入スクリーンについてはリンク先参照 |
| 轟音シアター       | - 2020年7月に開業した池袋に初導入し、新規開業の劇場を中心に順次導入している - 8劇場に導入（導入劇場については劇場欄を参照） - スピーカーユニットを向かい合わせで駆動させることで通常の1.5倍～2倍のパワーを発揮するアイソバリック方式を採用したサブウーハーを導入したTOHOシネマズ独自規格のサウンド・シアター - 2D上映における追加料金は0円～200円となっている（劇場により異なる） |

## プレミアスクリーン

### 概要
- ヴァージン時代からの店舗を中心に、航空機のファーストクラスをイメージした全席リクライニングシートのプレミアスクリーンが順次導入されていた。
- 1劇場に1スクリーン（既に閉館した名古屋ベイシティのみ2スクリーン）完備。

### 料金
- 2024年現在は追加料金不要で開放されており、通常料金で当時から導入されている座席が利用可能。
  - 導入当時の料金は2,400円均一（六本木ヒルズのみワンドリンク付きで3,000円）であった。

### サービス
- 英国のヴァージンシネマズが導入していたものを採用した。
- 同じ広さの部屋にシートを配置した場合の半分の座席しか用意せず、そのぶん座席間のゆとりを2倍持たせてある。
- カップホルダーがなく、そのかわり座席間にはサイドテーブルまたはフロントテーブルが設置されている。
- また、サイトにより異なるがプレミアラウンジ、専用のトイレが併設されているところもある。
- 一部の劇場では、ペアシートが採用されている。

### 導入劇場
- リニューアル改装時に徐々に廃止されているが[13]、2024年現在も7劇場に導入されている（劇場については劇場欄を参照）
- 以下は過去に導入されていた劇場（一例）である。
  - トリアス久山（閉館済み）
  - 名古屋ベイシティ（閉館済み）
  - 市川コルトンプラザ（現在のスクリーン9）
  - 海老名（現在のスクリーン10）
  - 六本木ヒルズ（現在のスクリーン4）
  - 川崎（現在のスクリーン9）
  - 高槻（閉館済み）
  - 府中（現在のスクリーン9）
  - 船橋ららぽーと（閉館済み）
  - なんば（現在のスクリーン9）
  - ららぽーと横浜（現在のスクリーン13）
  - 西宮OS（現在のスクリーン12）

## 特殊座席
プレミアラグジュアリーシート等の概要・導入劇場に関しては公式サイトも参照。
| 設備名                       | 備考 |
| ---------------------------- | --- |
| プレミアラグジュアリーシート | - TOHOシネマズにおける最上級シート - 2015年に改装された六本木ヒルズに初導入 - 2024年現在の各劇場の追加料金は3,000円 |
| プレミアボックスシート       | - 2014年に開業した日本橋に初導入 - 2024年現在の追加料金は500~1,000円（劇場により異なる） |
| プレミアシート               | - 2016年に開業した仙台に初導入 - 閉館したシネマメディアージュでも同様の名前で座席が設置されていた（料金や座席生地等は異なる） - 2024年現在の追加料金は500~1,000円（劇場により異なる）                                                                       |
| ワイドコンフォートシート     | - 2023年に開業したららぽーと門真に初導入 - 2024年現在の追加料金は300円 |
| フロントリクライニングシート | - 軽いリクライニング機構を導入しており、他にカップホルダーが二箇所についているなどの設備がある - 2015年に改装された六本木ヒルズに初導入された - 2024年現在は六本木ヒルズ、新宿、仙台のTCXシアター3館（最前列の座席）に導入されている - 追加料金は発生しない |
| Yogiboシート                 | - 2022年に開業したららぽーと福岡に国内初導入（2024年現在、この1館のみに導入） - 「Yogibo」をシアター向けにカスタマイズしたシート - 2024年10月現在の追加料金は200円                                                                                          |
| エアウィーヴシート           | - 2024年8月9日より日本橋のスクリーン6に導入 - 追加料金は発生しない |
| A-listバルコニー             | - 六本木ヒルズのスクリーン7にのみ設置されている、VIP専用のバルコニー席 - 一般向けに販売されることはなく、公式の座席数にも含まれていない |

## ロビー
前親会社のヴァージン・グループの中核企業が航空会社であることから、空港や航空機をイメージしたシネコンデザインが導入された。
劇場ごとに異なるデザインが導入されている。基本的なイメージカラーはヴァージンシネマズ時代から引き継いだ赤だが、六本木ヒルズは白黒、水戸内原は緑、というように統一カラー自体が異なる場合もある。非常に凝ったデザインが施されている例もあり、二条のコリドーは壁面に竹林、廊下に日本庭園が配置された京都ならではのデザインとなっている。
チケット販売カウンター
空港のチェックインカウンターをモチーフとしていた。基本的に防犯板（間仕切り）は設置されていない（TOHOシネマズに転換したシャンテには従来通り在り、かつては閉館した日劇・有楽座・スカラ座・みゆき座にも設置されていた）。カウンターの背後上部に、上映作品名・スクリーン番号・空席情報が一目でわかるモニターが設置され、日本語と英語で併記されている。
発券システムはNECが開発した「ビーム」システムと呼ばれるもので、座席指定チケットはクレジットカードより一回り小さい。導入当初は、本券と半券は同一サイズであったが、最近開発された「Hello」システムのサイトでは、3:2の比率で半券の方が大きくなっている。最新の発券システムは、TOHOシネマズ株式会社ではTOHOシネマズスカラ座・みゆき座が初導入（その後、流山・横浜に続く）。
支払いには、現金の他にクレジットカードが使用可能である。また、一部の劇場ではチケット販売カウンターを廃止して、自動券売機を導入した。
ザ・ストア
空港の免税店を模した物品販売コーナー。前売券、ポスター、ポストカード、雑誌、上映タイトルのパンフレットやグッズ等が売られている。
コンセッション
ポップコーンとドリンクを中心に、ホットドッグやオリジナルのNYサンド等の軽食が売られている。2014年8月1日からは「マイク・ポップコーン」で知られるジャパンフリトレーとのコラボレーションで「シネマイク・ポップコーン」の販売を開始。また、一部の店舗では、フライドポテトやチュリトス、アイスクリーム、クレープ等のデザート、その他のサイドメニューも売られている。
コーラの販売は旧東宝と旧ヴァージンの劇場によってコーラのメーカーが異なっており、旧東宝直営時代（日劇など一部の劇場）ではペプシコーラ、旧ヴァージンシネマズ時代ではヴァージン・コーラだったが、TOHOシネマズになってからはコカ・コーラに統一された。
キャンディショップ（Scoop’n Go）
通常、ザ・ストアのコーナー内またはスクリーンスナックスの脇に設置されており、キャンディやマシュマロ、チョコレートなどの菓子が量り売りで販売されている。ハリボーのグミキャンディが人気が高い。料金は1グラム=5円で、少量から購入できる。

## サービス
特に記述がある場合を除き、TOHOシネマズブランドの映画館で行われているサービスを示す。

### シネマイレージ
マイル
航空会社のマイレージプログラムを模したポイントサービス。ヴァージンシネマズ時代に、映画買い付け業務担当リーダーだった黒崎徹也（現在、当社番組編成部長）が考案した。
会員が映画を鑑賞すると、上映時間に応じたマイルが付与される（マイルは当日反映される）。マイルは1分=1マイルに換算され、集めるとマイルに応じてさまざまな商品と交換可能。
会員カードは入会時にクレジット機能の有無が選べ、クレジットカードを選択した場合は、マスターカードまたはアメリカン・エキスプレスと提携したセゾンカードとなる。なお、六本木ヒルズで入会した場合は、「Roppongi Hills」名が入った黒色カラーの限定デザインのカードが入手できる。今後、一部の既存の劇場で同サービスを導入予定。
クレジットカード機能の無いカードの場合は発行手数料として500円。有効期限は1年であり、更新料として300円を要する。カードの期限内に更新をしなかった場合、1年以内であれば更新手続きが可能でそれまで貯めた鑑賞ポイント・マイルは引き継がれる(有効期限内のもののみ)。カード期限から1年以上経過すると鑑賞ポイント・マイルは無効になる。
スタンプラリー
会員が映画を鑑賞すると、1作品につき1鑑賞ポイントが付与される（ポイントは即日反映される）。鑑賞ポイントは、6ポイント集めると映画を1本無料で鑑賞することができる。鑑賞ポイントには当初は有効期限は無かったが、2018年10月15日の規約改定によって鑑賞日から2年間の有効期限が設けられた。

### vit
インターネットを利用したチケット予約システム。Virgin Internet Ticketの略で、ヴァージンシネマズ時代に、日本電気と共同で開発された。
公式ウェブサイトの劇場各ページに、パソコン・スマートフォン・タブレット端末のいずれかからアクセスすることで、シネマイレージ会員は上映3日前の午後9時から、一般鑑賞者は上映2日前の午前0時から上映開始公称時刻（CM等含む）の20分前まで、座席指定券を予約できる。以下の6種類の決済方法に対応しているほか、ムビチケ（ムビチケカード・ムビチケオンライン券・ムビチケコンビニ券）での座席指定にも対応している。
1. クレジットカード決済
2. docomo、au、SoftBank（スマートフォン限定）利用者が利用可能である通話料決済（ドコモケータイ払い・まとめてau支払い・ソフトバンクまとめて支払い）。auでの通話料決済は2010年8月26日（木）、ソフトバンクでの通話料決済（スマートフォン限定）は2013年7月10日より利用可能となった。
3. TOHOシネマズ ギフトカード
4. 楽天ペイ 決済
5. Apple Pay 決済
6. PayPay 決済
7. au Pay 決済

チケットは、劇場ロビーにある発券機（vit）または自動券売機で4ケタの購入番号と登録した電話番号を入力することで受け取ることができる。シネマイレージカード会員はその際に機械にシネマイレージカードをスキャンすることでポイントおよびマイルが加算される（ただしネット上に会員IDをあらかじめ登録してけばチケットを発券するだけで加算され、スキャンは不要である）。
「並ばずにチケットを購入できる」一方で人気作品や割引サービスデイ、休日など「vit」利用者が多い場合は発券機・自動券売機前に行列が出来ることがある。
混雑が予想される作品では1週間から1か月程度前に事前販売が開始されることがある。手数料は無料で、ファーストデーやレディースデー等の割引価格は適用されるが、紙の前売券、割引券の使用は不可。パソコンと携帯電話から全国vit対応の劇場でピンポイント座席指定ができる。従来のブロックでの座席指定システム「ビーム」が2009年12月14日に廃止された為、携帯電話のvitアプリでの予約も廃止となった（2009年12月15日現在、ピンポイント座席指定システム「ハロー」に移行された）。
2014年6月のヤフーとの提携に伴い、2015年1月26日にvitサービスを使用するためのID「vit-ID」は廃止され、翌27日よりYahoo! JAPAN IDを使用する形となった（シネマイレージ会員番号での購入は継続）。

### その他サービス
TOHOシネマズ ギフトカード
従来の紙のギフトチケットが新しく2010年4月1日から「プリペイドカード」に変更された。購入時に2,000円・3,000円・5,000円・10,000円とカードにチャージ（入金）が出来る。
再入金は出来ず、有効期限は購入時から1年間となっている。また、従来のギフトチケットでは購入不可能であった売店（飲食物）・ストア（グッズやパンフレット）とインターネット販売「vit」も使えるようになった。
ベイビー クラブ シアター
TOHOシネマズが「ママズ・クラブ・シアター」として2003年より開始した、日本初となる赤ちゃん連れの母親や父親を対象にした上映。子供が生まれてから映画館が遠のいてしまった、という観客を呼び戻すために企画された。赤ちゃんが泣いてもお互い様なので、気兼ねなく映画が観られる。照明や音声ボリューム、場内温度は赤ちゃんに刺激を与えないレベルに調節される。週1回のペースで開催されており、赤ちゃん連れの観客が主体のため、一般客は入場が出来ない（2010年5月規定改正）。※企画当初から2010年4月末までは一般客でも入場が可能であったが、当該回であると知らずに買った客のために払い戻しや時間変更も可能であった。
コロナ禍によりサービスを中断していたが、2022年11月より、従来の「ママズ・クラブ・シアター」から「ベイビー クラブ シアター」へ名称を変更し、サービスを再開した。
また、2024年6月より、前述のvitによるインターネットチケット販売を開始している。
イッキミ
作品を連続上映する特別企画。「つづけて一気に観る」ことからイッキミと名付けられた。六本木ヒルズを中心に首都圏のサイトで実施されることが多い。シリーズ作品や、同一の主演、監督作をまとめて2 - 4本程度連続して上映する。
1ヶ月フリーパスポート
かつて発行されていた、提示するだけで1か月間、映画を無料で鑑賞できるラミネート加工のパスポート。シネマイレージの交換商品だが、イベントの特賞として用意されている場合もある。使用は所持者のみに許諾される。発券は当日のみで一部特別上映作品やイッキミも含む企画上映には利用できないなどのいくつかの制限がある（詳細はフリーパスポート本体に注意事項が記載されている）が、数多くの映画が無料で観られるというだけあって人気が高く、これを目当てにTOHOシネマズに通う映画ファンも少なくない。シネマイレージカード実施のサイト間でまたがって利用できるが、六本木ヒルズでは六本木ヒルズで発行されたフリーパスのみが通用する。2019年12月31日をもって交換を終了し、現在は発行されていない。
TOHO cinemas magazine（TOHOシネマズマガジン）
2007年2月1日から配布されている映画情報のフリーペーパー。毎月1日に配布されていたが、2013年3月号より14日発行となった。TOHOシネマズシャンテを除くTOHOシネマズ直営劇場のみで配布している（2020年5月現在）。直営ではないTOHOシネマズ錦糸町および東宝グループの劇場では配布していない。
TOHOシネマズ限定 シアターカルチャーマガジン[ティー.]
2008年3月14日からTOHOシネマズマガジンの拡大版として有料で販売している映画雑誌。角川メディアハウスとTOHOシネマズ共同による編集である。TOHOシネマズ錦糸町を除く、TOHOシネマズ直営劇場のみで発売している。
TC MAIL メールマガジン
携帯電話とパソコンにTC MAILを登録すると定期的に最新映画情報メール（舞台挨拶）や特別試写会・非売品グッズの抽選応募やTOHOシネマズ限定携帯版待受け画像などがプレゼントされる。登録料は無料。

## 割引サービス及び料金体系

### 2025年3月現在、存在する割引サービス
鑑賞料金は2025年3月現在のものとなる。
| サービス名         | 鑑賞料金                                        | 備考 |
| ------------------ | ----------------------------------------------- | --- |
| auマンデイ         | - 一般・大学生1,100円 - 高校生以下900円         | 毎週月曜、auスマートパス/同プレミアム（2024年9月まで）→Pontaパス/同ライト（2024年10月から）会員がクーポン提示で左記料金で鑑賞可能。2024年10月から2025年9月までは、auマンデイ10周年としてPontaパスユーザーのみ水曜日にも設定。                                     |
| シネマイレージデイ | 1,300円                                         | 毎週火曜、前述のシネマイレージ会員が左記料金で鑑賞可能 |
| TOHOウェンズデイ   | 1,300円                                         | - 毎週水曜、左記料金で鑑賞可能 - 本サービス開始に伴い「TOHOシネマズデイ」「レディースデイ」「夫婦50割引」が廃止となった |
| JERAサンデイ       | - 一般・大学生300円引 - 高校生以下100円引       | - 2023年7月2日からJERAと共同で開始した鑑賞料金割引サービス - 毎週日曜、下記の条件を満たすことで割引クーポンが入手可能 - 同社特設サイトから「JERAゼロエミッション2050」のショートムービーの視聴 - 2024年4月7日から対象館が全国すべてのTOHOシネマズへと拡大された。 |
| FODフライデイ      | - 一般・大学生1,200円 - 高校生以下900円         | 2024年12月20日からフジテレビジョンとの協業で開始 FODプレミアム会員はクーポン提示で左記料金で鑑賞可能 |
| セゾンの木曜日     | - 一般1,200円 - 大学生1,100円 - 高校生以下900円 | 2025年3月6日からクレディセゾンとの協業で開始 セゾンカード会員で、会員用スマートフォンアプリ「セゾンPortal」でクーポンを取得、表示されるクーポンコードをVitで入力するかQRコードを自動券売機でスキャンすることで左記料金で鑑賞可能                                  |
| ファーストデイ     | 1,300円                                         | - 毎月1日、左記料金で鑑賞可能 - ただし毎年12月1日（映画の日）のみ1,000円で鑑賞することができる |
| レイトショー       | 1,500円                                         | - 夜8時以降に上映される作品において左記料金で鑑賞可能 - 青少年保護育成条例の規制により18歳以上が対象 - 東京都心部（日比谷／シャンテ／新宿／池袋／日本橋／上野／六本木ヒルズ／渋谷）を除く劇場で適用                                                               |
| 障害者割引         | 1,000円                                         | 障害者手帳提示で本人および付き添い1名までが左記料金で鑑賞可能 |

### 過去にあった割引サービス
2021年7月14日より「TOHOウェンズデイ」に移行された。
| サービス名       | 適用     | 備考 |
| ---------------- | -------- | --- |
| TOHOシネマズデイ | 毎月14日 | - TOHOシネマズ10周年アニバーサリー記念として、2007年9月14日より実施 - プレミアスクリーンを除き一般1100円で鑑賞できるようになった - 当初は2008年8月14日までの1年間のみの実施と発表されたが、1年延長し2009年8月14日までの予定がさらに延長 - 最終的に2021年6月14日まで実施していた - 全国のTOHOシネマズ直営劇場およびTOHOシネマズ錦糸町にて実施していた - TOHOシネマズだけでなく、2011年閉館の関西共栄興行の広島宝塚でも実施されていた |
| レディースデイ   | 毎週水曜 | - 女性が利用できる割引サービスであり、2021年7月7日まで実施された - 翌週の2021年7月14日より性別問わず利用可能な「TOHOウェンズデイ」に移行された |
| 夫婦50割引       | 毎日     | - 2021年7月13日まで実施された割引サービス - どちらかが50歳以上の夫婦2人で、同一日時・同作品を鑑賞の場合、2名で2400円で鑑賞できる - 年齢が証明できる身分証等の提示が必要である |

### 新料金体系（2011年4月 - 11月までのテスト料金）
2011年4月5日から一部の劇場で、上記の割引から新料金体系に変更した。今までの学生料金が廃止され、18歳以上は1500円、3歳以上18歳未満は1000円となった。
さらに、会員は200円の割引、vitでの購入で100円の割引（vit割）が導入された。これらの割引は組み合わせて割り引くことが可能であり、18歳以上の会員がvitで購入した場合、下記の場合を除き、常時1200円で映画を観賞することが可能であった。
- ファーストデー・レディースデー等、料金が1000円の場合は、vit割のみ適用され900円となる。

さらに、新料金体系の一部の劇場では、平日14時以前または平日18時以降が1300円（マチネ14・ソワレ18）となる割引も行われた。
ファーストデイ・夫婦50割・障害者割引は継続された一方、TOHOシネマズデイ・レイトショーが新料金体系の全劇場で廃止、一部の劇場ではメンズデイ・レディースデイ・シニア割引のうちの1つ以上も廃止となった。
これらの新料金体系は、下記の一部を除き2011年11月30日で終了となり、12月1日より、他の劇場と同じ料金体系に戻された。新料金体系導入によって廃止された、TOHOシネマズデイ・レイトショー等の割引も復活した。
これらの新料金体系のうち、12月1日以降も継続されているのは、高校生料金1000円のみである。

## 劇場

### 営業中の劇場
2023年11月現在「TOHOシネマズ」として営業している劇場を示す。下記の開館日はTOHOシネマズ株式会社の沿革を基に掲載している。
- 旗艦店はTOHOシネマズ日比谷。
- 劇場名の見方は以下の通り。
  - 各劇場の沿革などの詳細は所在地の個別記事を参照。劇場名にリンクがある劇場は映画館単体で個別記事あり。当該施設の記事がない劇場のみ、備考欄にて詳細を記載している。
  - 劇場名の横の略称は以下の通り。特筆がない限りこれらの会社が開業当初は運営・経営を担当していた。
    - 六部興行の詳しい沿革はこちらを参照。
      - ヴ：ヴァージンシネマズ・ジャパン系
      - 宝：東宝直営館
      - 東：東宝東日本興行系
      - 中：中部東宝系
      - 西：関西興行系
      - 共：関西共栄興行系
      - 九：九州東宝系

| 店番       | 劇場名               | 劇場名     | 所在地                                             | 開館日         | 規模                 | 備考 |
| 北海道地区 | 北海道地区           | 北海道地区 | 北海道地区                                         | 北海道地区     | 北海道地区           | 北海道地区 |
| ---------- | -------------------- | ---------- | -------------------------------------------------- | -------------- | -------------------- | --- |
| 89         | すすきの             |            | 北海道札幌市中央区 COCONO SUSUKINO                 | 2023年11月30日 | 10スクリーン 1,732席 | 「轟音」導入劇場 |
| 東北地区   |                      |            |                                                    |                |                      | |
| 49         | おいらせ下田         | 東         | 青森県上北郡おいらせ町 イオンモール下田            | 2008年7月8日   | 7スクリーン 1,446席  | 旧：イオン下田TOHOシネタウン |
| 50         | 秋田                 | 東         | 秋田県秋田市 イオンモール秋田                      | 2008年6月6日   | 8スクリーン 1,681席  | 旧：イオン秋田・TOHOシネタウン |
| 78         | 仙台                 |            | 宮城県仙台市青葉区 仙台パルコ                      | 2016年7月1日   | 9スクリーン 1,679席  | |
| 関東地区   |                      |            |                                                    |                |                      | |
| 6          | 南大沢               | ヴ         | 東京都八王子市 fab南大沢                           | 2001年12月22日 | 9スクリーン 1,948席  | プレミアスクリーン導入劇場 |
| 9          | 六本木ヒルズ         |            | 東京都港区 六本木ヒルズ                            | 2003年4月25日  | 9スクリーン 1,837席  | |
| 12         | 府中                 |            | 東京都府中市 くるる                                | 2005年3月17日  | 9スクリーン 2,006席  | |
| 29         | 錦糸町 オリナス      |            | 東京都墨田区 オリナス                              | 2006年4月19日  | 8スクリーン 1,473席  | - 運営・経営は「東京楽天地」が担っている - 詳しい沿革は上記リンク先参照                                                              |
| 29         | 錦糸町 楽天地        |            | 東京都墨田区 楽天地ビル                            | 2018年11月16日 | 4スクリーン 859席    | - 運営・経営は「東京楽天地」が担っている - 詳しい沿革は上記リンク先参照                                                              |
| 40         | 西新井               |            | 東京都足立区 アリオ西新井                          | 2007年11月9日  | 10スクリーン 1,795席 | |
| 43         | 渋谷                 |            | 東京都渋谷区 渋東シネタワー                        | 2011年7月15日  | 6スクリーン 1,224席  | 詳しい沿革はリンク先参照 |
| 73         | 日本橋               |            | 東京都中央区 COREDO室町2                           | 2014年3月20日  | 9スクリーン 1,770席  | |
| 76         | 新宿                 |            | 東京都新宿区 新宿東宝ビル                          | 2015年4月17日  | 12スクリーン 2,347席 | |
| 80         | 上野                 |            | 東京都台東区 上野フロンティアタワー                | 2017年11月4日  | 8スクリーン 1,440席  | 「轟音」導入劇場（2024年1月19日導入）                                                                                                |
| 81         | 日比谷               |            | 東京都千代田区 東京ミッドタウン日比谷 東京宝塚ビル | 2018年3月29日  | 13スクリーン 2,830席 | - スクリーン1-11は東京ミッドタウン日比谷に入居 - スクリーン12（旧：スカラ座）および スクリーン13（旧：みゆき座）は東京宝塚ビルに入居 |
| 81         | シャンテ             |            | 東京都千代田区 シャンテビル                        | 1987年10月3日  | 3スクリーン 618席    | - 旧：シャンテ シネ - 日比谷と一体運営                                                                                               |
| 84         | 池袋                 |            | 東京都豊島区 Hareza池袋                            | 2020年7月3日   | 10スクリーン 1,755席 | 「轟音」導入劇場 |
| 85         | 立川立飛             |            | 東京都立川市                                       | 2020年9月10日  | 9スクリーン 1,623席  | - ららぽーと立川立飛近接地 - 「轟音」導入劇場                                                                                        |
| 3          | 市川コルトンプラザ   | ヴ         | 千葉県市川市 ニッケコルトンプラザ                  | 1999年11月27日 | 9スクリーン 2,150席  | |
| 18         | ららぽーと船橋       |            | 千葉県船橋市 ららぽーとTOKYO-BAY                   | 2013年11月22日 | 10スクリーン 1,881席 | 詳しい沿革はリンク先参照 |
| 28         | 八千代緑が丘         |            | 千葉県八千代市 公園都市プラザ                      | 2006年3月17日  | 10スクリーン 1,927席 | - 2006年9月30日まで東宝が経営 - 同年10月1日よりTOHOシネマズへ経営移管 - プレミアスクリーン導入劇場                                   |
| 35         | 流山おおたかの森     |            | 千葉県流山市 流山おおたかの森 S・C                 | 2007年3月12日  | 11スクリーン 1,866席 | プレミアスクリーン導入劇場 |
| 71         | 市原                 |            | 千葉県市原市 アリオ市原                            | 2013年11月28日 | 10スクリーン 1,598席 | |
| 77         | 柏                   |            | 千葉県柏市 セブンパーク アリオ柏                   | 2016年4月25日  | 9スクリーン 1,488席  | |
| 7          | 海老名               | ヴ         | 神奈川県海老名市 ビナウォーク                      | 2002年4月19日  | 10スクリーン 2,220席 | |
| 8          | 小田原               | ヴ         | 神奈川県小田原市 ダイナシティ                      | 2002年12月20日 | 9スクリーン 1,800席  | プレミアスクリーン導入劇場 |
| 10         | 川崎                 |            | 神奈川県川崎市川崎区 川崎DICE                      | 2003年9月12日  | 9スクリーン 1,922席  | |
| 36         | ららぽーと横浜       |            | 神奈川県横浜市都筑区 ららぽーと横浜                | 2007年3月15日  | 13スクリーン 2,465席 | |
| 66         | 上大岡               |            | 神奈川県横浜市港南区 ミオカ                        | 2010年4月16日  | 9スクリーン 1,704席  | |
| 75         | ららぽーと富士見     |            | 埼玉県富士見市 ららぽーと富士見                    | 2015年4月10日  | 9スクリーン 1,609席  | |
| 24         | ひたちなか           | 東         | 茨城県ひたちなか市 ニューポートひたちなか          | 2005年8月10日  | 10スクリーン 1,733席 | |
| 25         | 水戸内原             | 東         | 茨城県水戸市 イオンモール水戸内原                  | 2005年11月9日  | 8スクリーン 1,596席  | |
| 15         | 宇都宮               | 東         | 栃木県宇都宮市 ベルモール                          | 2004年6月19日  | 10スクリーン 1,811席 | |
| 67         | 甲府                 |            | 山梨県中巨摩郡昭和町 イオンモール甲府昭和          | 2011年3月17日  | 9スクリーン 1,750席  | - 同年3月11日にプレオープン - 県内唯一のシネマコンプレックス                                                                         |
| 中部地区   |                      |            |                                                    |                |                      | |
| 4          | 浜松                 | ヴ         | 静岡県浜松市中央区 ザザシティ浜松                  | 2000年11月20日 | 9スクリーン 1,928席  | プレミアスクリーン導入劇場 |
| 39         | サンストリート浜北   |            | 静岡県浜松市浜名区 サンストリート浜北              | 2007年8月10日  | 9スクリーン 1,959席  | |
| 65         | ららぽーと磐田       |            | 静岡県磐田市 ららぽーと磐田                        | 2009年7月23日  | 10スクリーン 1,663席 | |
| 16         | 木曽川               | 中         | 愛知県一宮市 イオンモール木曽川                    | 2004年6月18日  | 10スクリーン 1,828席 | |
| 21         | 東浦                 | 中         | 愛知県知多郡東浦町 イオンモール東浦                | 2005年2月25日  | 9スクリーン 1,801席  | 旧：イオン東浦東宝シネマ9 |
| 26         | 津島                 | 中         | 愛知県津島市 イッツボナンザシティヨシヅヤ津島本店  | 2005年12月8日  | 10スクリーン 1,782席 | |
| 79         | 赤池                 |            | 愛知県日進市 プライムツリー赤池                    | 2017年11月24日 | 10スクリーン 1,742席 | |
| 20         | 岐阜                 | 中         | 岐阜県岐阜市 カラフルタウン岐阜                    | 2004年11月11日 | 10スクリーン 2,116席 | - 旧：シネタウン岐阜（2000年11月10日開館） - 東宝経営／中部興行運営                                                                  |
| 30         | モレラ岐阜           | 中         | 岐阜県本巣市 モレラ岐阜                            | 2006年4月27日  | 12スクリーン 2,504席 | |
| 53         | ファボーレ富山       | 中         | 富山県富山市 フューチャーシティ・ファボーレ        | 2009年6月13日  | 10スクリーン 1,724席 | - 旧：ファボーレ東宝（2000年10月6日開館） - 東宝経営／中部興行運営                                                                   |
| 54         | 高岡                 | 中         | 富山県高岡市 イオンモール高岡                      | 2009年5月23日  | 8スクリーン 1,753席  | 旧：高岡TOHOプレックス（2002年9月19日開館）                                                                                          |
| 68         | 上田                 |            | 長野県上田市 アリオ上田                            | 2011年4月21日  | 8スクリーン 1,034席  | プレオープンは同年4月20日 |
| 関西地区   |                      |            |                                                    |                |                      | |
| 13         | 橿原                 |            | 奈良県橿原市 イオンモール橿原                      | 2004年4月1日   | 9スクリーン 1,630席  | |
| 23         | 二条                 |            | 京都府京都市中京区 BiVi二条                        | 2005年6月25日  | 11スクリーン 1,794席 | プレミアスクリーン導入劇場 |
| 5          | 泉北                 | ヴ         | 大阪府堺市南区 アクロスモール泉北                  | 2000年12月8日  | 9スクリーン 2,335席  | プレミアスクリーン導入劇場 |
| 45         | 鳳                   |            | 大阪府堺市西区 アリオ鳳                            | 2008年3月26日  | 10スクリーン 1,871席 | |
| 32         | なんば 本館          |            | 大阪府大阪市中央区 東宝南街ビル                    | 2006年9月22日  | 9スクリーン 1,777席  | 「轟音」導入劇場（2022年12月23日導入）                                                                                               |
| 32         | なんば 別館          |            | 大阪府大阪市中央区 東宝敷島ビル                    | 2011年5月20日  | 3スクリーン 480席    | - 旧：敷島シネホップ - なんば 本館と一体運営                                                                                         |
| 37         | 梅田 本館            |            | 大阪府大阪市北区 HEP NAVIO                         | 2007年10月1日  | 8スクリーン 2,285席  | |
| 37         | 梅田 別館            |            | 大阪府大阪市 梅田楽天地ビル                        | 2007年10月1日  | 2スクリーン 392席    | - 旧：OS劇場 - 梅田 本館と一体運営                                                                                                   |
| 72         | くずはモール         |            | 大阪府枚方市 くずはモール                          | 2014年3月12日  | 10スクリーン 1,974席 | |
| 86         | セブンパーク天美     |            | 大阪府松原市 セブンパーク天美                      | 2021年11月17日 | 10スクリーン 1,639席 | 「轟音」導入劇場 |
| 88         | ららぽーと門真       |            | 大阪府門真市 ららぽーと門真                        | 2023年4月17日  | 9スクリーン 1,430席  | - プレオープン日は同月13日 - 「轟音」導入劇場                                                                                        |
| 38         | 伊丹                 | 共         | 兵庫県伊丹市 イオンモール伊丹                      | 2007年9月25日  | 8スクリーン 1,869席  | - 旧：伊丹TOHOプレックス（2002年10月10日開館） - 東宝経営／関西共栄興行運営                                                          |
| 64         | 西宮OS               |            | 兵庫県西宮市 阪急西宮ガーデンズ                    | 2008年11月26日 | 12スクリーン 2,123席 | オーエスとの共同経営劇場（運営はTOHOシネマズ）                                                                                       |
| 中国地区   |                      |            |                                                    |                |                      | |
| 19         | 緑井                 | 西         | 広島県広島市安佐南区 フジグラン緑井                | 2004年10月1日  | 8スクリーン 1,379席  | |
| 31         | 岡南                 | 西         | 岡山県岡山市南区 シネマタウン岡南                  | 2006年7月15日  | 10スクリーン 1,629席 | |
| 四国地区   |                      |            |                                                    |                |                      | |
| 17         | 高知                 | 西         | 高知県高知市 イオンモール高知                      | 2004年7月17日  | 9スクリーン 1,597席  | 県内唯一のシネマコンプレックス |
| 48         | 新居浜               | 西         | 愛媛県新居浜市 イオンモール新居浜                  | 2009年11月14日 | 7スクリーン 1,159席  | 旧：新居浜TOHOプレックス（2001年6月30日開館）                                                                                        |
| 九州地区   |                      |            |                                                    |                |                      | |
| 14         | 光の森               | 九         | 熊本県菊池郡菊陽町 ゆめタウン光の森                | 2004年6月2日   | 9スクリーン 1,777席  | |
| 27         | はません             | 九         | 熊本県熊本市南区 ゆめタウンはません                | 2006年3月11日  | 9スクリーン 1,583席  | |
| 83         | 熊本サクラマチ       |            | 熊本県熊本市中央区 SAKURA MACHI Kumamoto           | 2019年9月13日  | 9スクリーン 1,578席  | |
| 57         | 宇城                 | 九         | 熊本県宇城市 イオンモール宇城                      | 2010年9月11日  | 8スクリーン 1,518席  | 旧：ダイヤモンドシティ東宝8（1999年3月13日開館）                                                                                     |
| 22         | 直方                 | 九         | 福岡県直方市 イオンモール直方                      | 2005年4月5日   | 9スクリーン 1,612席  | |
| 56         | 天神・ソラリア館     |            | 福岡県福岡市中央区 ソラリアプラザ                  | 2012年1月21日  | 3スクリーン 438席    | - ソラリアシネマ（2011年11月30日閉館）を居抜いて出店 - 本館（後述）は2017年3月31日に閉館                                             |
| 87         | ららぽーと福岡       |            | 福岡県福岡市博多区 ららぽーと福岡                  | 2022年4月25日  | 9スクリーン 1,322席  | - プレオープン日は同月19日 - 「轟音」導入劇場                                                                                        |
| 69         | 福津                 |            | 福岡県福津市 イオンモール福津                      | 2012年4月26日  | 10スクリーン 1,909席 | |
| 46         | 長崎                 |            | 長崎県長崎市 みらい長崎ココウォーク                | 2008年10月1日  | 9スクリーン 1,936席  | |
| 55         | 大分わさだ           | 九         | 大分県大分市 トキハわさだタウン                    | 2009年10月10日 | 11スクリーン 1,974席 | 旧：シネフレックス東宝11（2001年8月1日開館）                                                                                         |
| 74         | アミュプラザおおいた |            | 大分県大分市 アミュプラザおおいた                  | 2015年4月16日  | 10スクリーン 1,764席 | |
| 33         | 与次郎               | 九         | 鹿児島県鹿児島市 フレスポジャングルパーク          | 2006年10月14日 | 10スクリーン 1,984席 | |

#### 画像ギャラリー

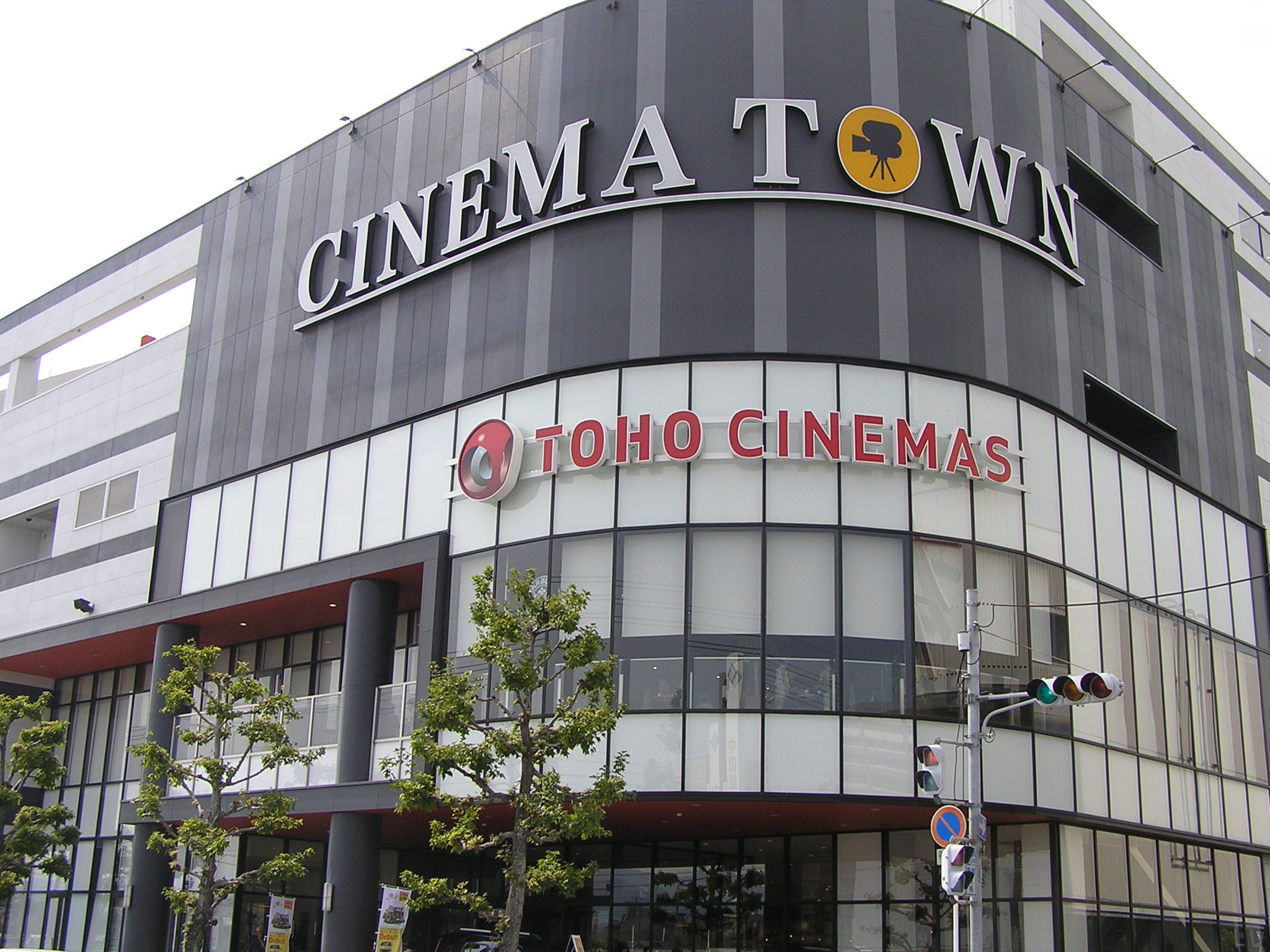
TOHOシネマズ岡南
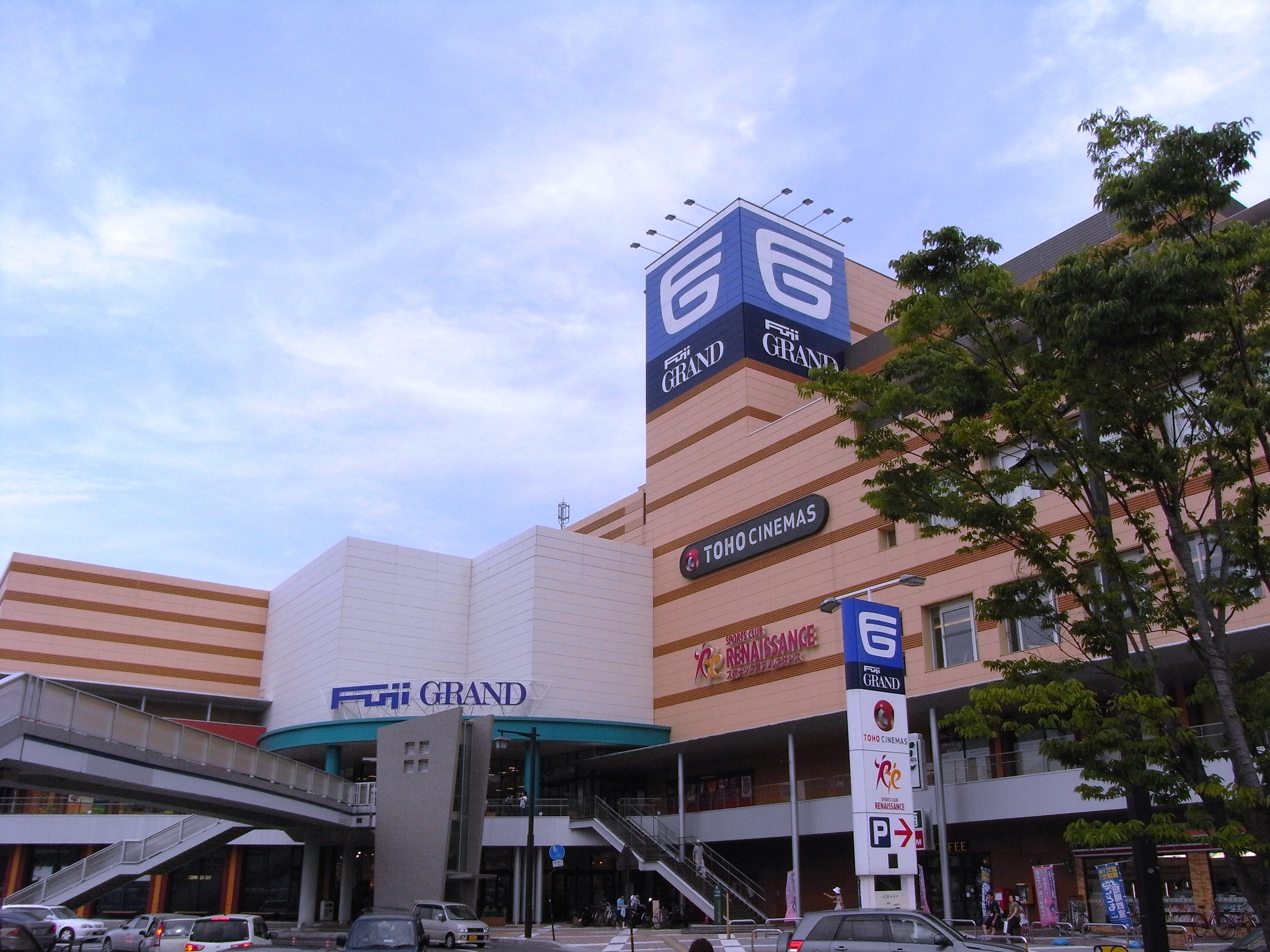
TOHOシネマズ緑井
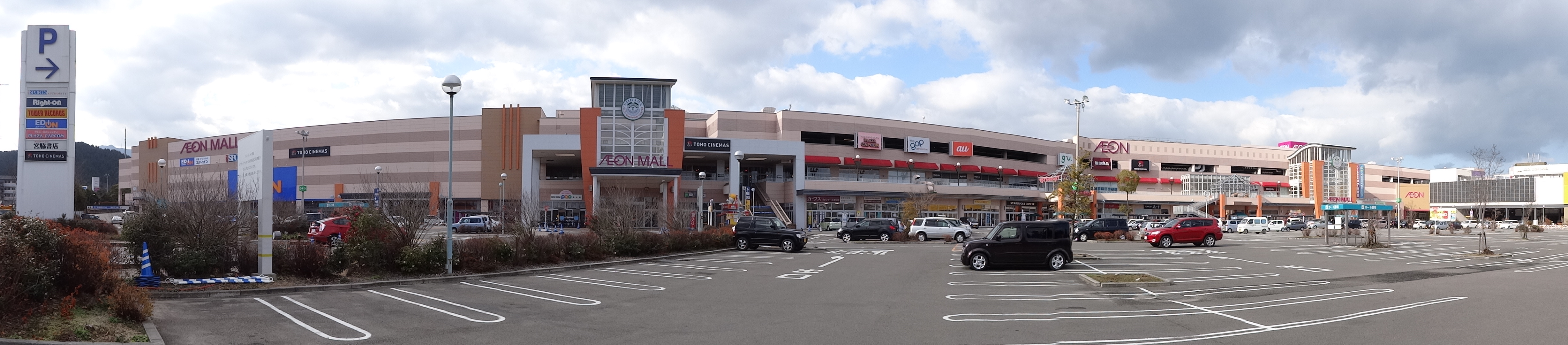
TOHOシネマズ新居浜

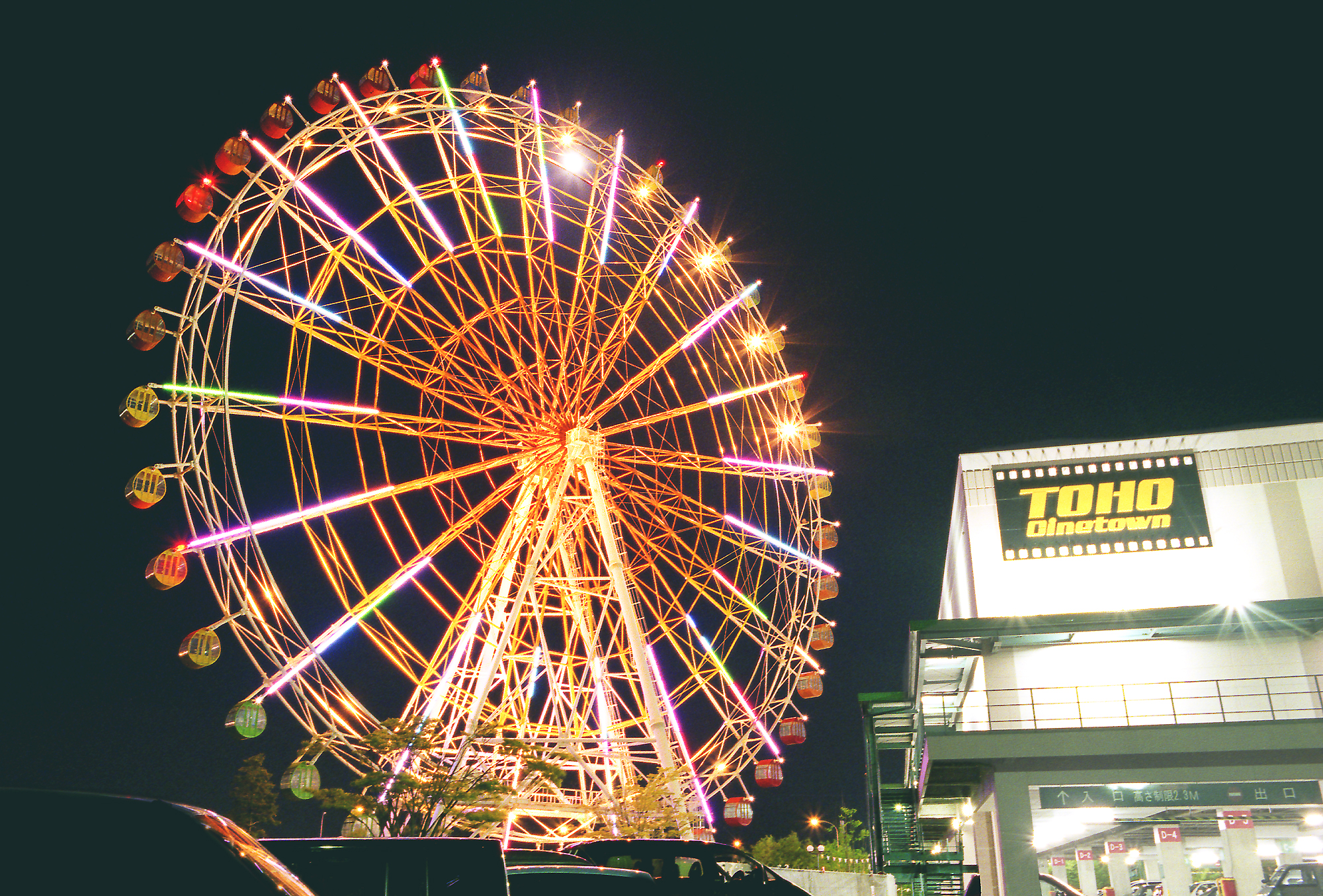
TOHOシネマズおいらせ下田（写真はイオン下田TOHOシネタウン時代のもの）

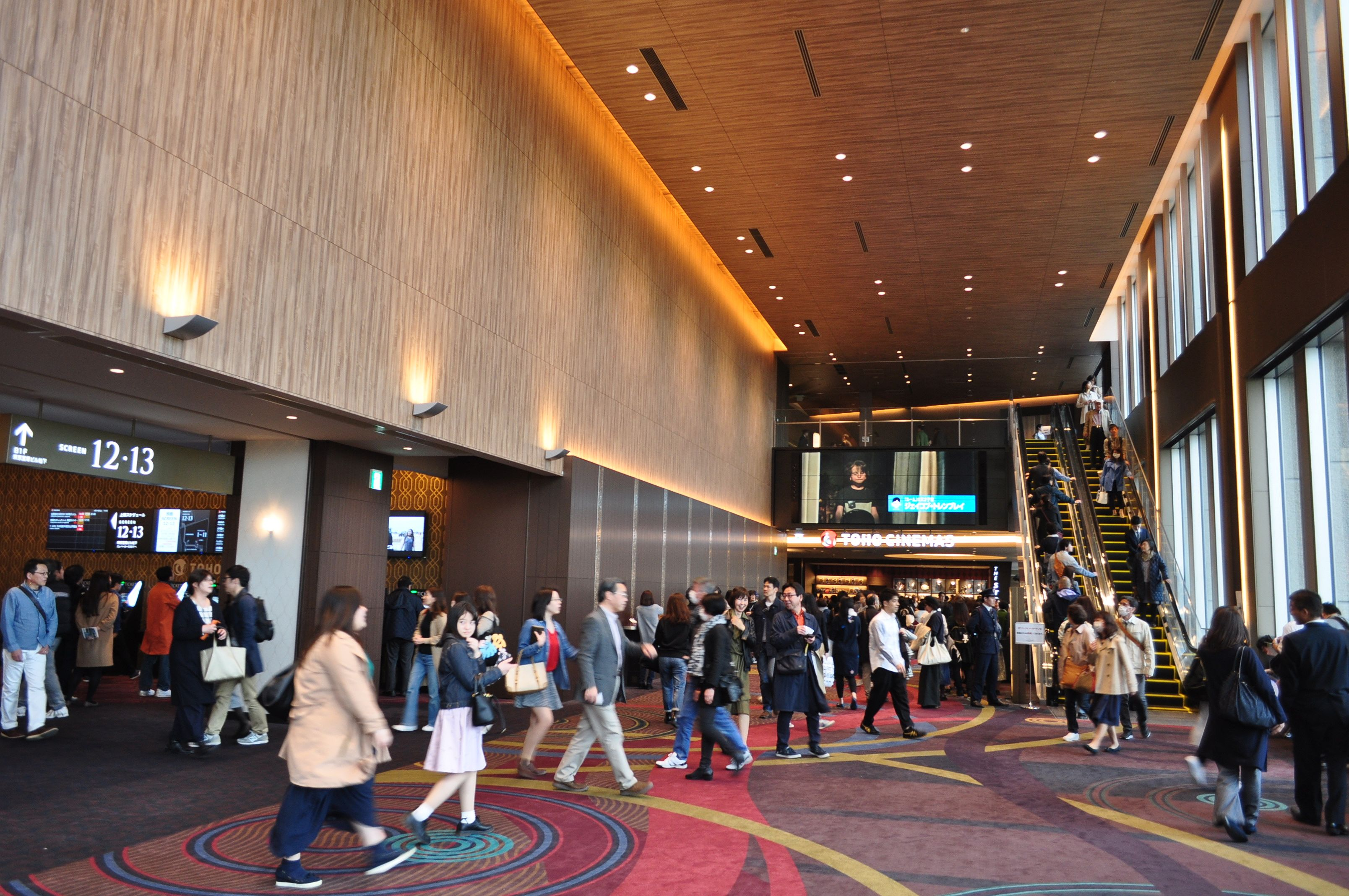
TOHOシネマズ日比谷（2018年4月14日撮影）
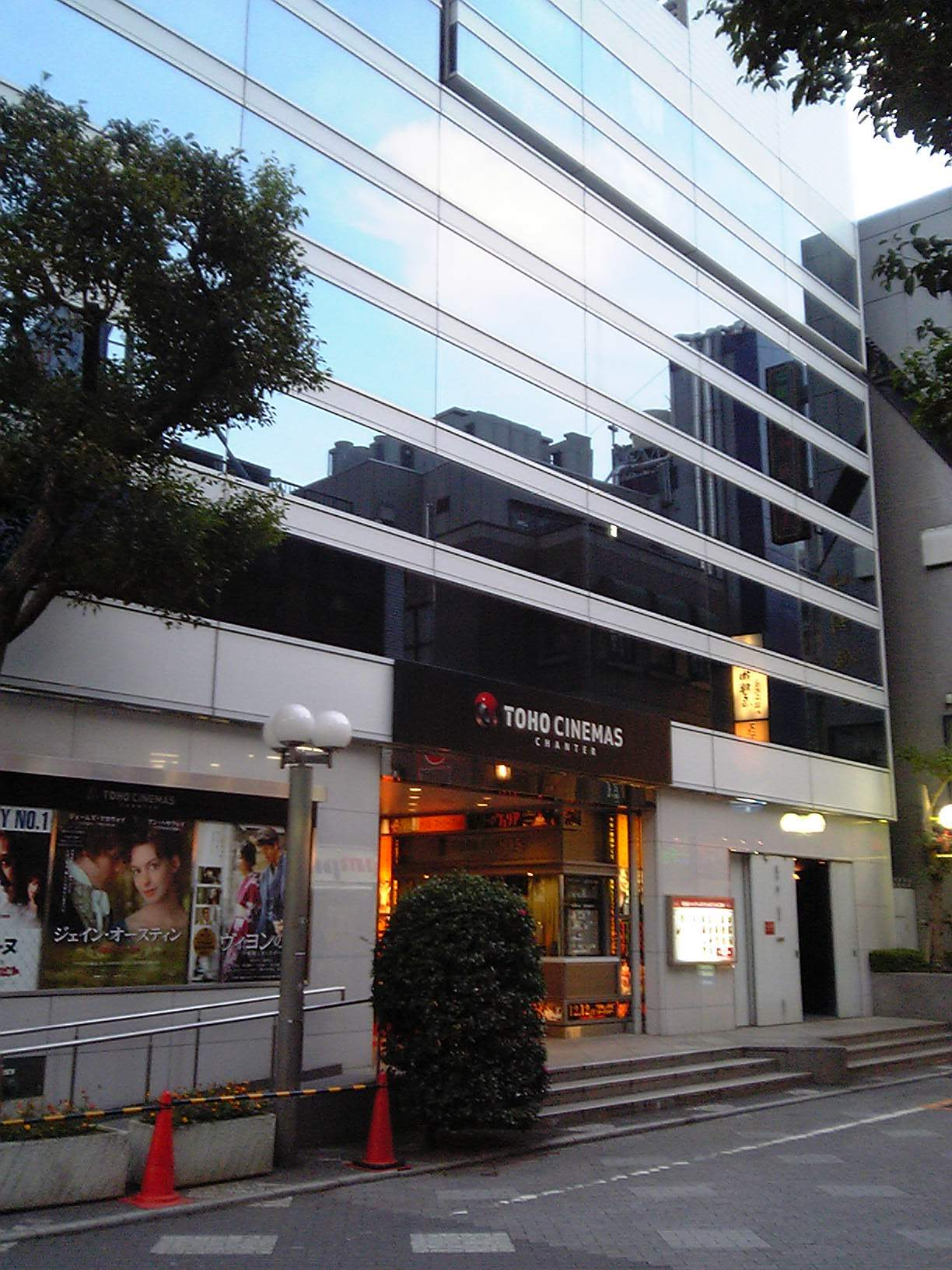
TOHOシネマズシャンテ
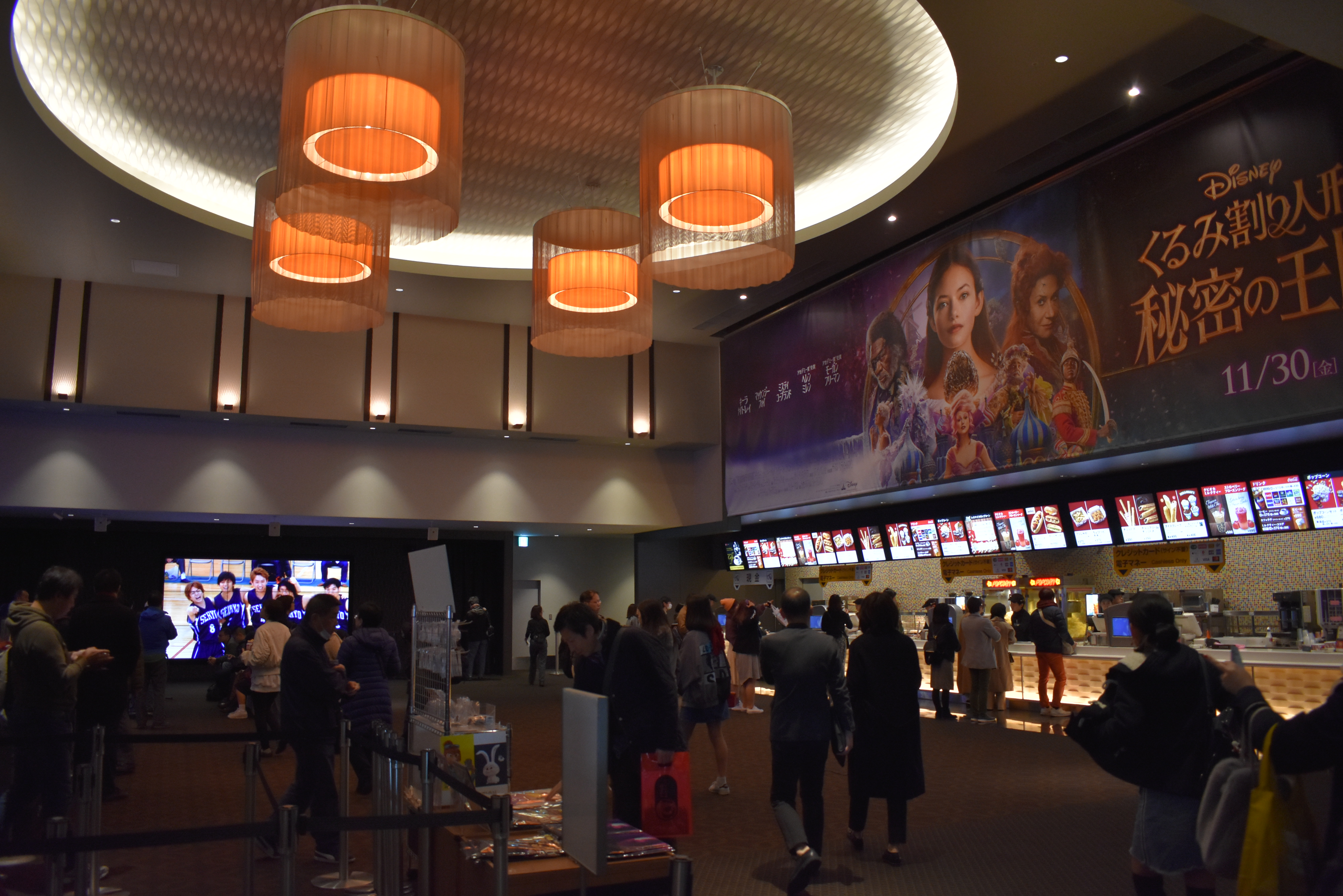
TOHOシネマズ新宿（2018年11月25日撮影）
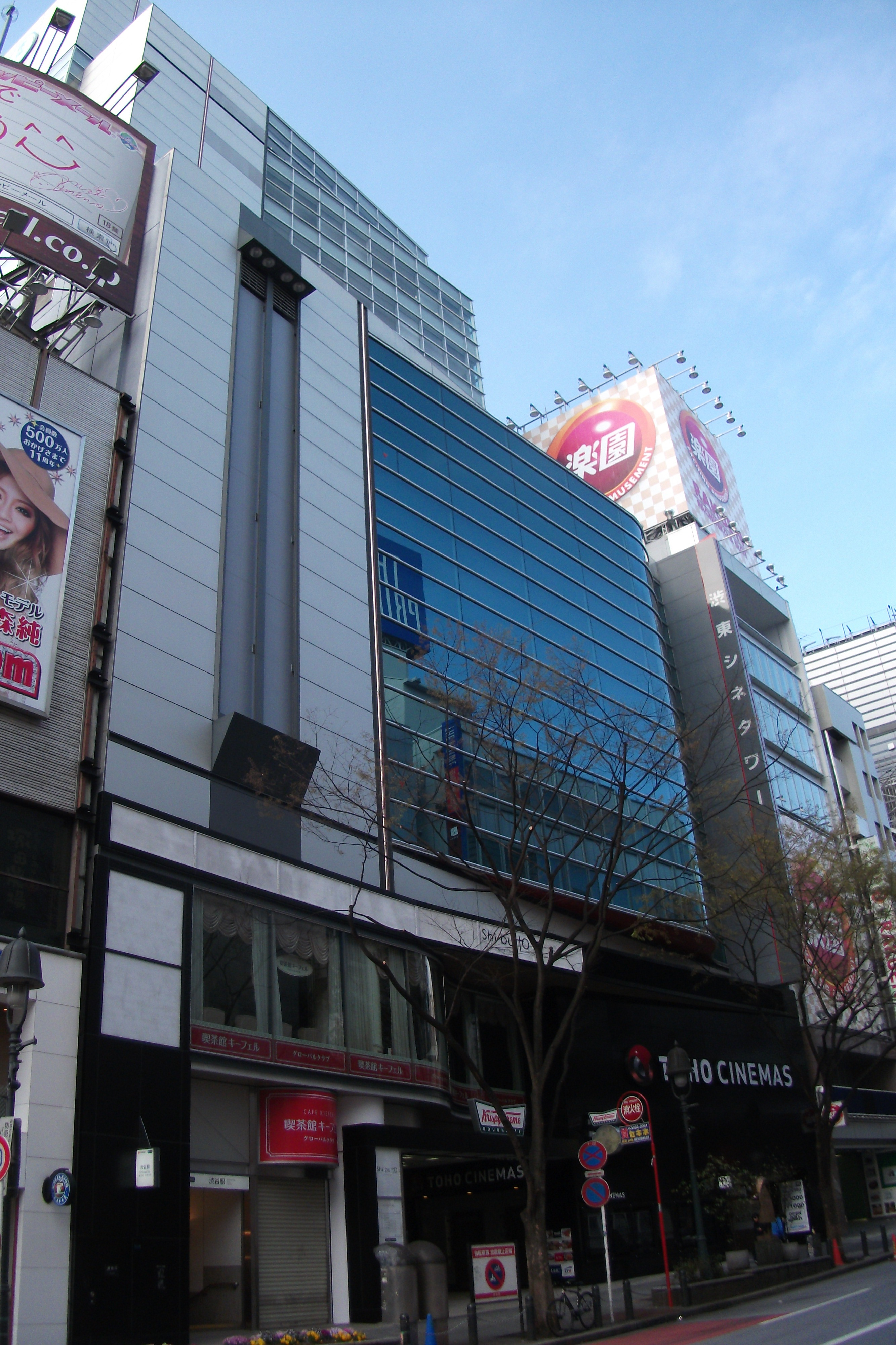
TOHOシネマズ渋谷
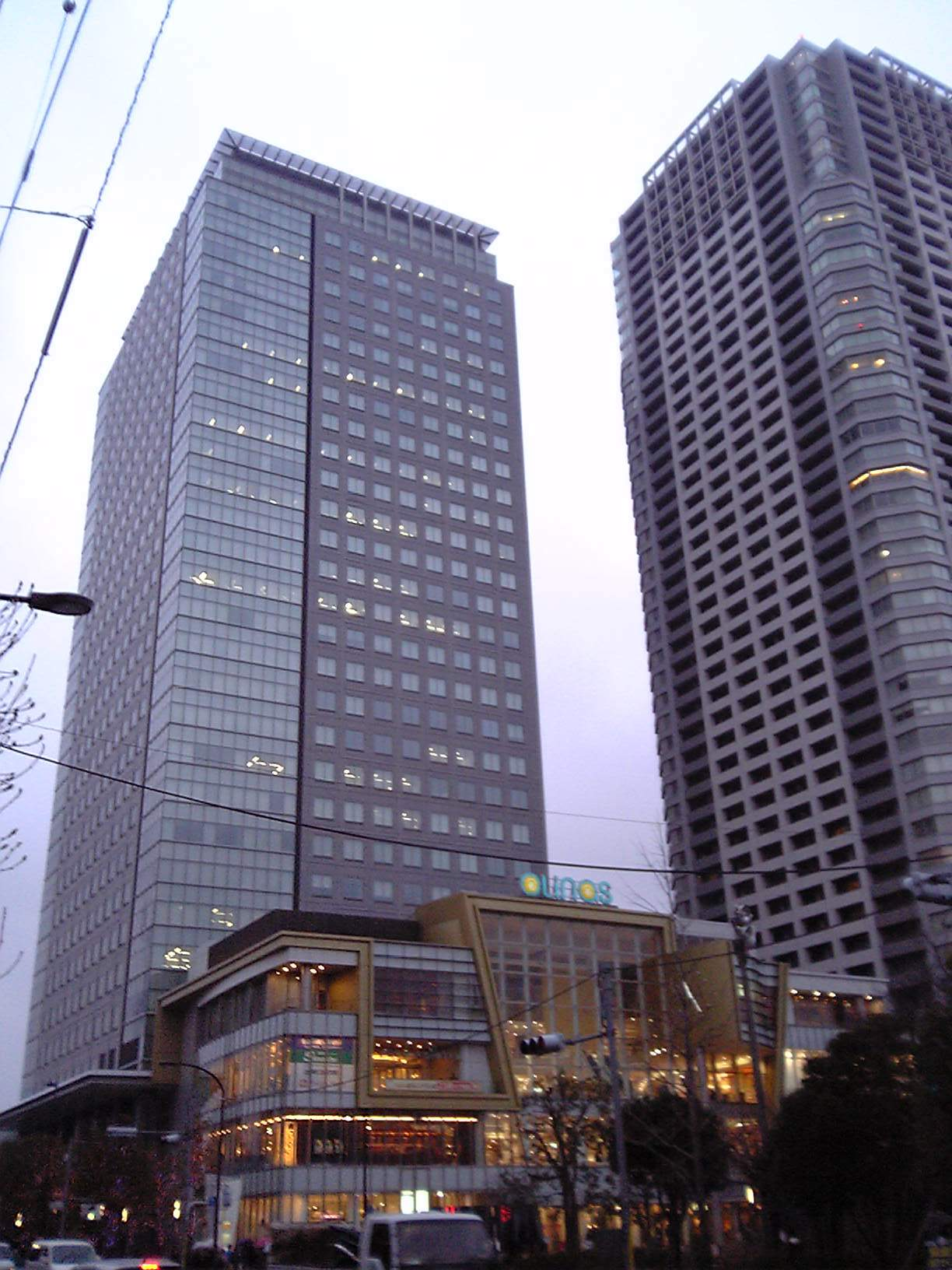
TOHOシネマズ錦糸町
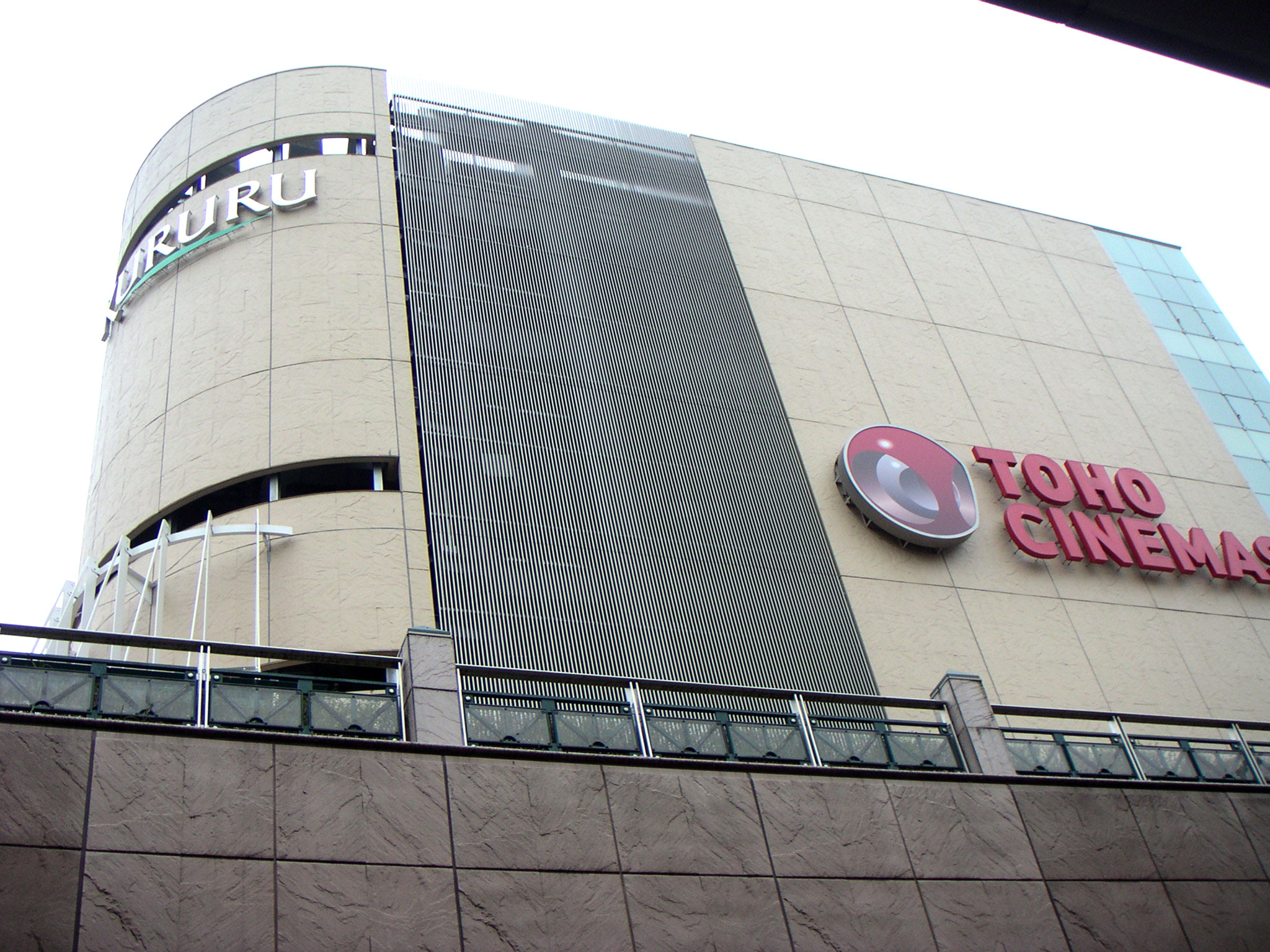
TOHOシネマズ府中
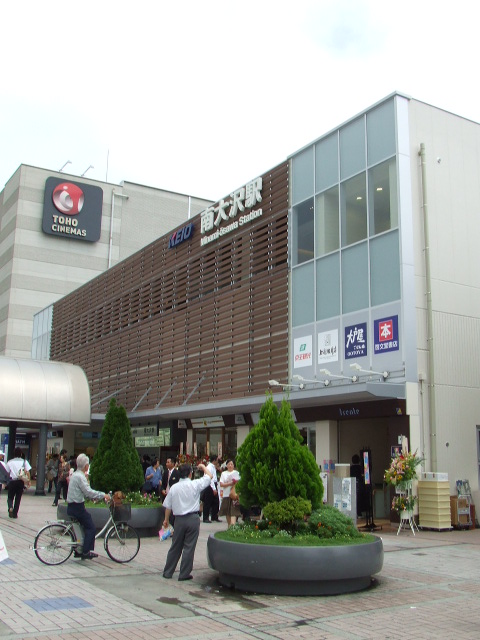
TOHOシネマズ南大沢

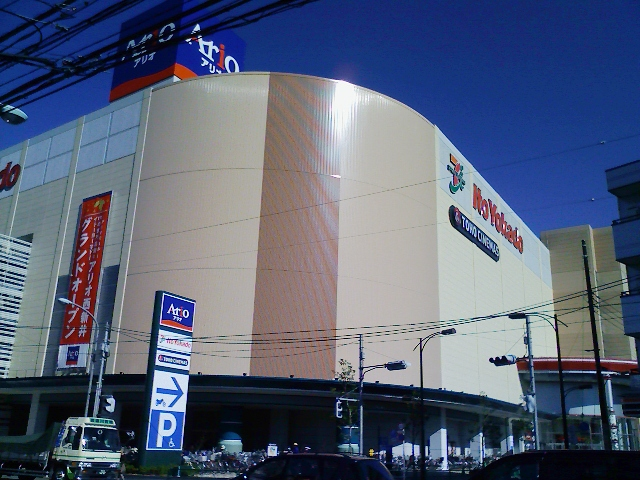
TOHOシネマズ西新井
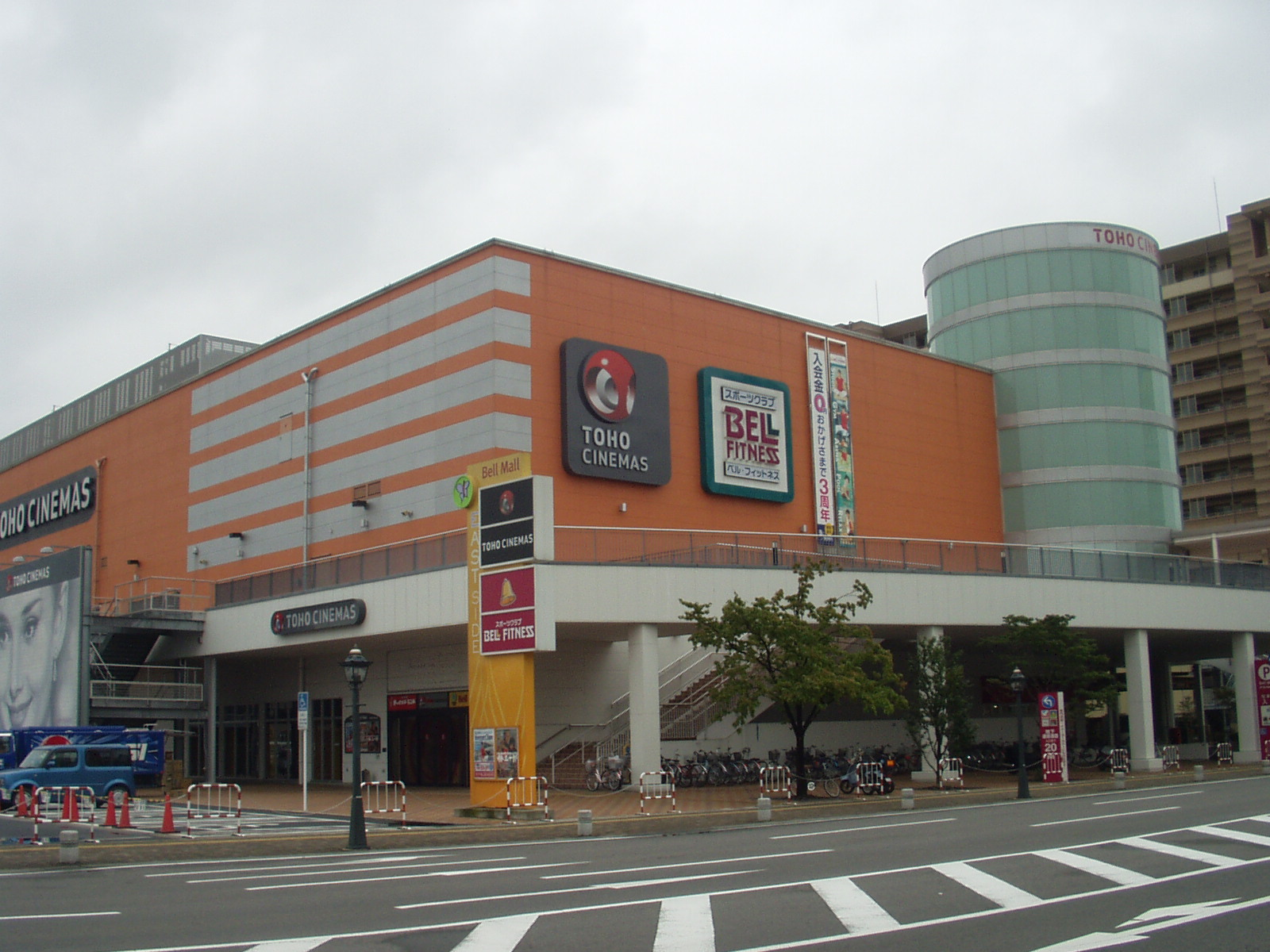
TOHOシネマズ宇都宮
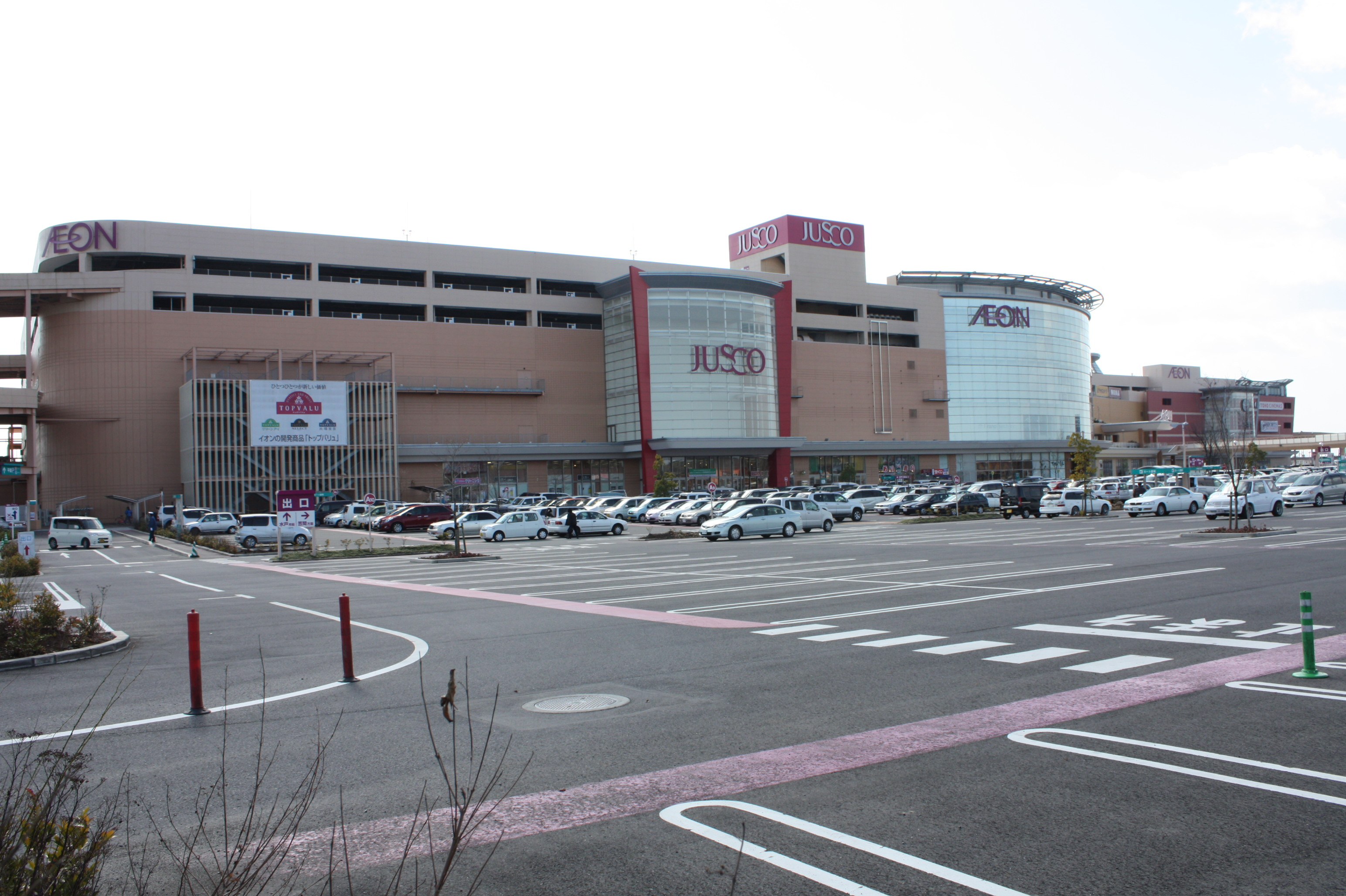
TOHOシネマズ水戸内原
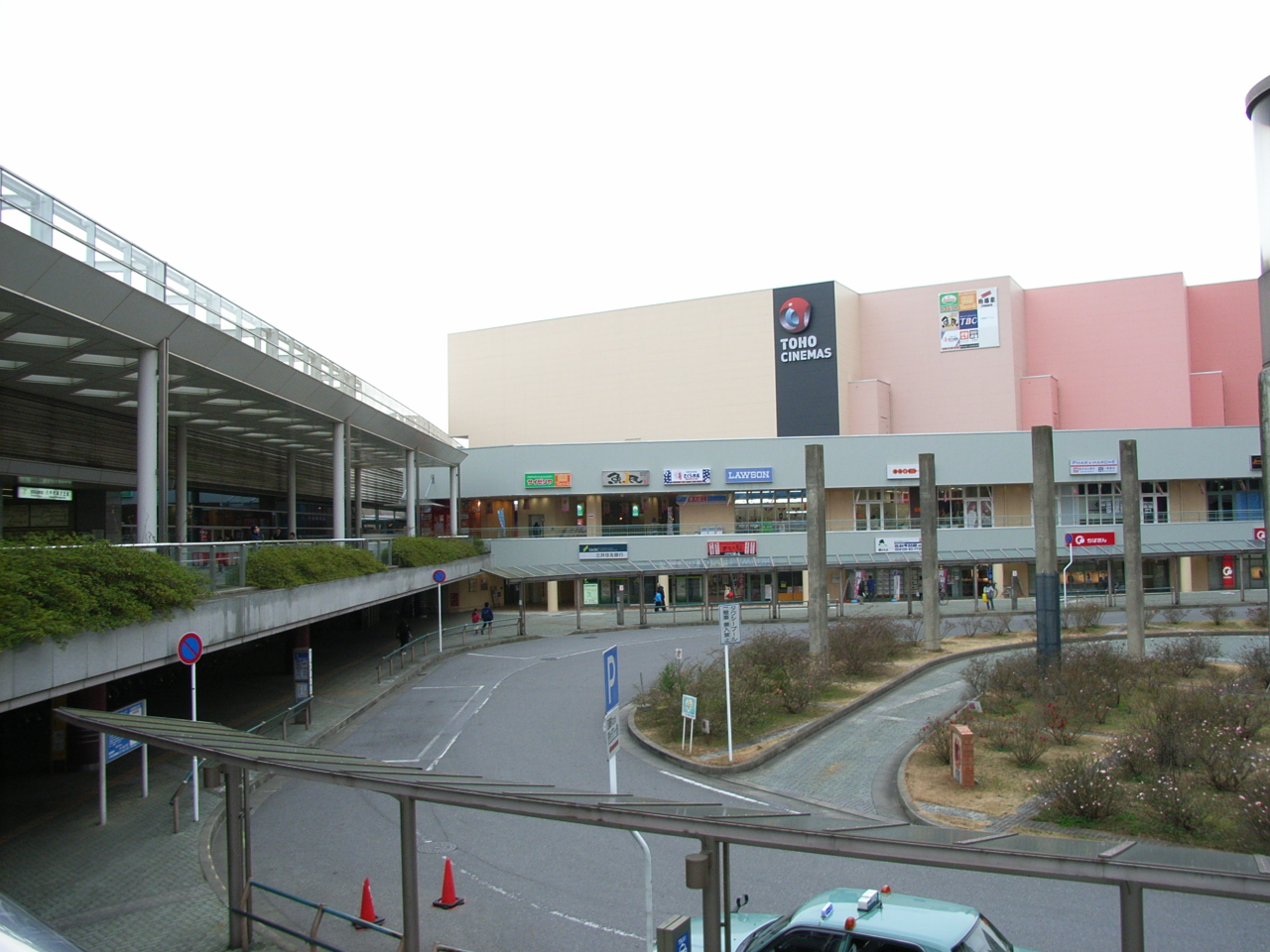
TOHOシネマズ八千代緑が丘
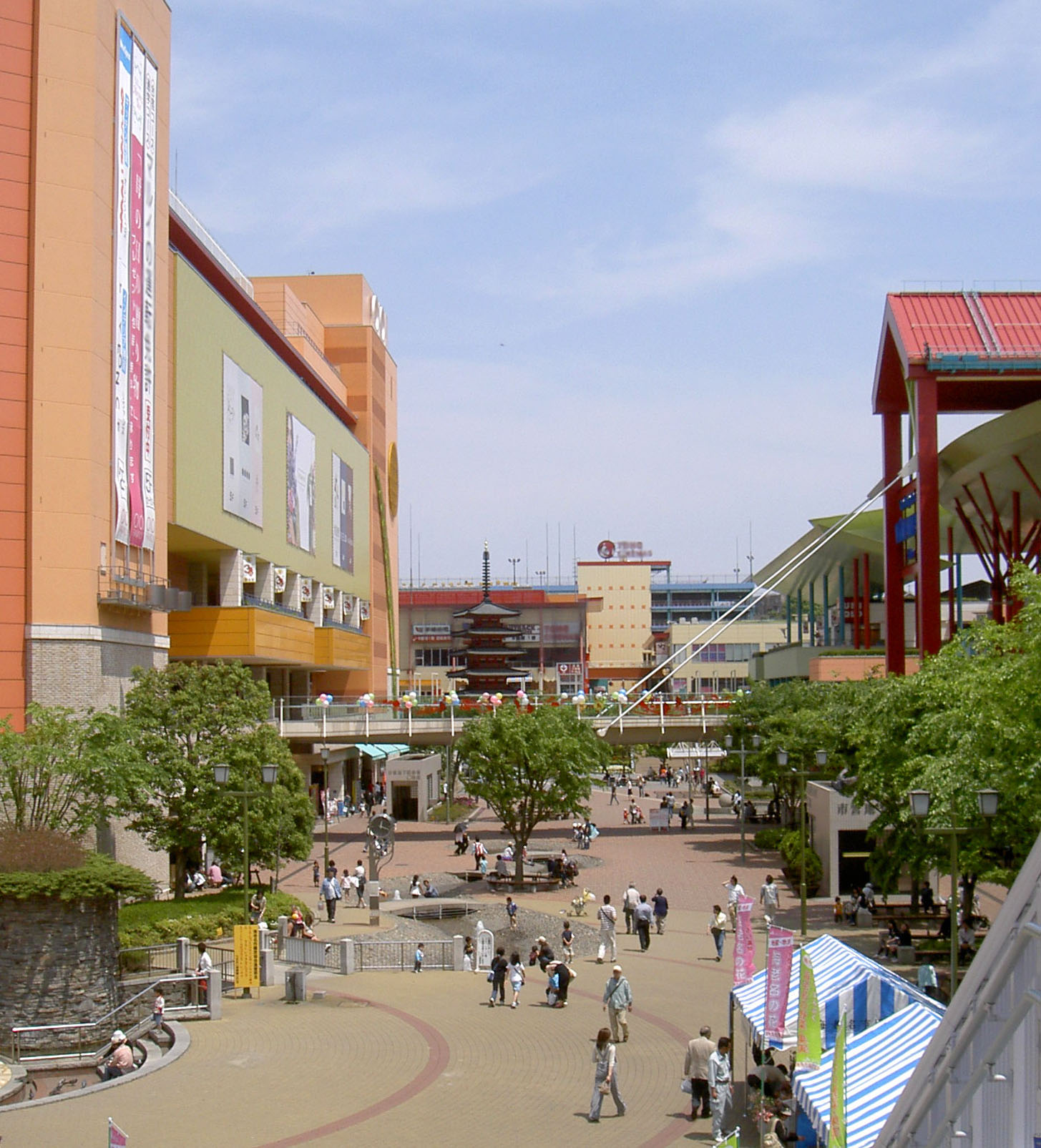
TOHOシネマズ海老名
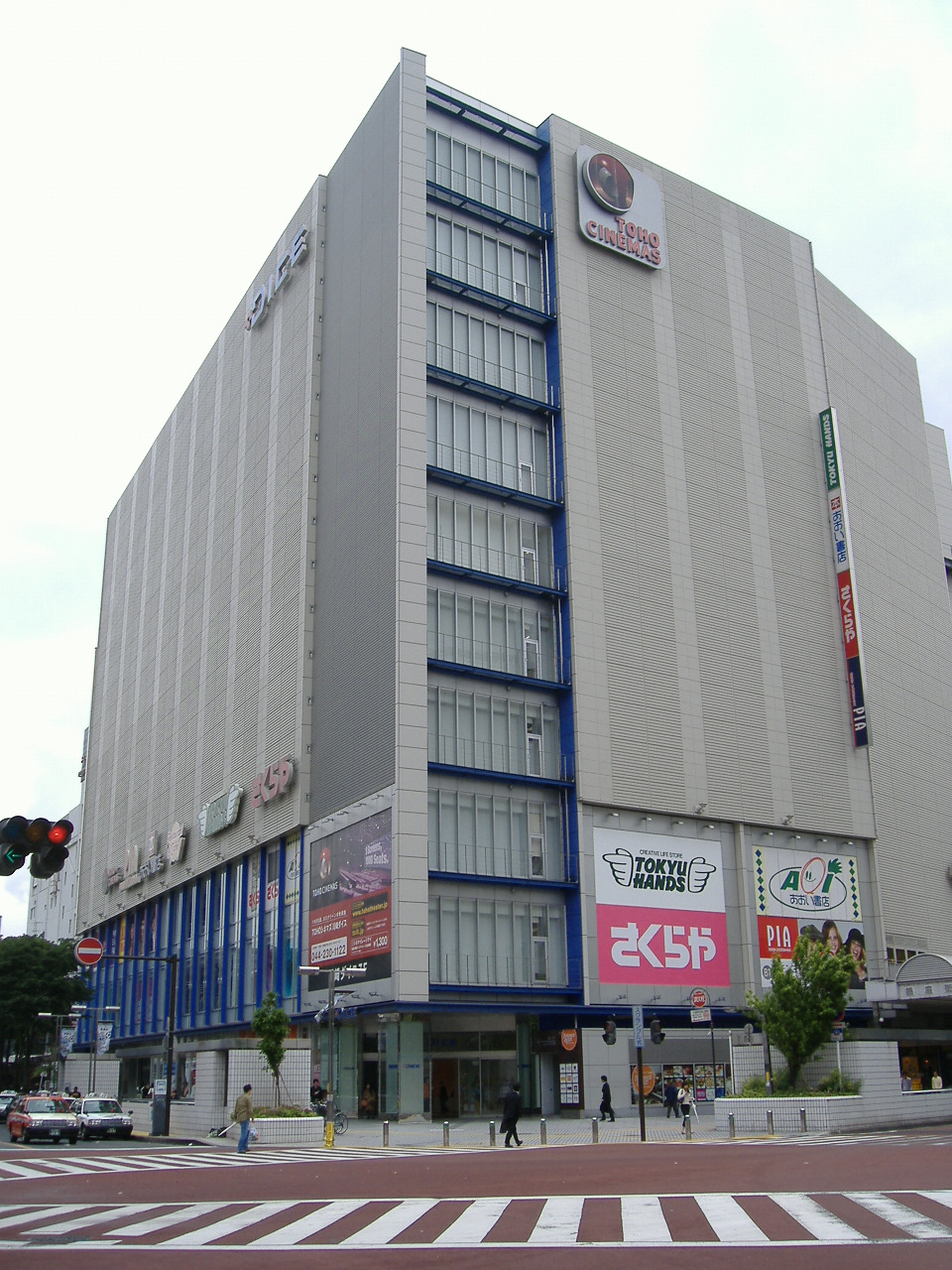
TOHOシネマズ川崎
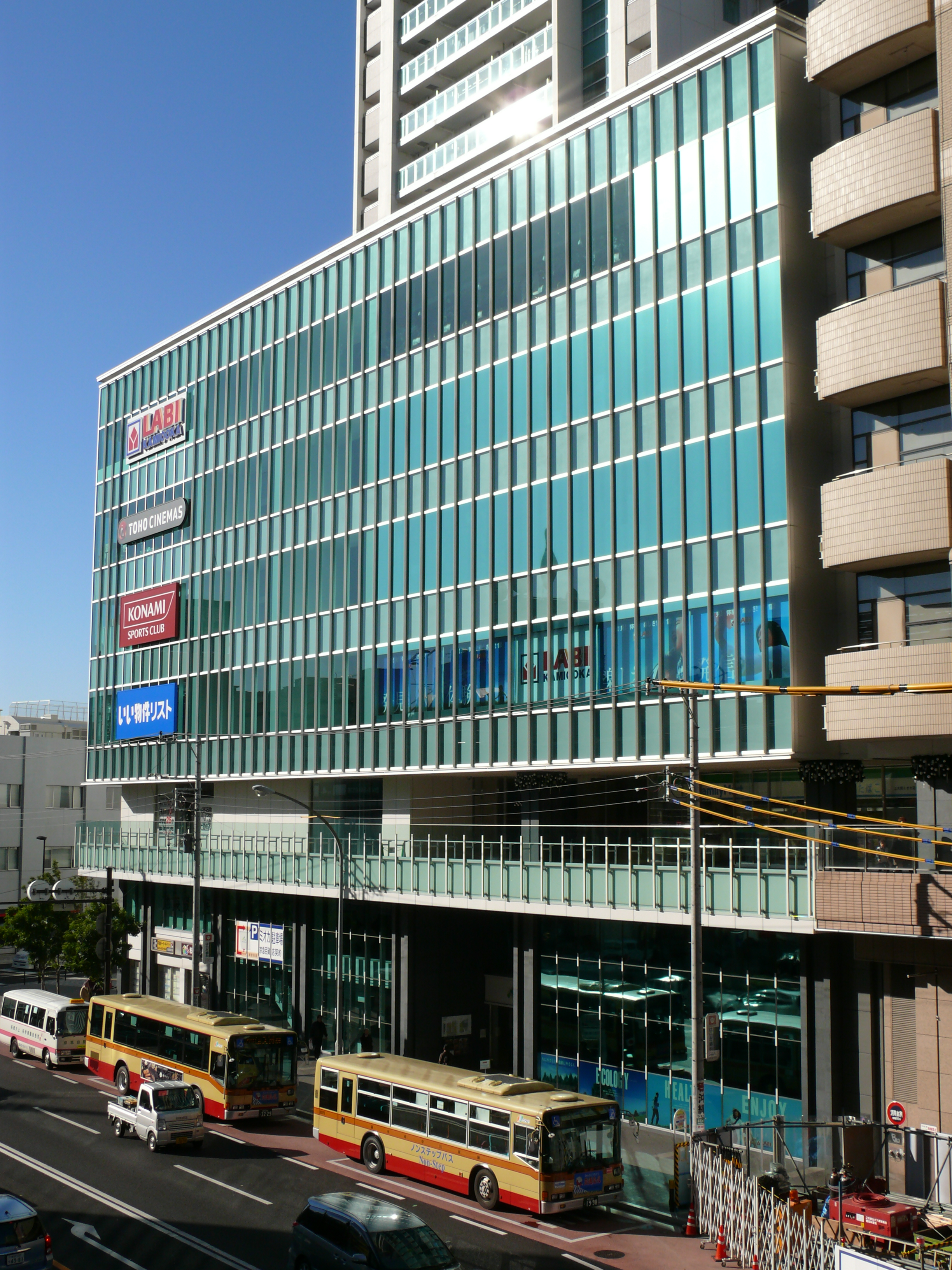
TOHOシネマズ上大岡
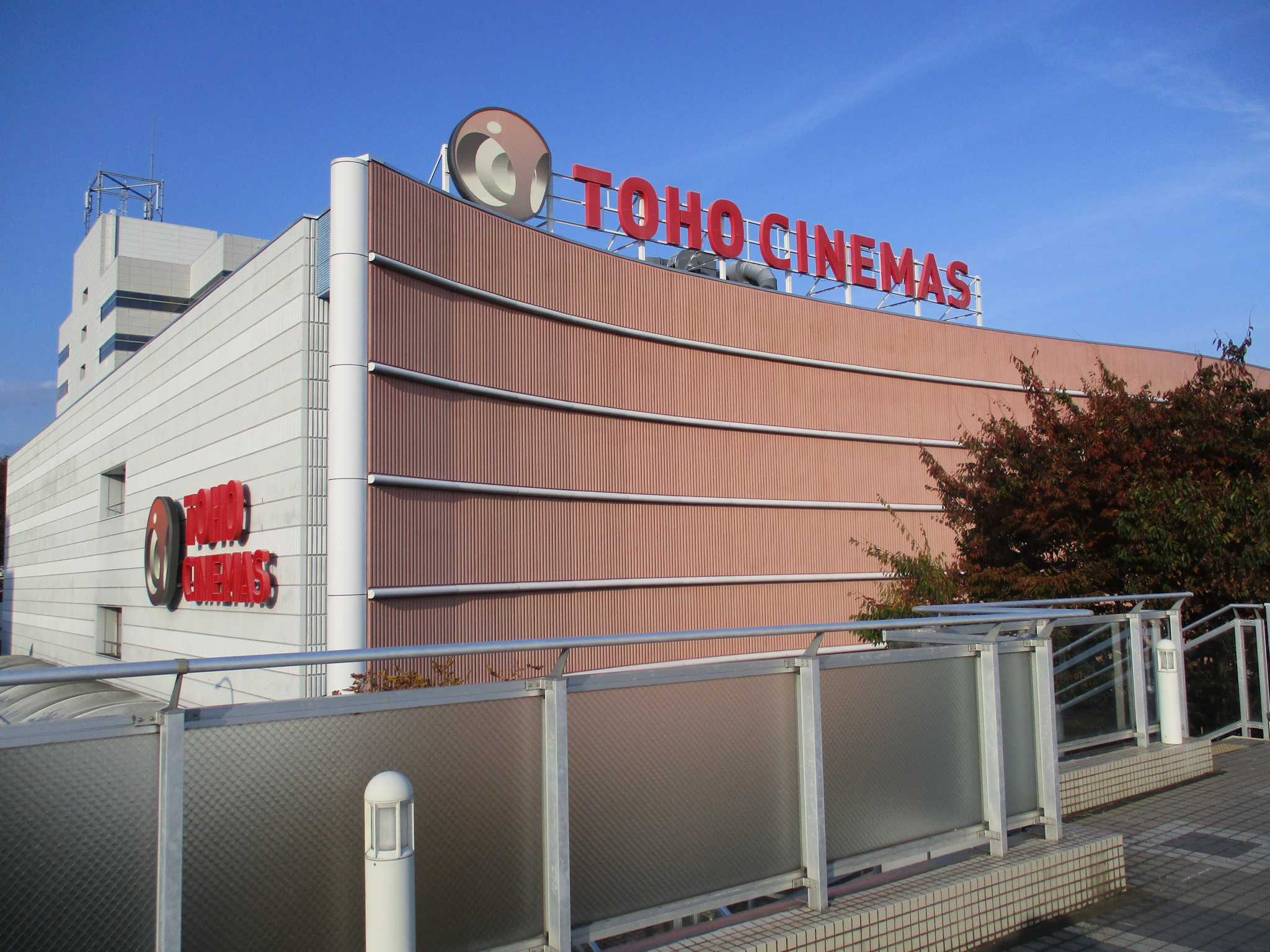
TOHOシネマズ小田原

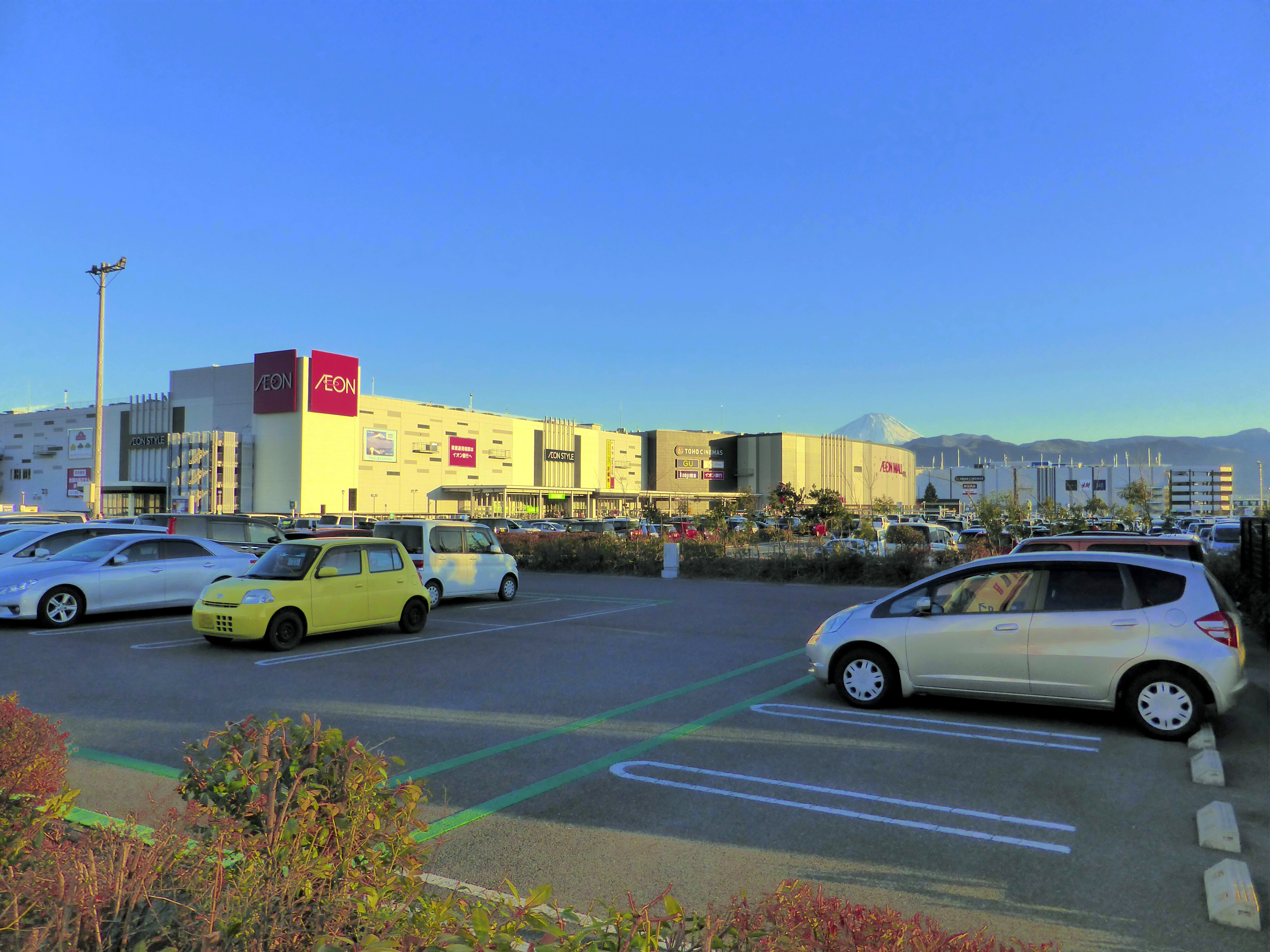
TOHOシネマズ甲府
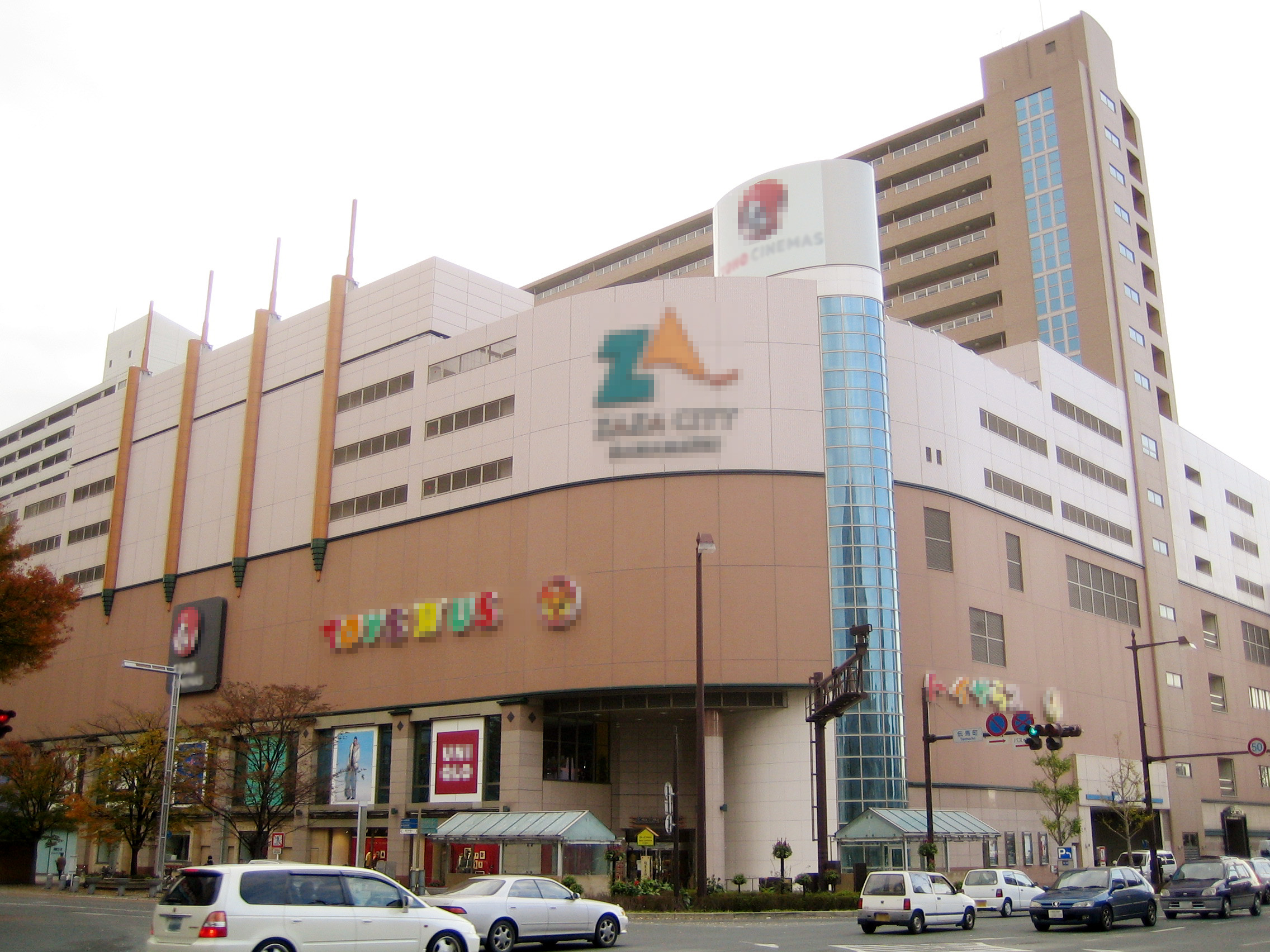
TOHOシネマズ浜松
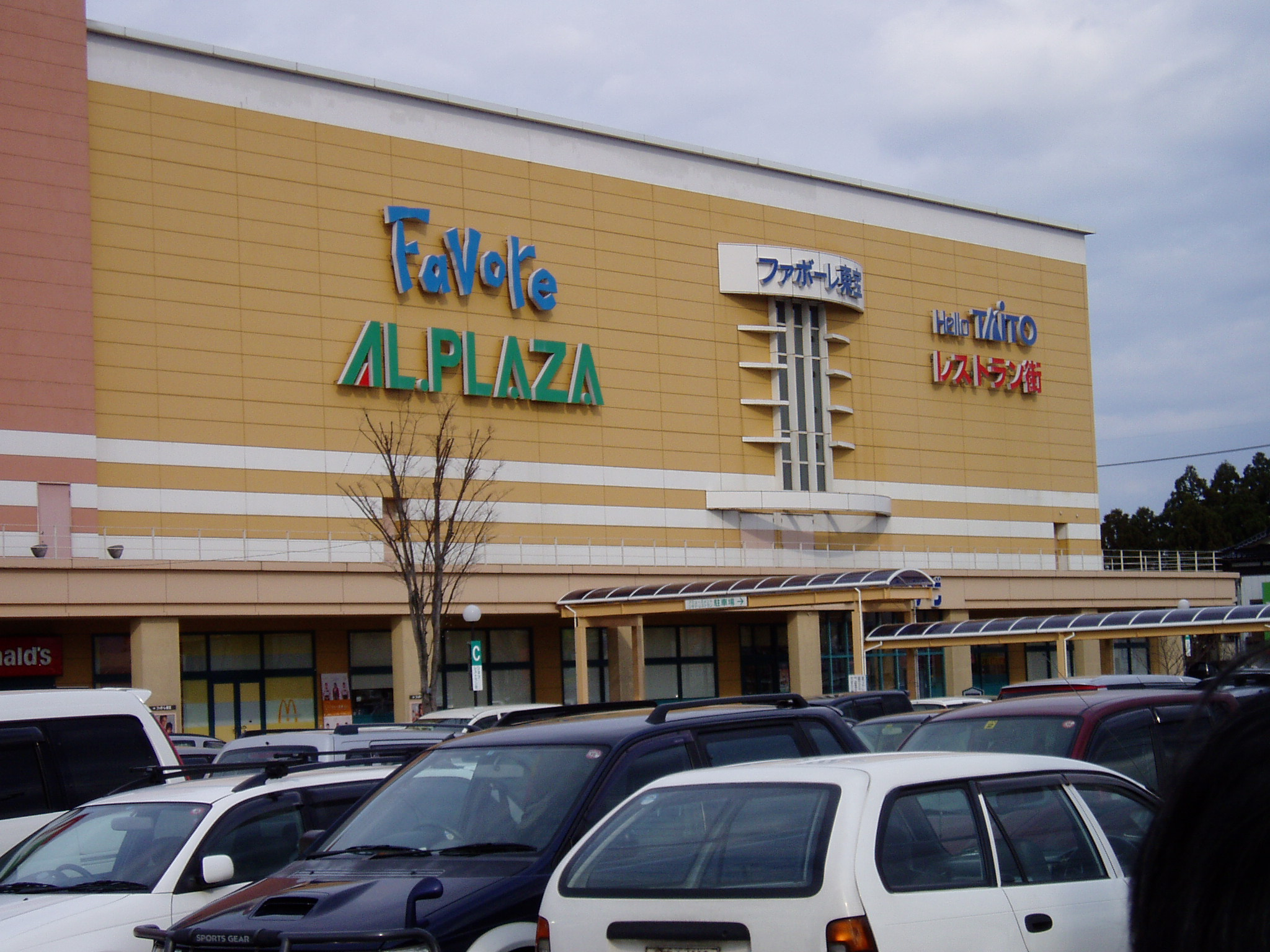
TOHOシネマズファボーレ富山
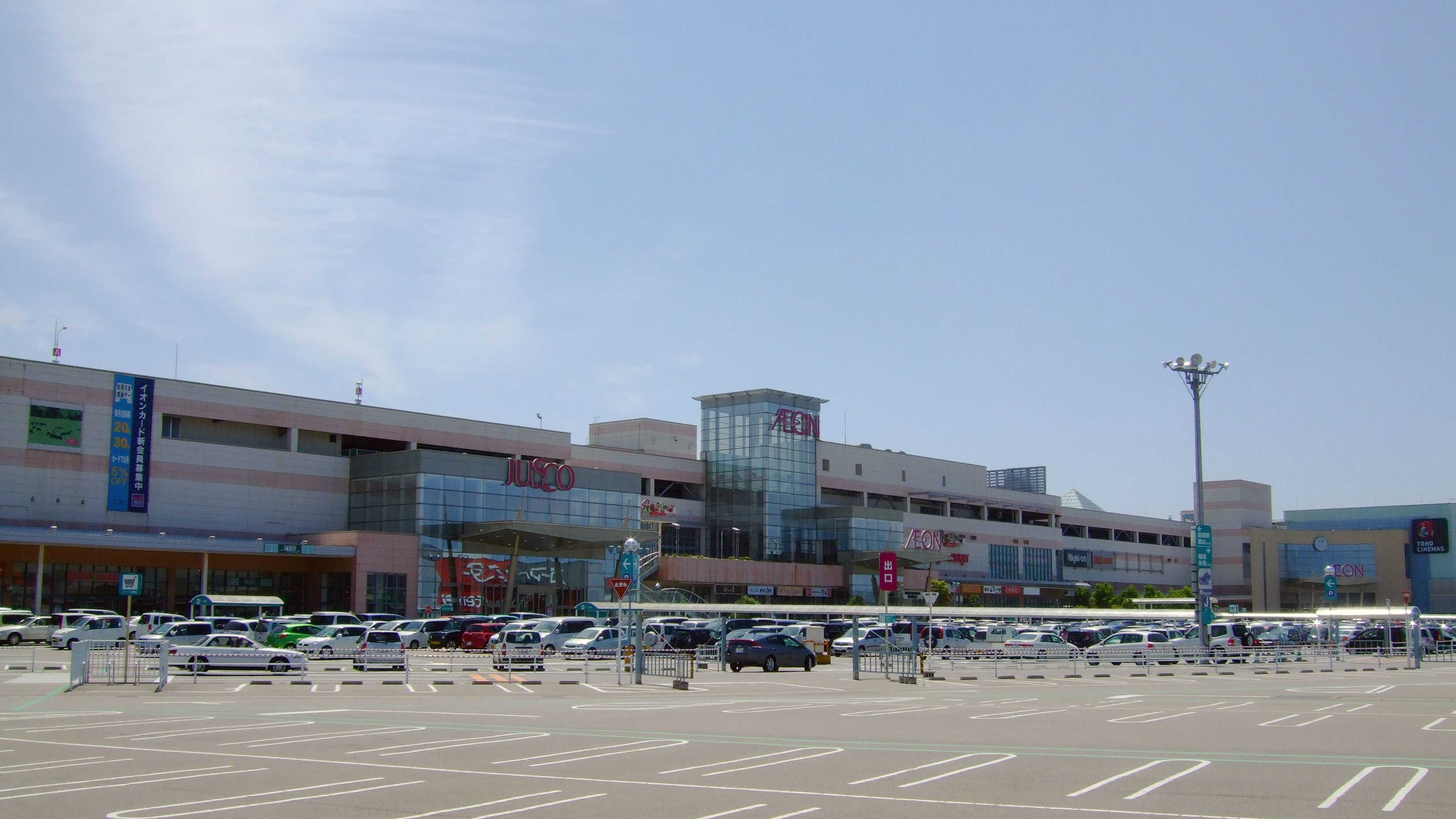
TOHOシネマズ高岡
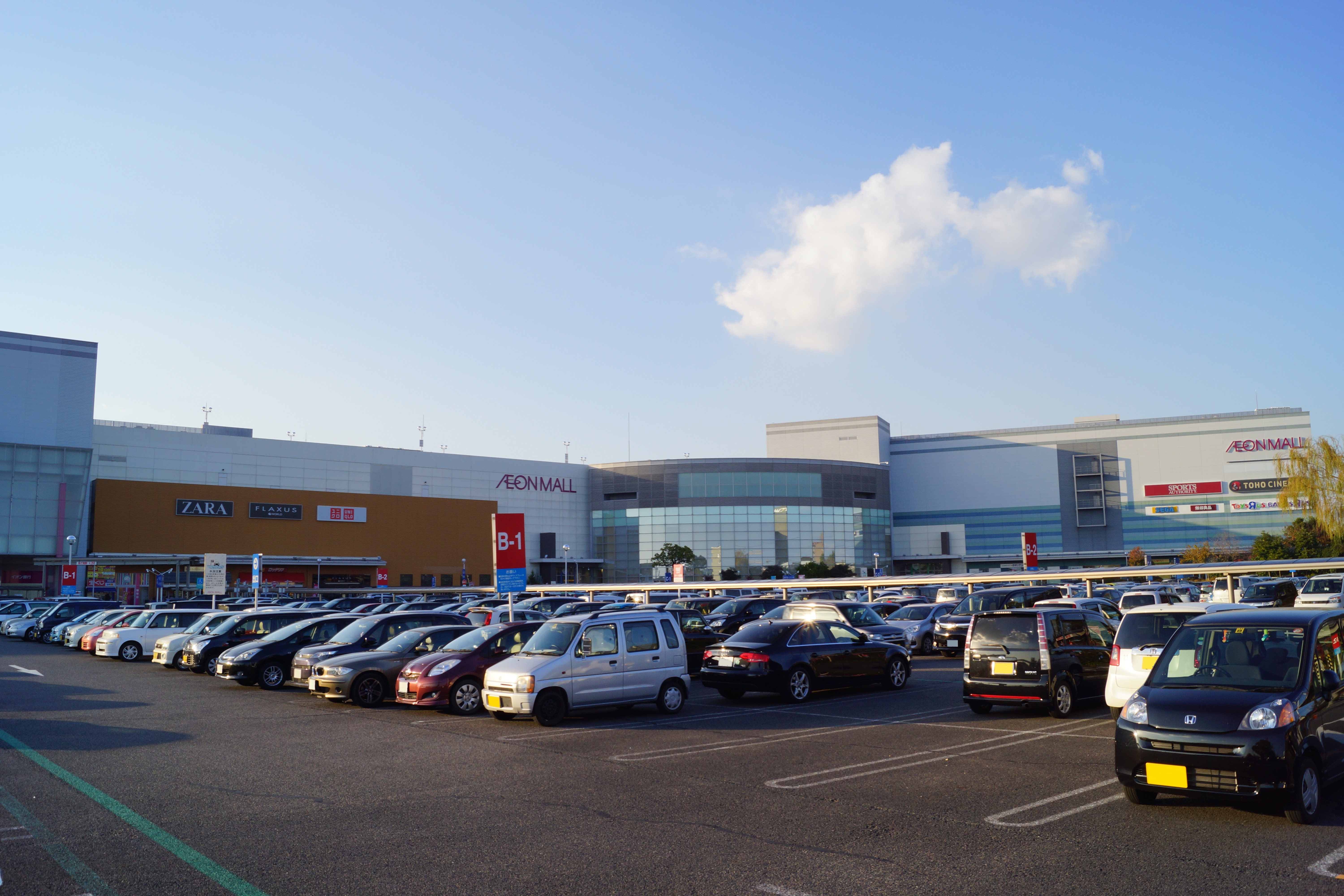
TOHOシネマズ木曽川
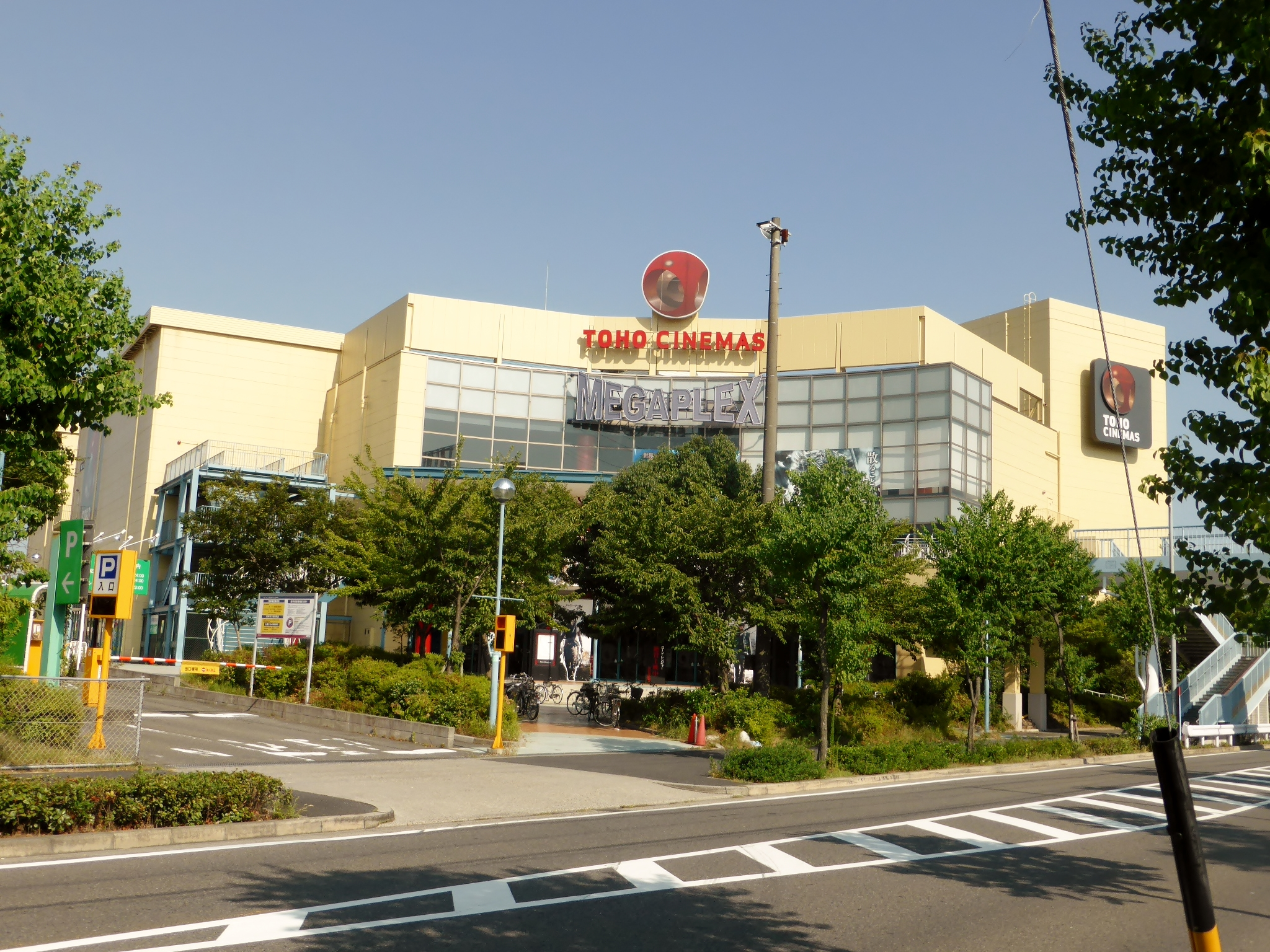
TOHOシネマズ名古屋ベイシティ
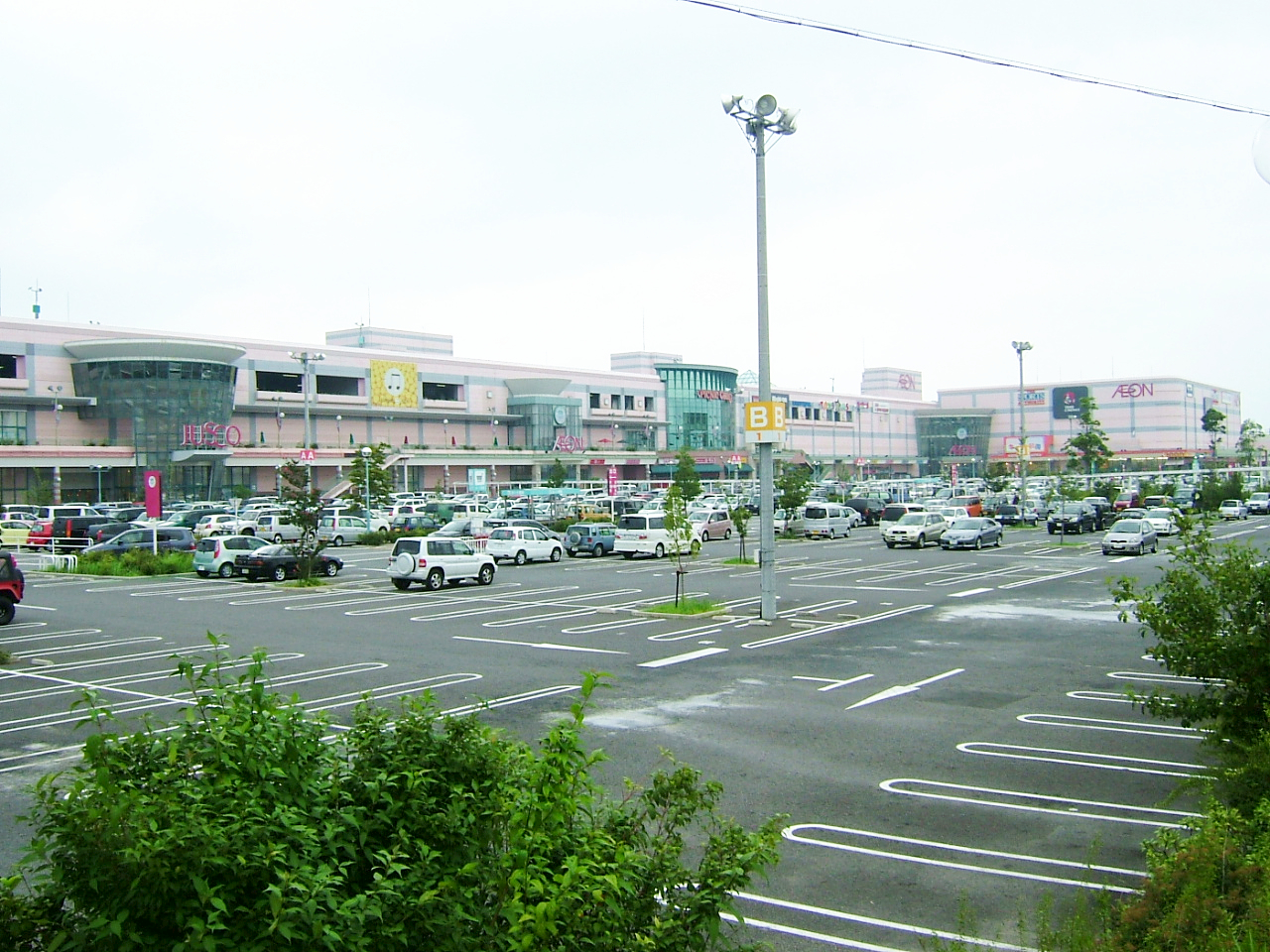
TOHOシネマズ東浦

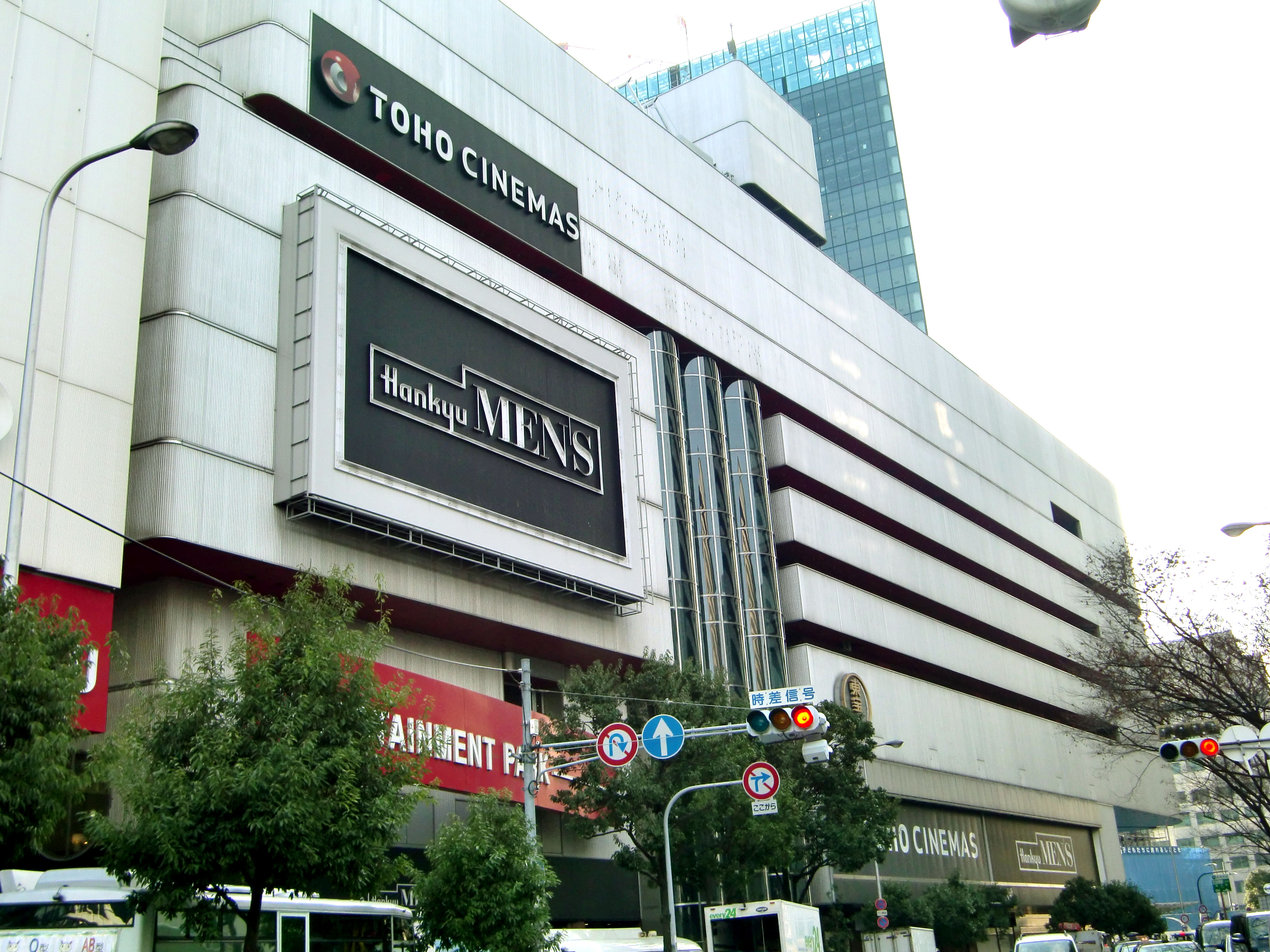
TOHOシネマズ梅田
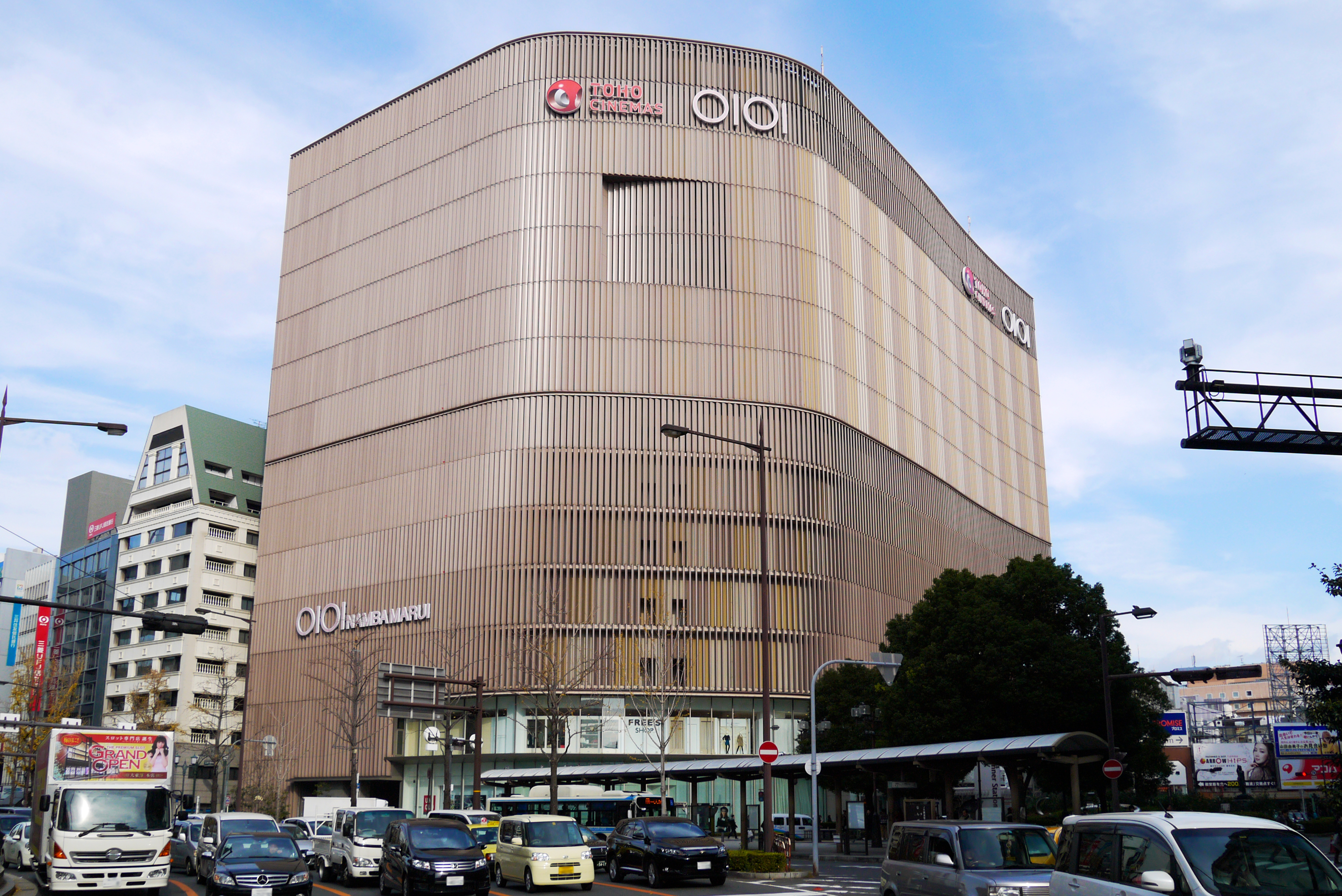
TOHOシネマズなんば
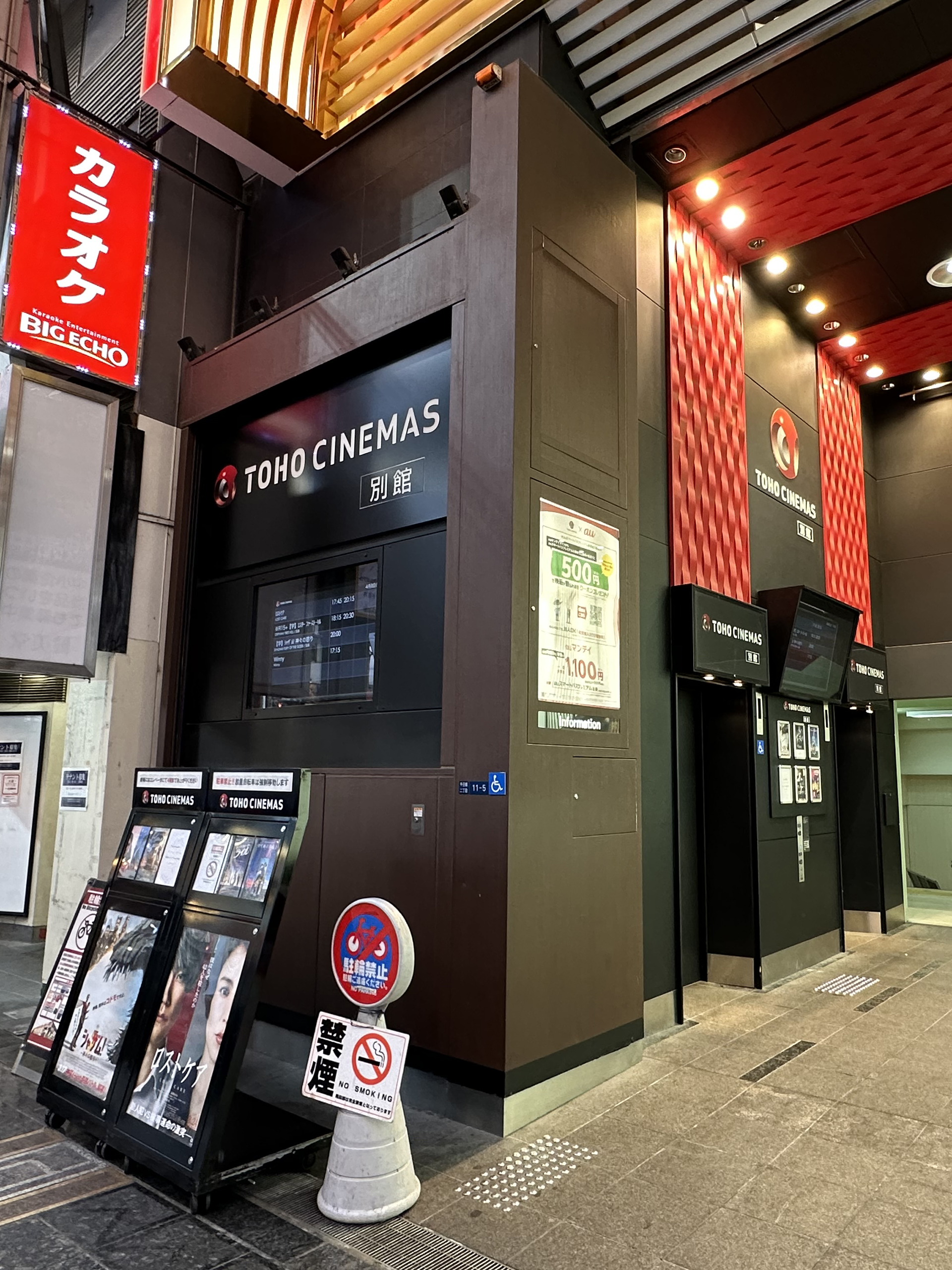
TOHOシネマズなんば別館入口
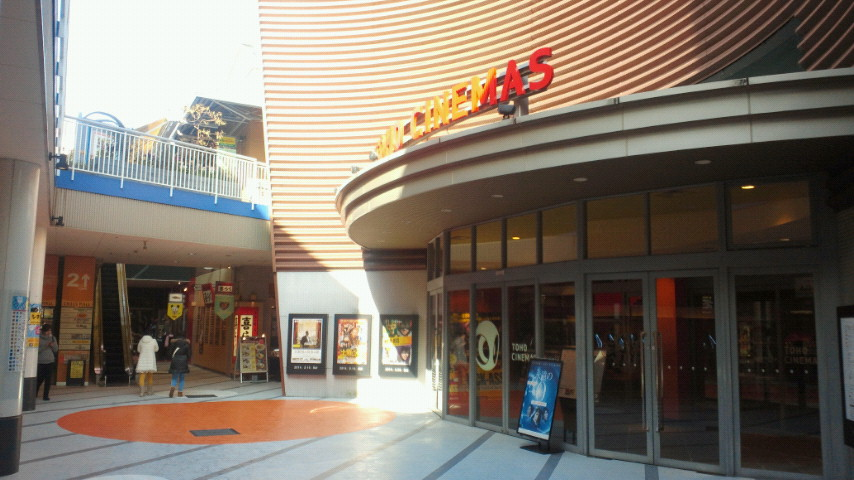
TOHOシネマズ泉北
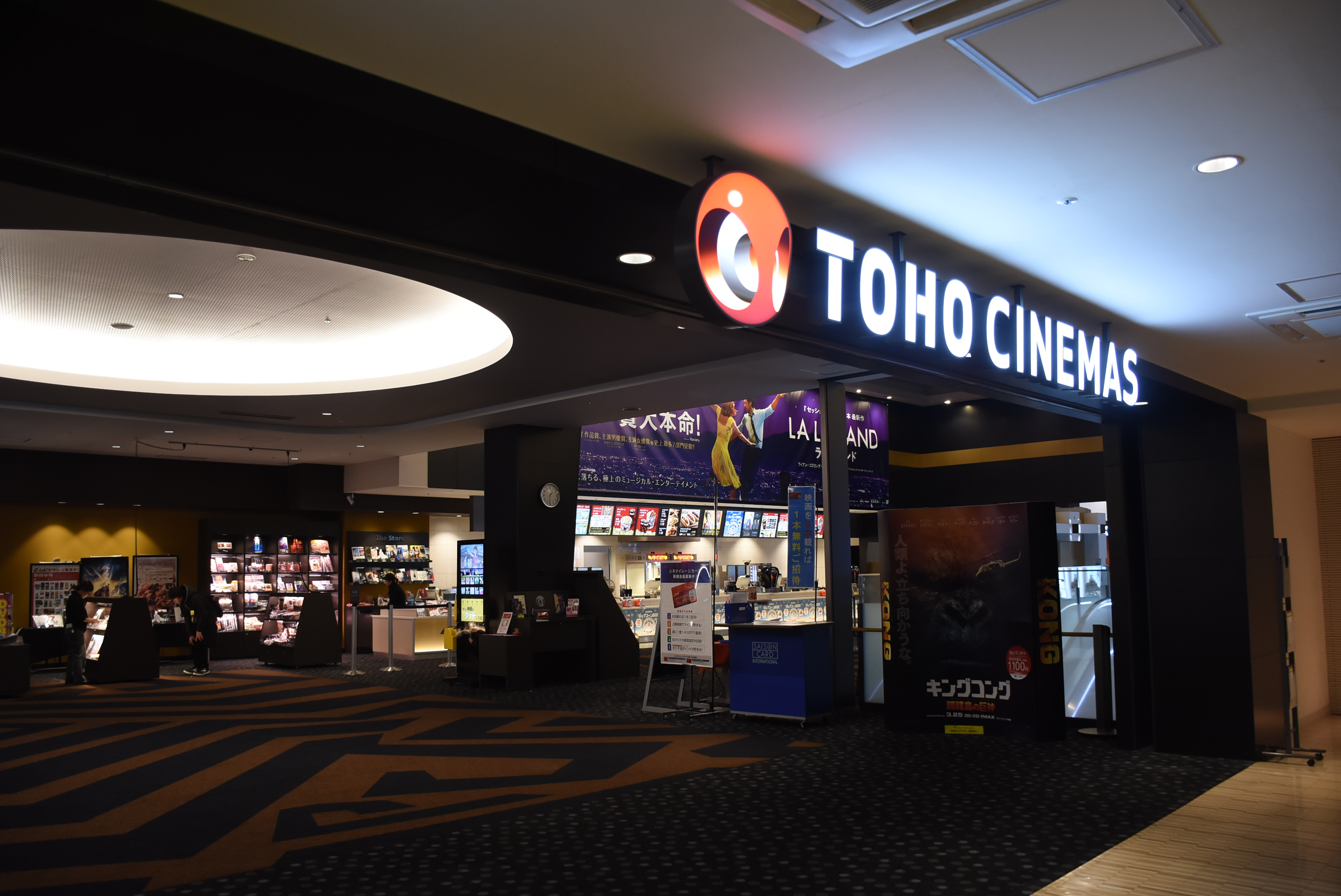
TOHOシネマズくずはモール
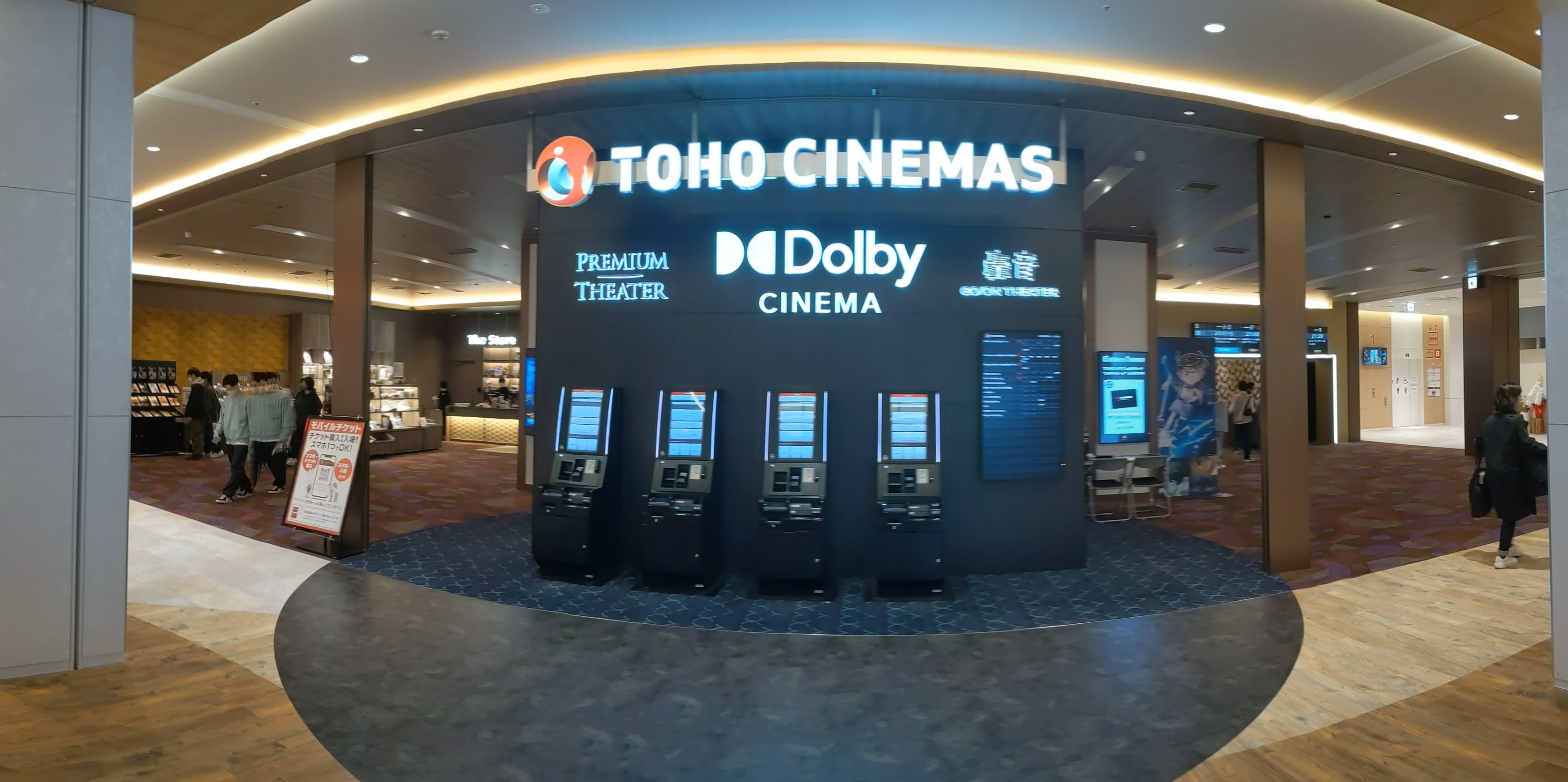
TOHOシネマズららぽーと門真
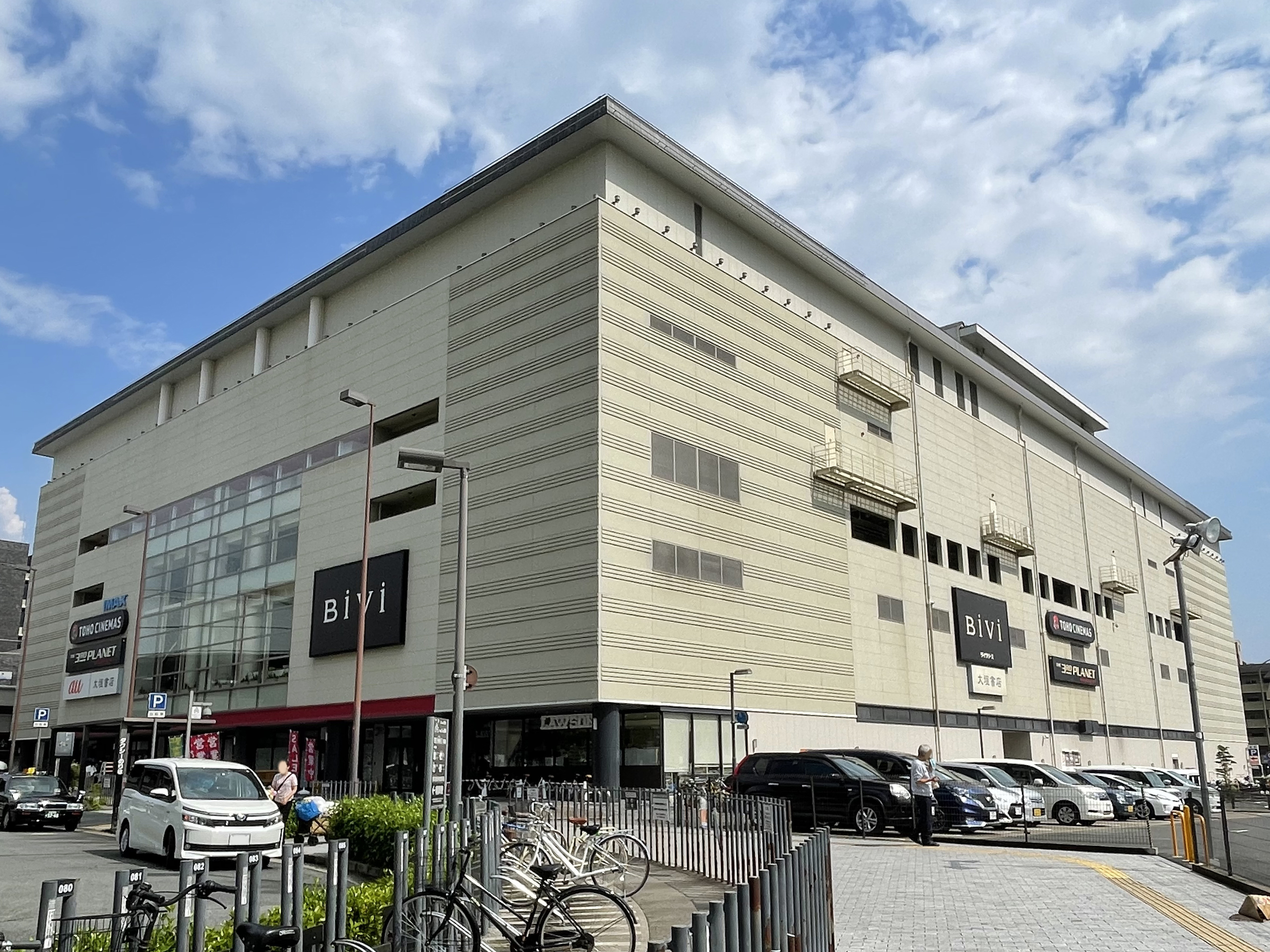
TOHOシネマズ二条
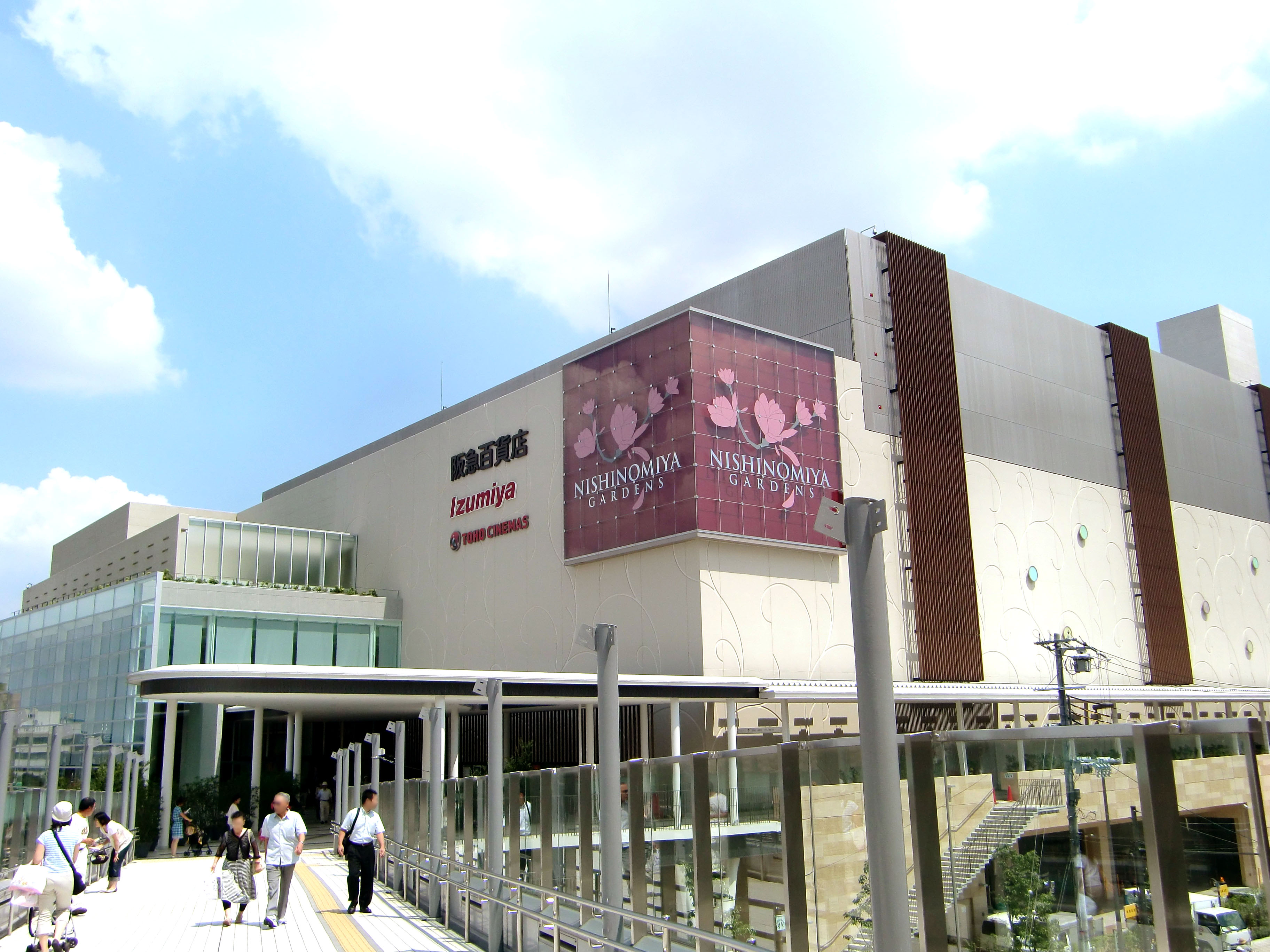
TOHOシネマズ西宮OS
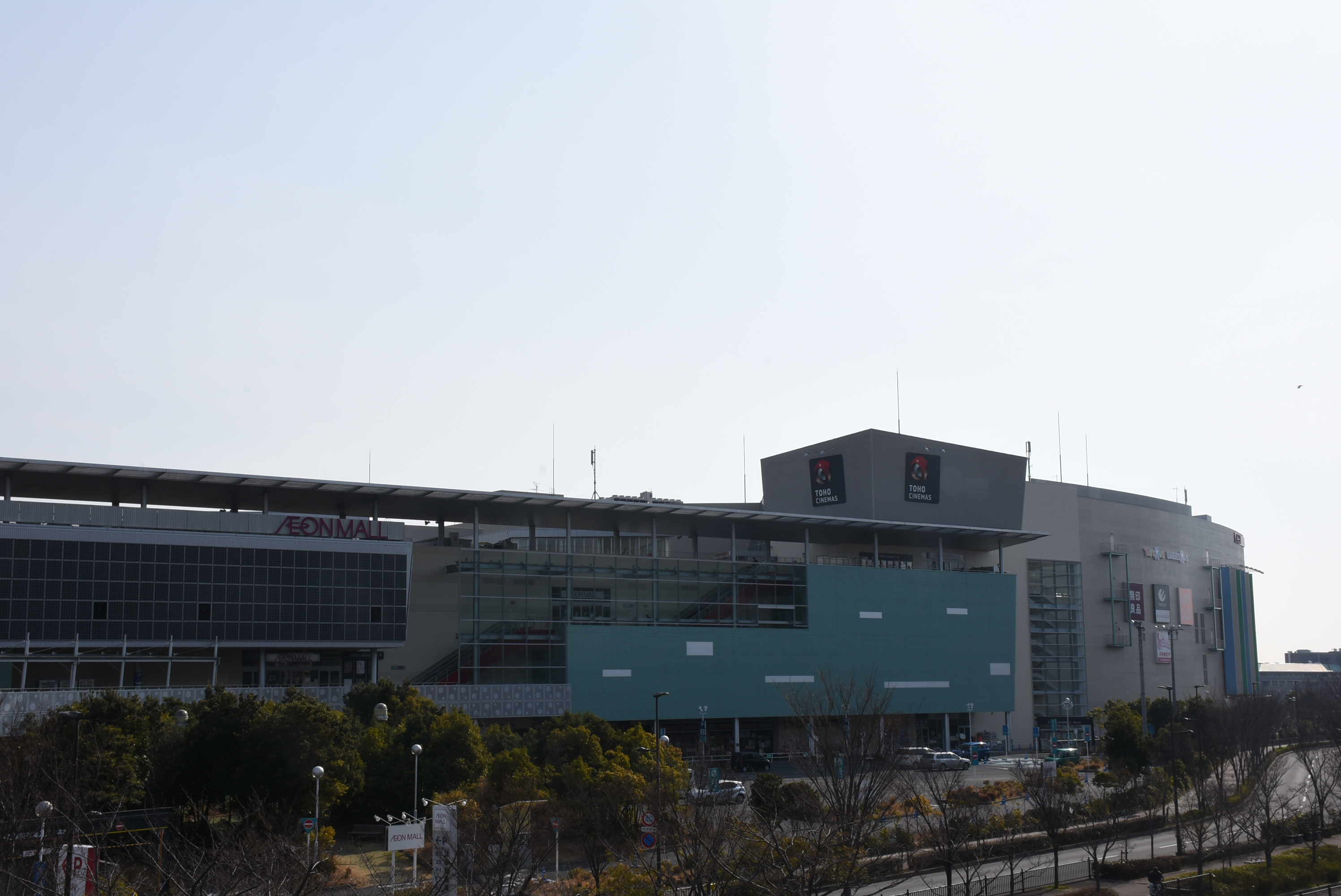
TOHOシネマズ伊丹

- TOHOシネマズ岡南
- TOHOシネマズ緑井
- TOHOシネマズ新居浜

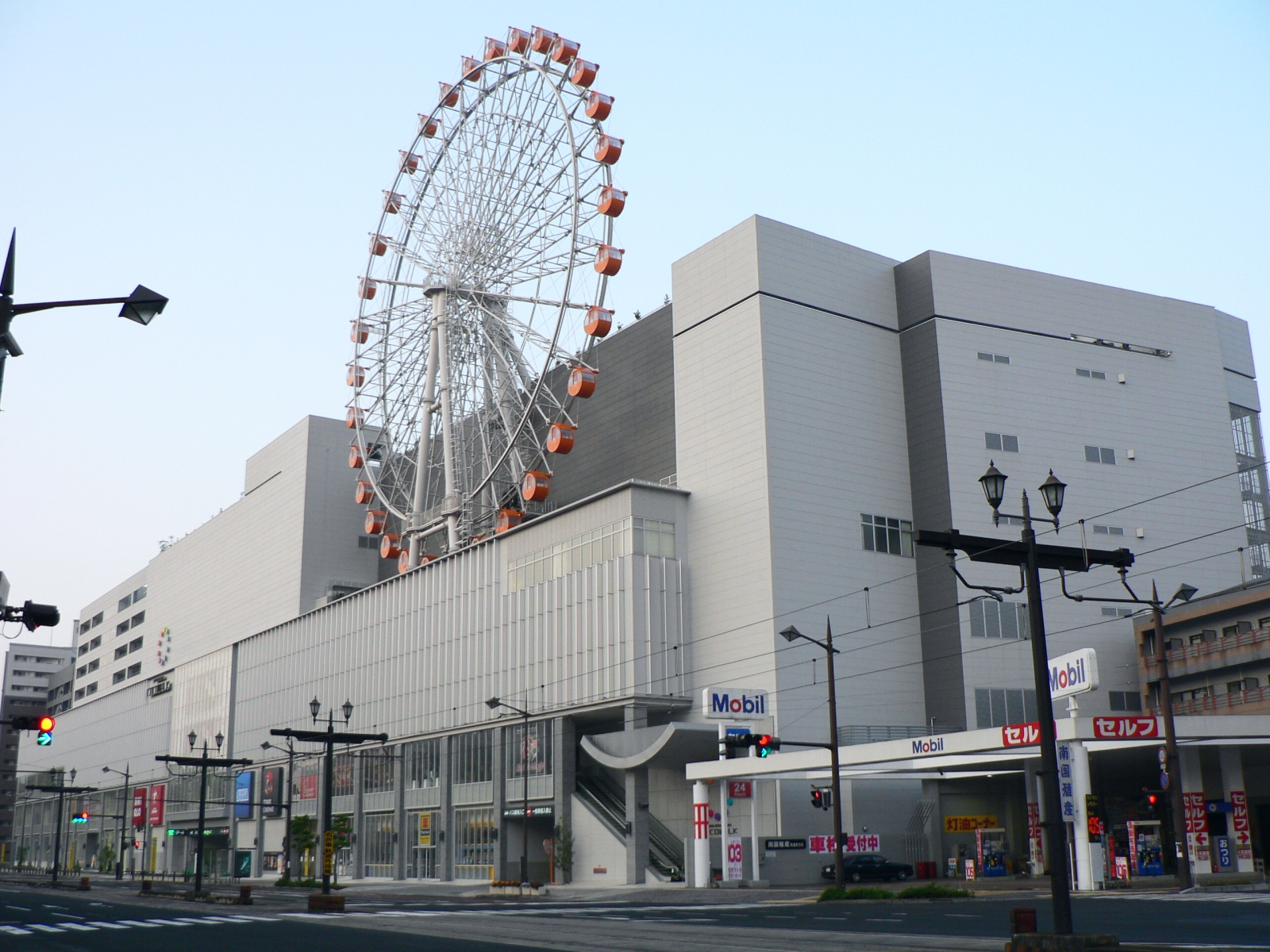
TOHOシネマズ長崎
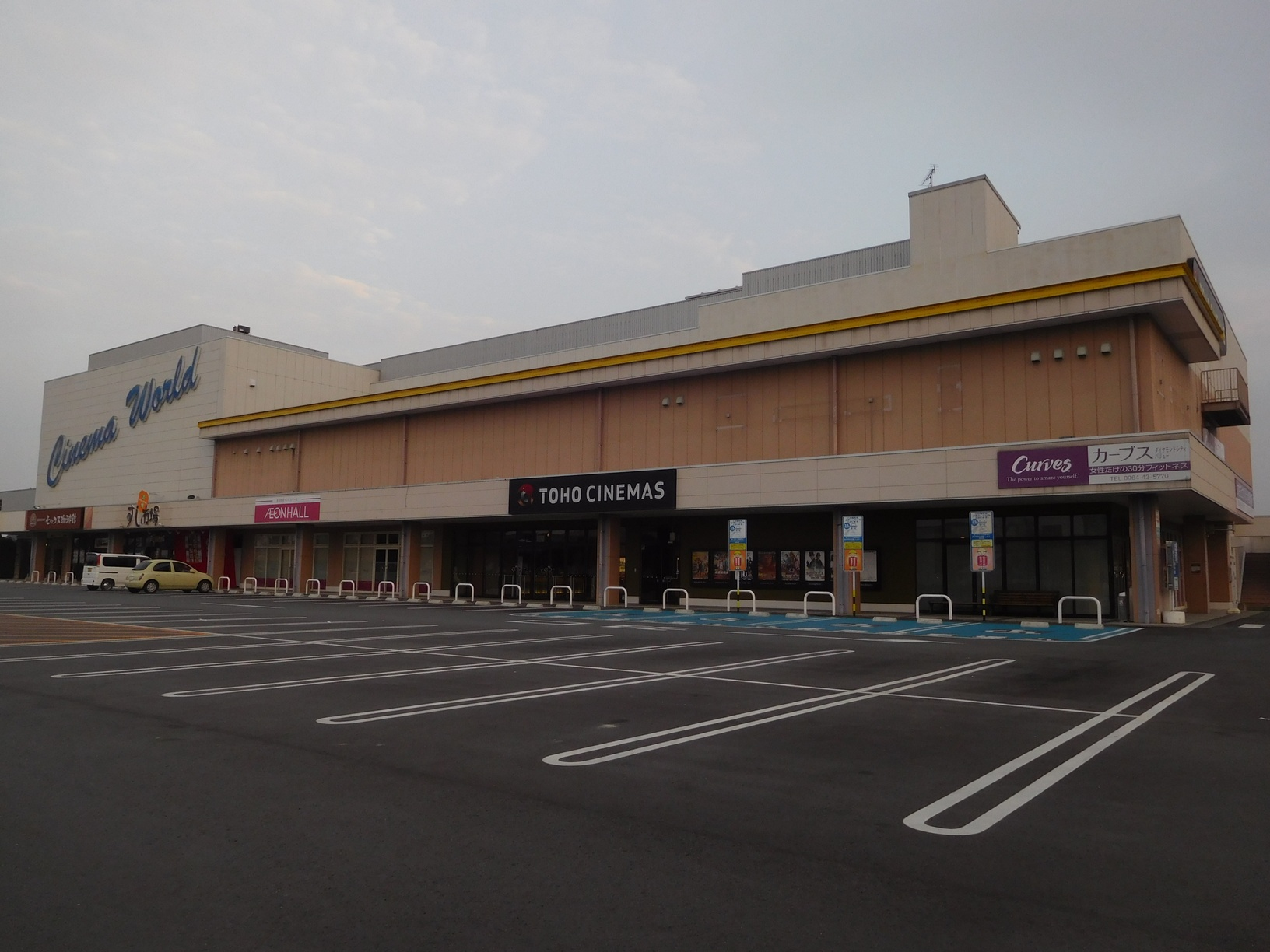
TOHOシネマズ宇城
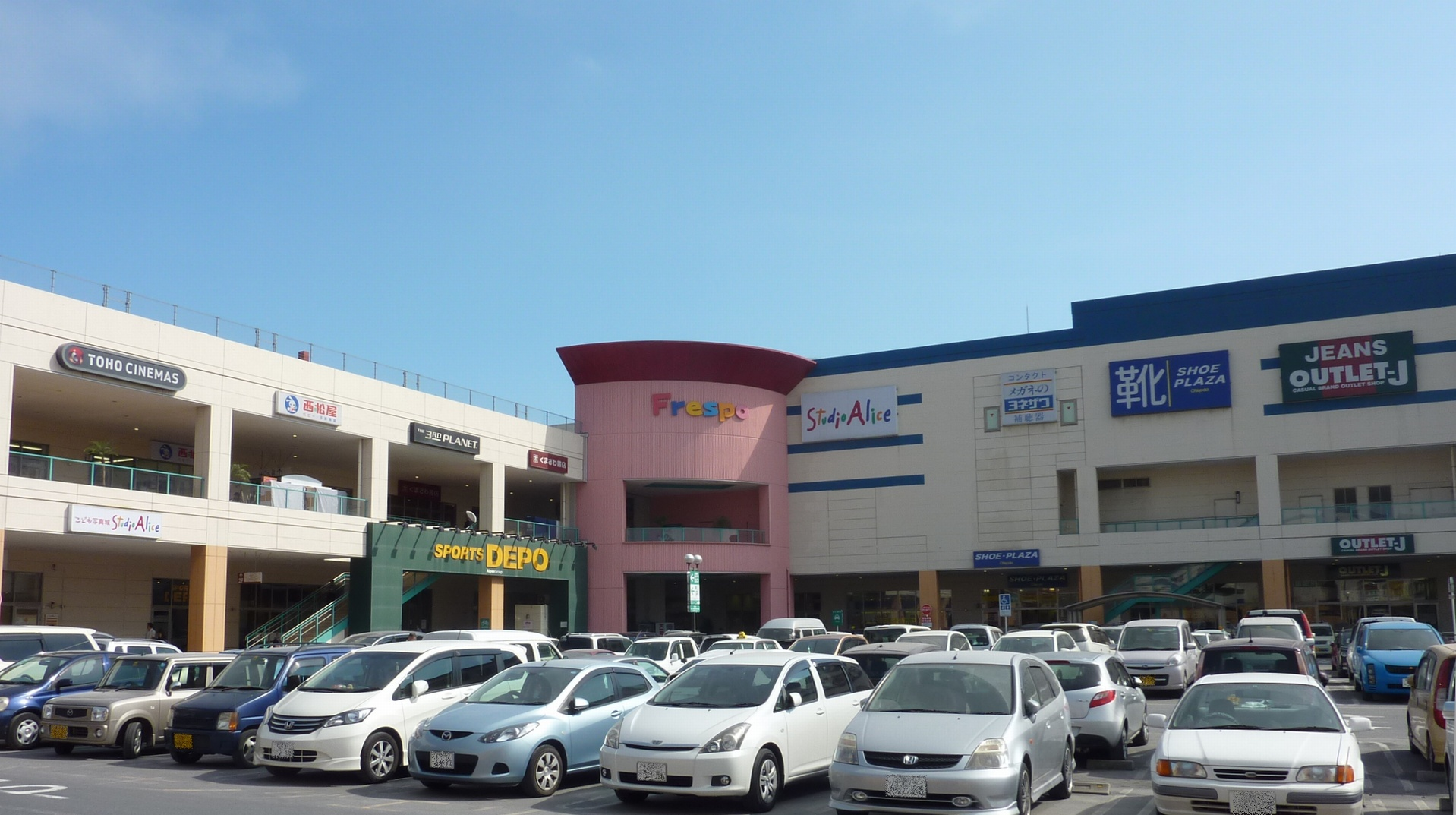
TOHOシネマズ与次郎
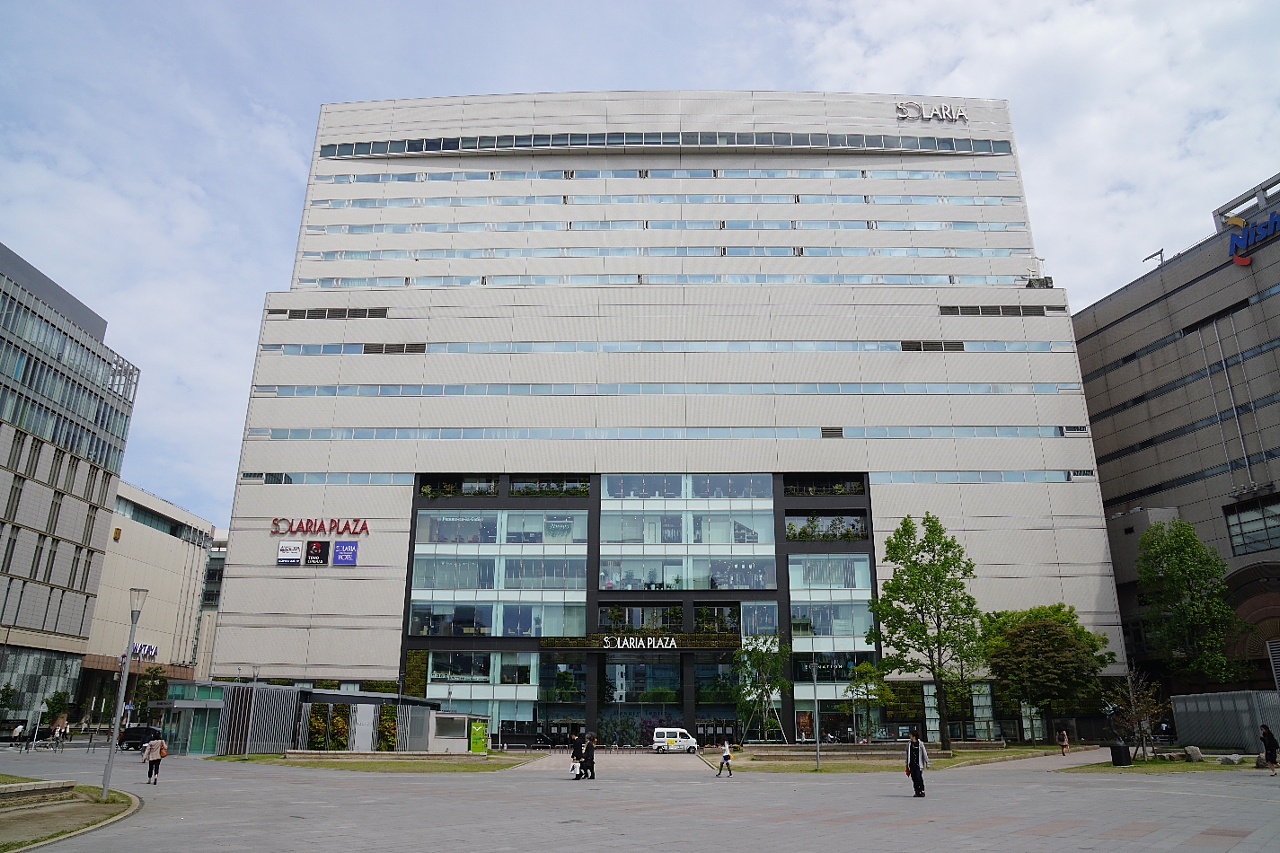
TOHOシネマズ天神ソラリア館があるソラリアプラザ
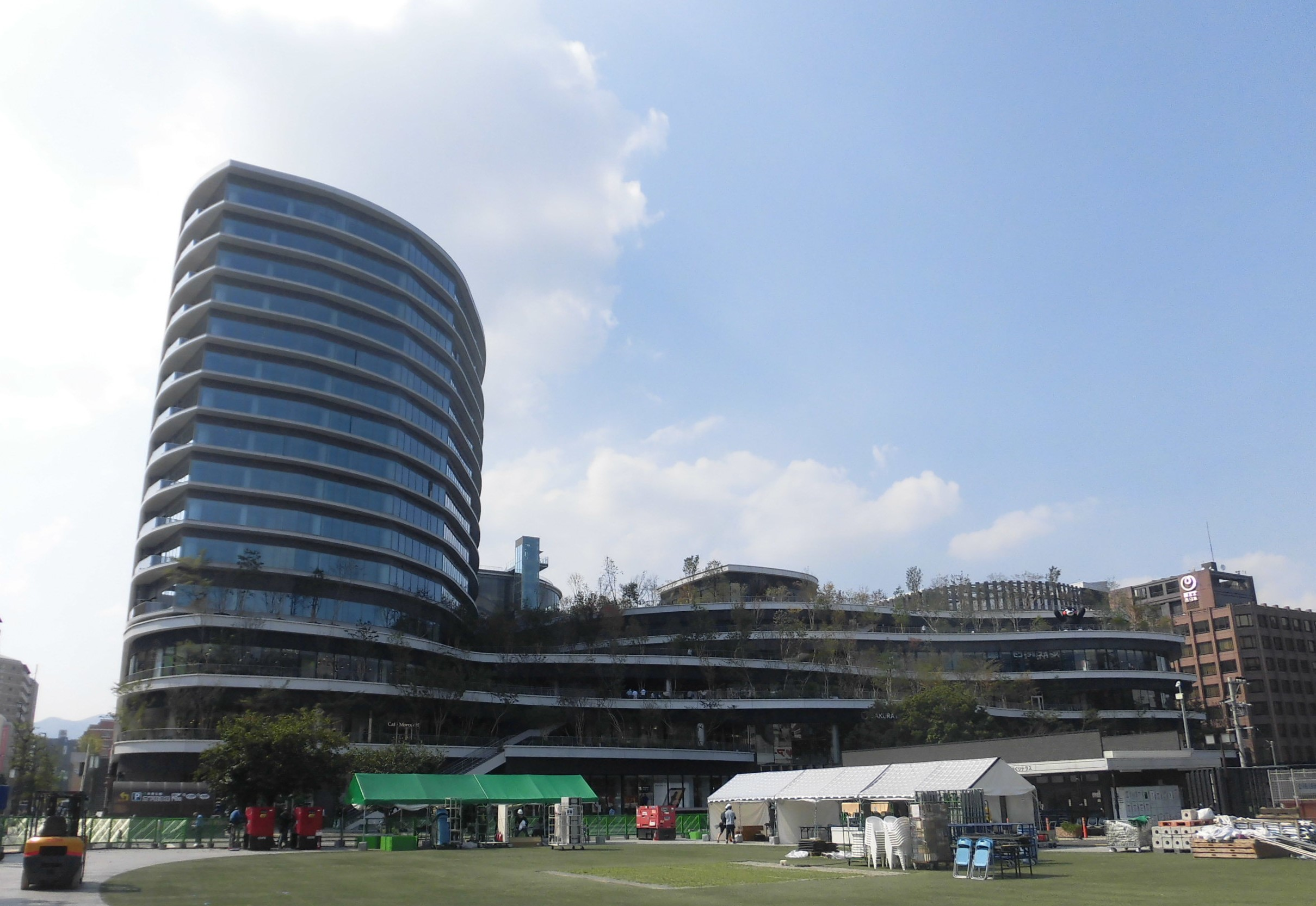
TOHOシネマズ熊本サクラマチがあるSAKURA MACHI Kumamoto

### 共同経営・業務提携劇場
備考欄の数字は各シネコンチェーンの出資率。備考欄の太字が運営会社となっている。
- SMT：松竹マルチプレックスシアターズ

| 劇場名                 | 所在地                                    | 開館日        | 規模                 | 備考                                                     |
| ---------------------- | ----------------------------------------- | ------------- | -------------------- | -------------------------------------------------------- |
| 札幌シネマフロンティア | 北海道札幌市中央区 札幌ステラプレイス     | 2003年3月6日  | 12スクリーン 2,725席 | - TOHOシネマズ（50%） - SMT（30%） - ティ・ジョイ（20%） |
| 広島バルト11           | 広島県安芸郡府中町 イオンモール広島府中   | 2004年3月19日 | 11スクリーン 1,782席 | - ティ・ジョイ（51%） - TOHOシネマズ（49%）              |
| 新宿バルト9            | 東京都新宿区 新宿三丁目イーストビル       | 2007年2月9日  | 9スクリーン 1,842席  | - ティ・ジョイ（55%） - TOHOシネマズ（45%）              |
| 大阪ステーションシネマ | 大阪府大阪市北区 ノースゲートビルディング | 2011年5月4日  | 12スクリーン 2,564席 | - SMT（50%） - TOHOシネマズ（30%） - ティ・ジョイ（20%） |
| ポレポレシネマズ       | 福島県いわき市 イオンモールいわき小名浜   | 2018年6月5日  | 9スクリーン 1,341席  | - 運営は名画座 - TOHOシネマズは番組配給で業務提携        |

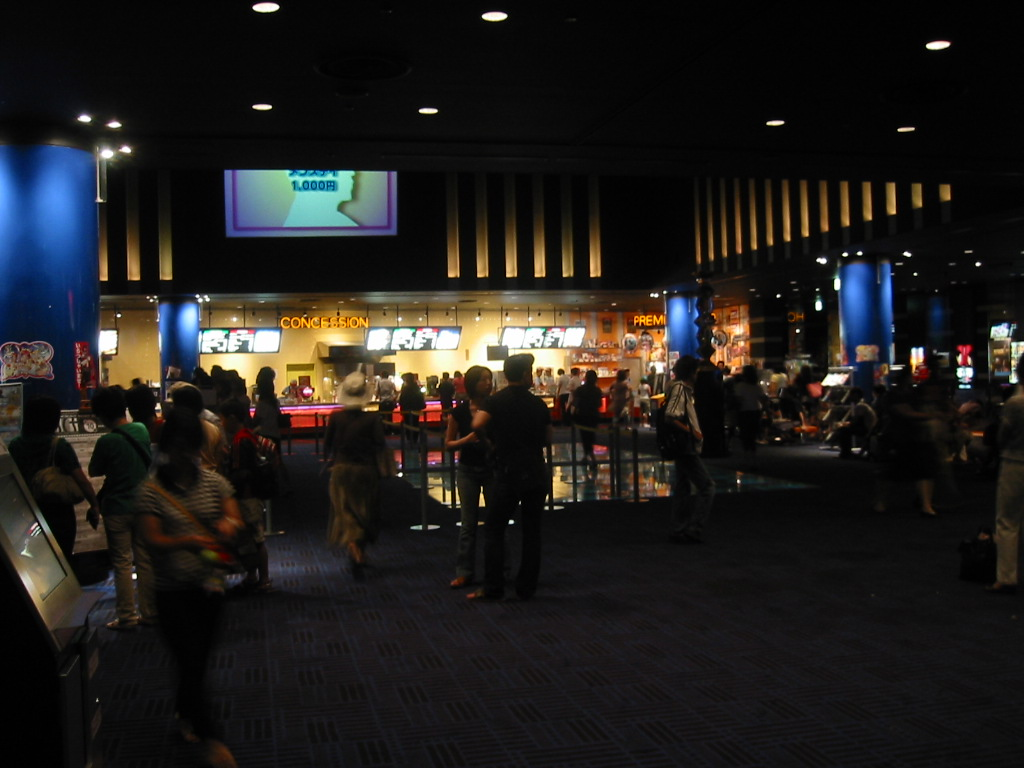
札幌シネマフロンティア
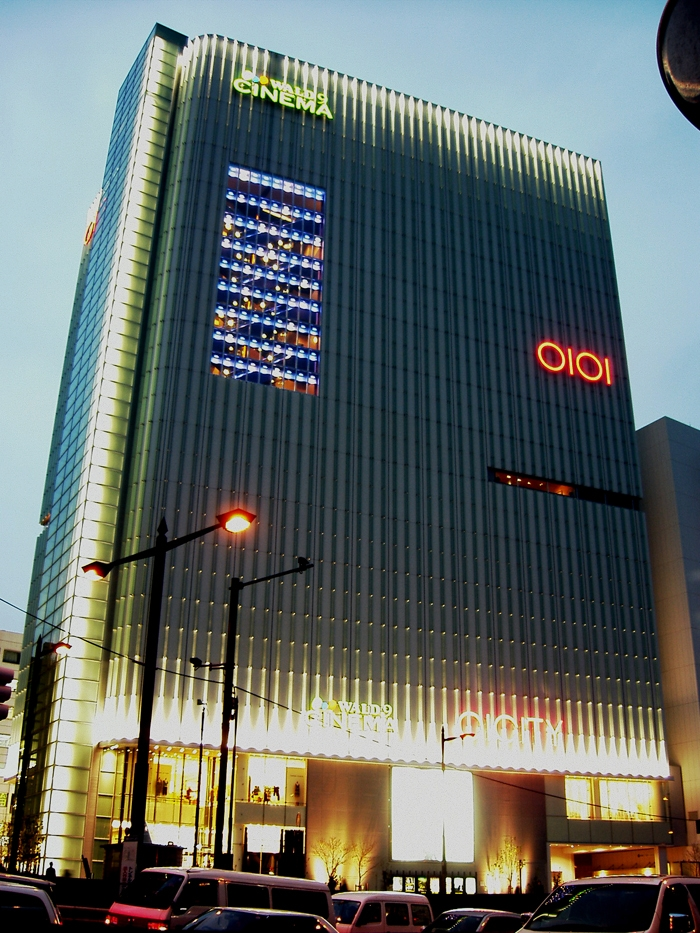
新宿バルト9
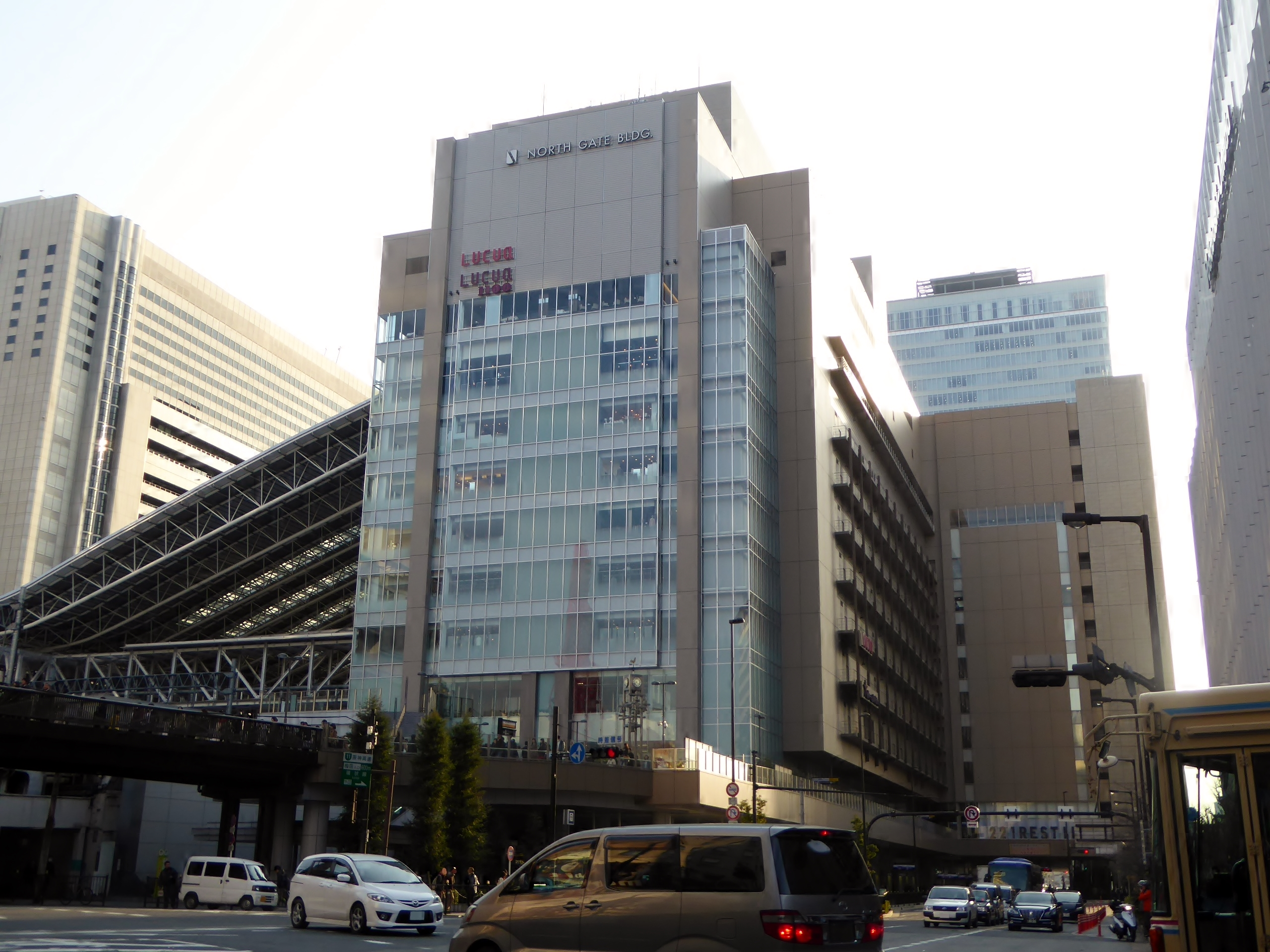
大阪ステーションシティシネマ
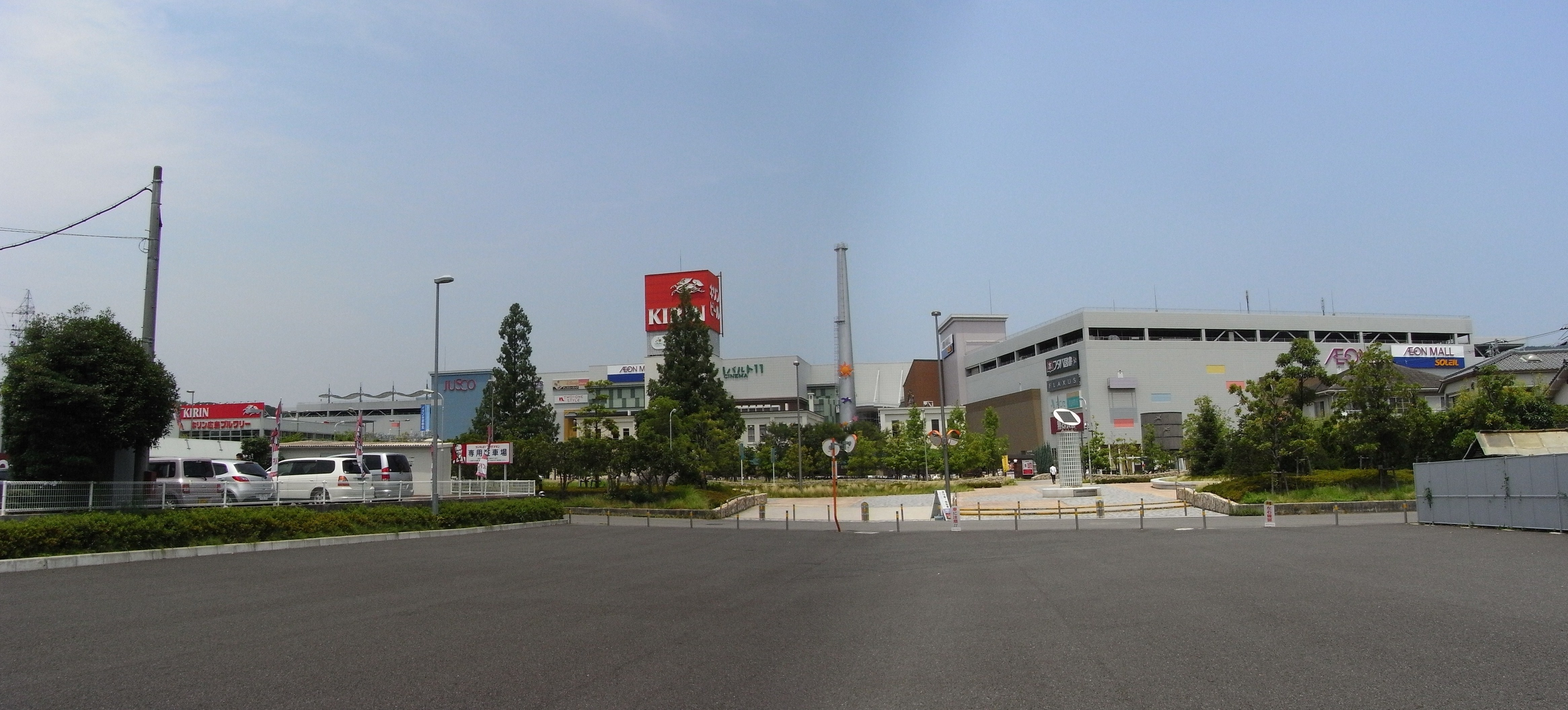
広島バルト11

### 開館予定の劇場
共同経営を含め、今後開館予定としている劇場を示す。
- TOHOシネマズ名古屋栄（仮称）：愛知県名古屋市中区
  - 2022年6月13日にTOHOシネマズが三菱地所、パルコ、日本郵政不動産、明治安田生命保険、中日新聞社の5社が名古屋市中区錦三丁目において推進する「（仮称）錦三丁目25番街区計画」の複合施設（正式名称「ザ・ランドマーク名古屋栄」）内に、中京圏の旗艦店となるシネマコンプレックスの出店を発表。2026年夏頃開業予定[29]。
- TOHOシネマズ大井町（仮称）：東京都品川区
  - 2024年10月8日に東日本旅客鉄道が東京・品川の大井町駅前で推進する「大井町周辺広町地区開発（仮称）」で計画中の大型商業施設「OIMACHI TRACKS」内に「TOHOシネマズ大井町(仮称)」として出店を発表。2026年3月に開業予定[30]。

### 出店を中止した劇場
- 横浜ブルク13（神奈川県横浜市中区） <2010年3月19日開館>
  - 【ティ・ジョイ、松竹、東急レクリエーション 共同経営／ティ・ジョイ運営主体】
    - 2009年2月3日に同サイトの開発から東宝は撤退する旨の報道がなされている[31]。

### 閉館または経営から撤退した劇場
TOHOシネマズ（株）が経営していた劇場のみ示す。TOHOシネマズ（株）に吸収合併された六部興行の各社が経営していた劇場は六部興行を、東宝が経営していた劇場は東宝を参照のこと。

#### 閉館した劇場
詳しい沿革については劇場名のリンク先を参照。営業時期の上段が開館日、下段が閉館日となる。
| 劇場名 | 劇場名                       | 所在地                                      | 営業時期                      | 規模                 | 備考 |
| ------ | ---------------------------- | ------------------------------------------- | ----------------------------- | -------------------- | --- |
| 2      | TOHOシネマズ名古屋ベイシティ | 愛知県名古屋市港区 イオンモール名古屋みなと | 1999年11月23日 2020年11月30日 | 12スクリーン 2,671席 | 併設施設の閉業に伴い先行して閉館                                                                                               |
|        | 新宿プラザ劇場               | 東京都新宿区 新宿東宝会館ビル               | 1969年10月31日 2008年11月7日  | 1スクリーン 1,044席  | 跡地に新宿東宝ビル（TOHOシネマズ新宿）が開館                                                                                   |
|        | 渋谷シネフロント             | 東京都渋谷区 QFRONT                         | 1999年12月18日 2010年1月22日  | 1スクリーン 247席    | 跡地は核テナントであるTSUTAYA渋谷店が開業                                                                                      |
|        | TOHOシネマズ日劇             | 東京都千代田区 有楽町マリオン               | 2009年2月17日 2018年2月4日    | 3スクリーン 2,136席  | - TOHOシネマズ日比谷オープンに伴い閉館 - 日劇1の跡地はヒューリックホール東京 - 日劇2・3の跡地はコニカミノルタプラネタリアTOKYO |
|        | TOHOシネマズ有楽座           | 東京都千代田区 ニユートーキヨービル         | 2009年2月10日 2015年2月27日   | 1スクリーン 397席    | 詳しい沿革については劇場名のリンク先参照                                                                                       |
|        | グランパーク東宝8            | 山梨県甲府市 グランパーク（隣接地）         | 2000年12月9日 2011年3月11日   | 8スクリーン 1,538席  | - 詳しい沿革は六部興行のリンクを参照 - TOHOシネマズ甲府のオープンに伴い閉館                                                    |
|        | TOHOシネマズ天神・本館       | 福岡県福岡市中央区 東宝天神ビル             | 2012年1月21日 2017年3月31日   | 6スクリーン 1,035席  | ソラリア館については引き続き営業                                                                                               |
|        | 三番街シネマ1・2・3          | 大阪府大阪市北区 百又ビル                   | 1975年4月26日 2007年9月24日   | 3スクリーン 1,161席  | 1977年12月10日にシネマ3がオープン                                                                                              |

#### 撤退した劇場
詳しい沿革については劇場名のリンク先を参照。営業時期の上段が開館日、下段が閉館日となる。
| 劇場名 | 劇場名                   | 所在地                        | 営業時期                    | 規模                 | 備考 |
| ------ | ------------------------ | ----------------------------- | --------------------------- | -------------------- | --- |
| 1      | TOHOシネマズトリアス久山 | 福岡県糟屋郡久山町 トリアス   | 1999年4月23日 2012年8月31日 | 14スクリーン 2,394席 | 後身は「ユナイテッド・シネマトリアス久山」 |
| 11     | TOHOシネマズ高槻         | 大阪府高槻市 アクトアモーレ   | 2004年2月21日 2007年6月28日 | 9スクリーン 1,820席  | - 後身は「高槻ロコ9シネマ」であったが、2010年9月に閉館 - 2022年現在は「高槻アレックスシネマ」                                                                  |
|        | 浜大津アーカスシネマ     | 滋賀県大津市 浜大津アーカス   | 1998年4月23日 2008年1月25日 | 5スクリーン 823席    | - 開館当初は東宝が経営・東宝関西興行が運営していた - 2006年10月1日より経営のみTOHOシネマズに移管 - 後身は「大津アレックスシネマ」となったが、2022年3月に閉館   |
|        | 鯖江シネマ7              | 福井県鯖江市 アル・プラザ鯖江 | 1998年12月5日 2008年2月24日 | 7スクリーン 1,186席  | - 開館当初は東宝が経営・中部興行が運営だった - 2002年3月1日に中部東宝へ運営 - 2006年10月1日がTOHOシネマズへ経営をそれぞれ移管 - 後身は「鯖江アレックスシネマ」 |
|        | シネマメディアージュ     | 東京都港区 アクアシティお台場 | 2000年4月22日 2017年2月23日 | 13スクリーン 3,034席 | - 開館当初は東宝が経営・東宝サービスセンターが運営だった - 2006年10月1日にTOHOシネマズに経営・運営を移管 - 後身は「ユナイテッド・シネマアクアシティお台場」    |

#### 名称統合した劇場
詳しい沿革については劇場名のリンク先を参照。
| 劇場名               | 所在地                      | 開館日       | 閉館日        | 規模              | 備考                                                                  |
| -------------------- | --------------------------- | ------------ | ------------- | ----------------- | --------------------------------------------------------------------- |
| TOHOシネマズスカラ座 | 東京都千代田区 東京宝塚ビル | 2009年2月3日 | 2018年2月24日 | 1スクリーン 656席 | 2018年3月29日に開業したTOHOシネマズ日比谷（スクリーン12）として営業中 |
| TOHOシネマズみゆき座 | 東京都千代田区 東京宝塚ビル | 2009年2月3日 | 2018年2月3日  | 1スクリーン 184席 | 2018年3月29日にTOHOシネマズ日比谷（スクリーン13）として営業中         |

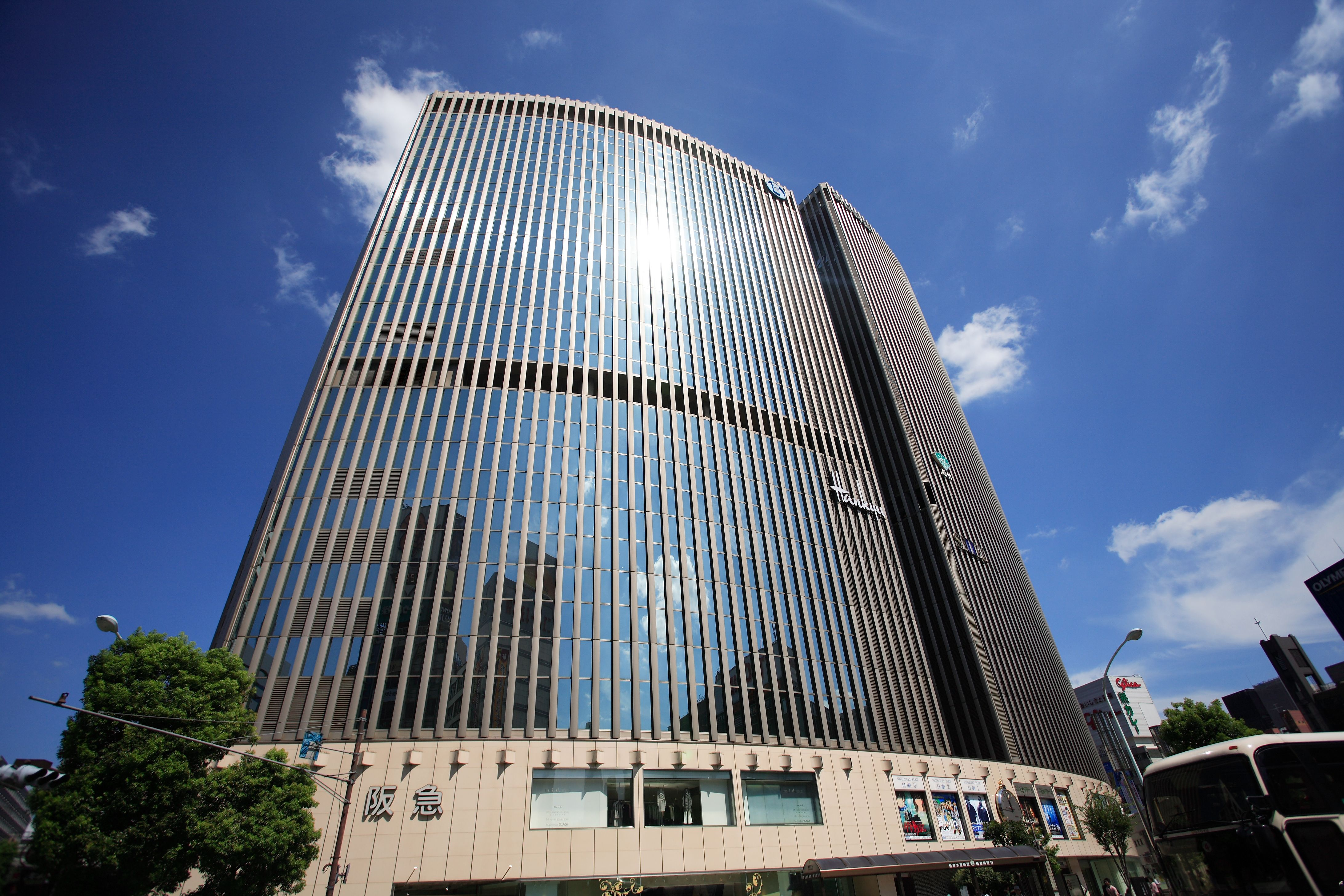
かつてTOHOシネマズ日劇があった有楽町マリオン外観
かつてTOHOシネマズ有楽座があったニユートーキヨービル外観
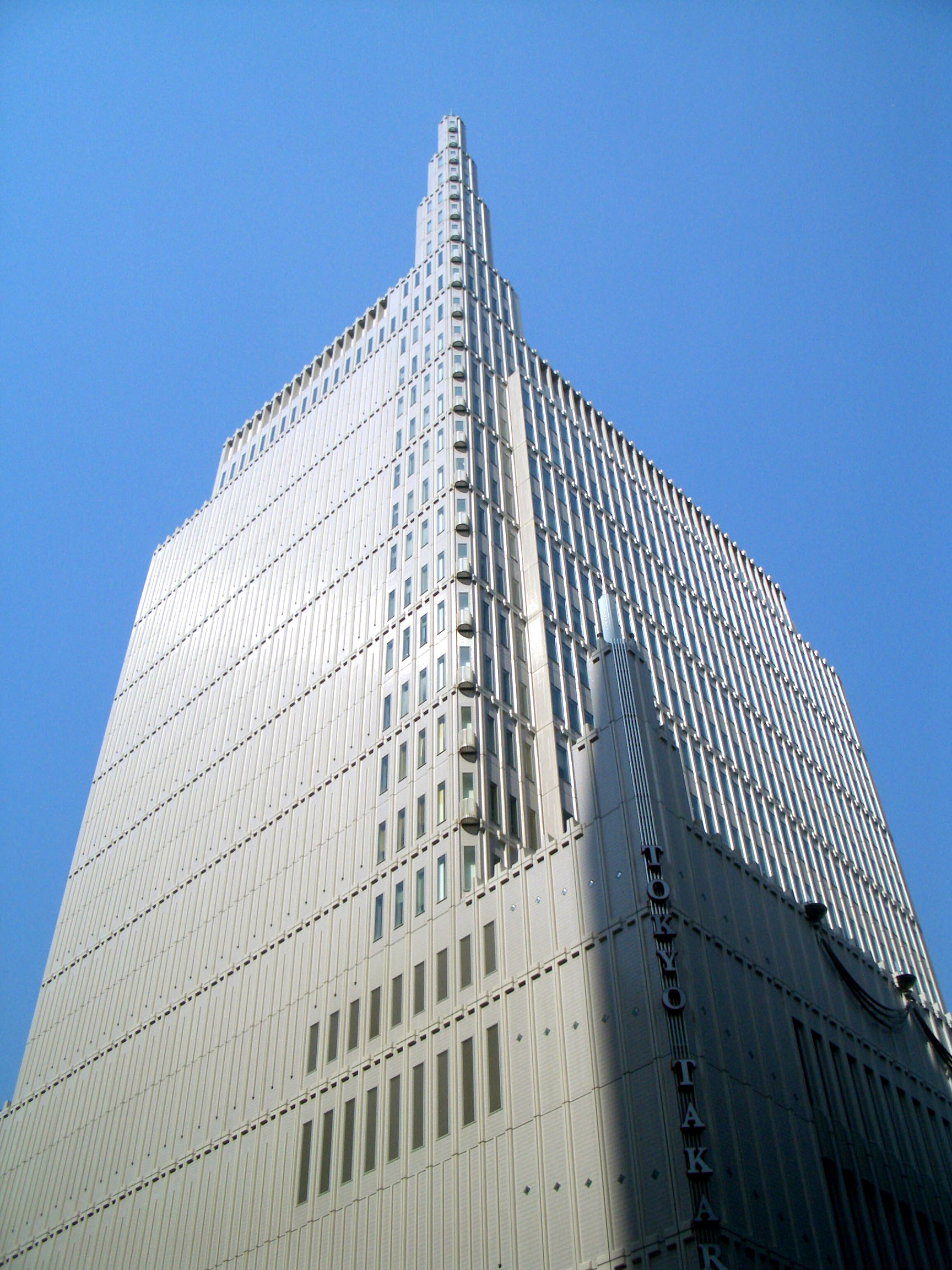
かつてTOHOシネマズスカラ座・みゆき座があった東京宝塚劇場ビル外観
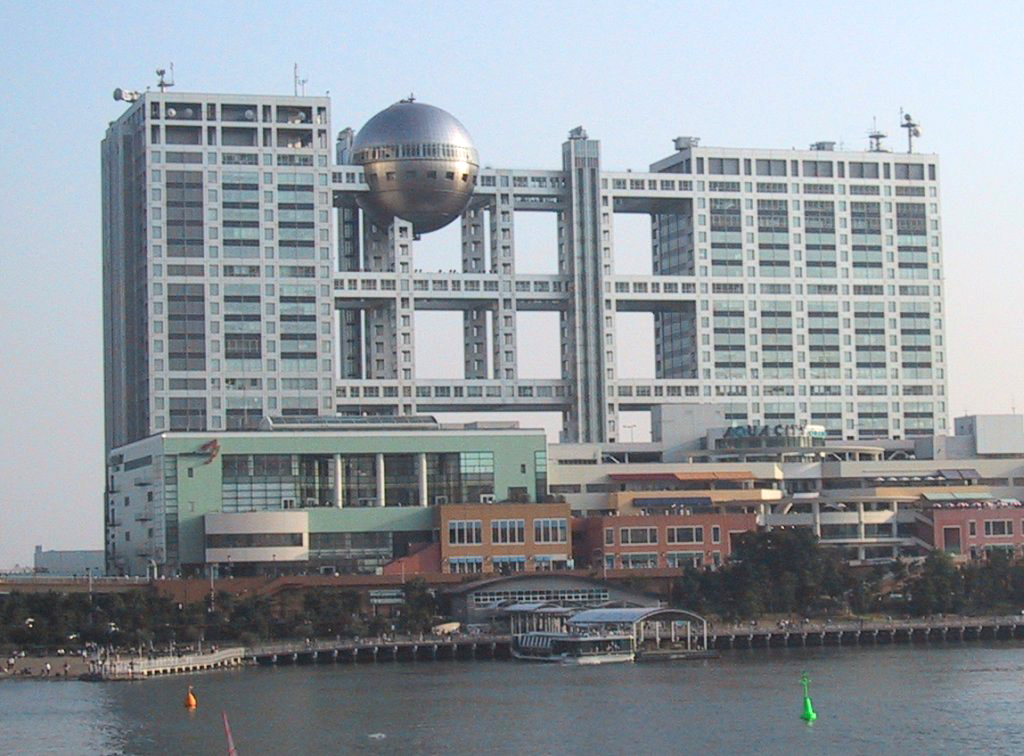
かつてシネマメディアージュがあったメディアージュ外観
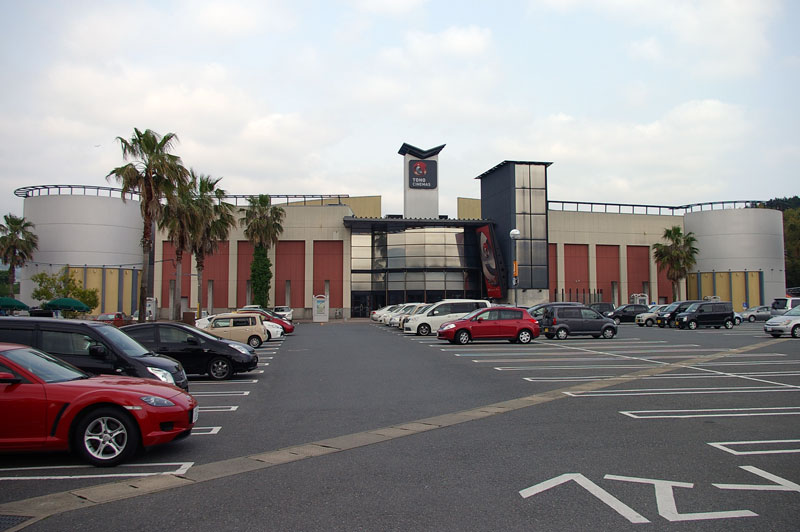
TOHOシネマズトリアス久山
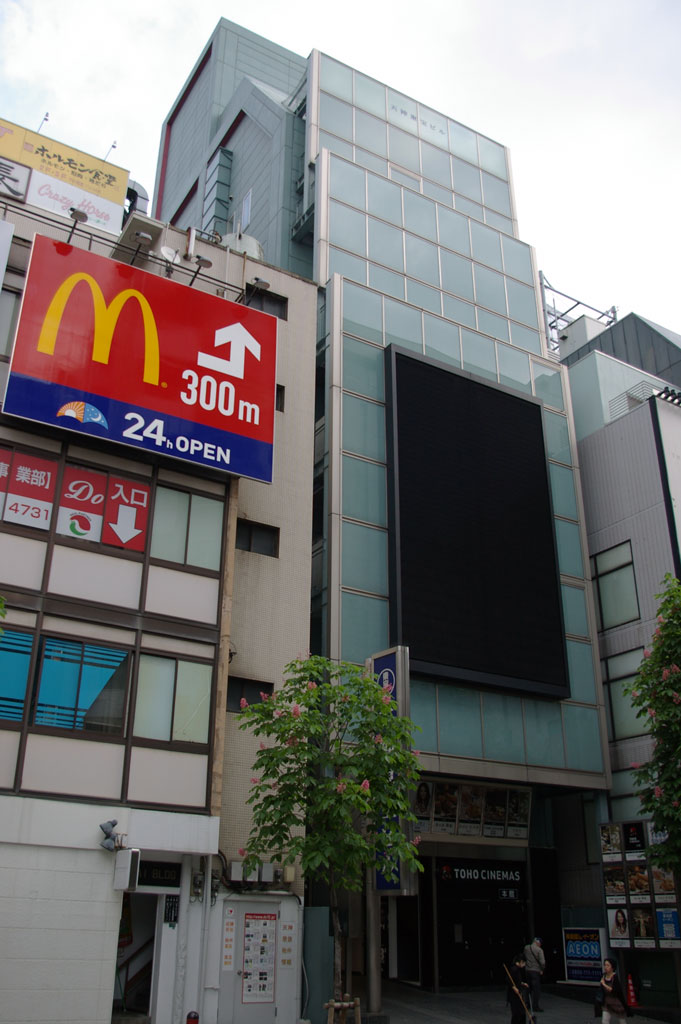
TOHOシネマズ天神本館

## 不祥事

### 独占禁止法違反
2022年3月4日、映画の配給をめぐり配給会社に圧力をかけた疑いがあるとして、TOHOシネマズが公正取引委員会から独占禁止法違反（私的独占など）の疑いで調査を受けていることがわかった。関係者によると、同社は取引先の映画配給会社に対し、他の映画館運営会社より優先して作品を配給することや、他社の映画館に配給しないことを要請。応じなければ、TOHOシネマズと取引できなくなることを示唆していた疑いがあるという。
2023年9月27日、同社が再発防止策などを含む改善計画を公正取引委員会に提出していたことが関係者への取材で分かった。企業側が独占禁止法に違反する疑いのある行為をやめ、改善に取り組むことで公正取引委員会と合意する同法の「確約手続き制度」に基づく対応。10月3日、公正取引委員会は同社が提出した改善計画を認定したと発表した。「確約手続き制度」 に基づき、排除措置命令などの行政処分は免除される。